# Église Saint-Léonard d'Avilly-Saint-Léonard
L'église Saint-Léonard est une église catholique paroissiale située à Avilly-Saint-Léonard, dans le département de l'Oise, en France. Elle possède un petit chœur du début du XIIIe siècle à l'architecture gothique très soignée, mais n'est à ce jour pas inscrite ou classée au titre des monuments historiques. Cependant, le mobilier est riche et varié, et comporte six éléments classés, dont un bel ensemble de stalles de la seconde moitié du XVIe siècle, qui représente le dernier souvenir matériel du prieuré clunisien de Saint-Nicolas-d'Acy, sur la commune voisine de Courteuil. La nef pourrait comporter des éléments anciens, mais a été fortement remaniée à l'époque moderne. Son voûtement n'a jamais été mené à terme, et la nef reste recouverte d'une fausse voûte en berceau. Les chapelles latérales formant transept datent du XVIe siècle, et à l'instar du bas-côté nord du XVIIe siècle, elles affichent un style gothique flamboyant tardif influencé par la Renaissance. Tout l'intérieur est décoré d'une polychromie architecturale refaite pendant l'après-guerre. La chapelle latérale sud sert de base à un clocher sans caractère du XVIIIe ou du XVIIIe siècle. Aujourd'hui, l'église Saint-Léonard est affiliée à la paroisse Saint-Rieul de Senlis, et les messes dominicales y sont célébrées le samedi précédant le troisième dimanche du mois, à 18 h 30.

## Localisation

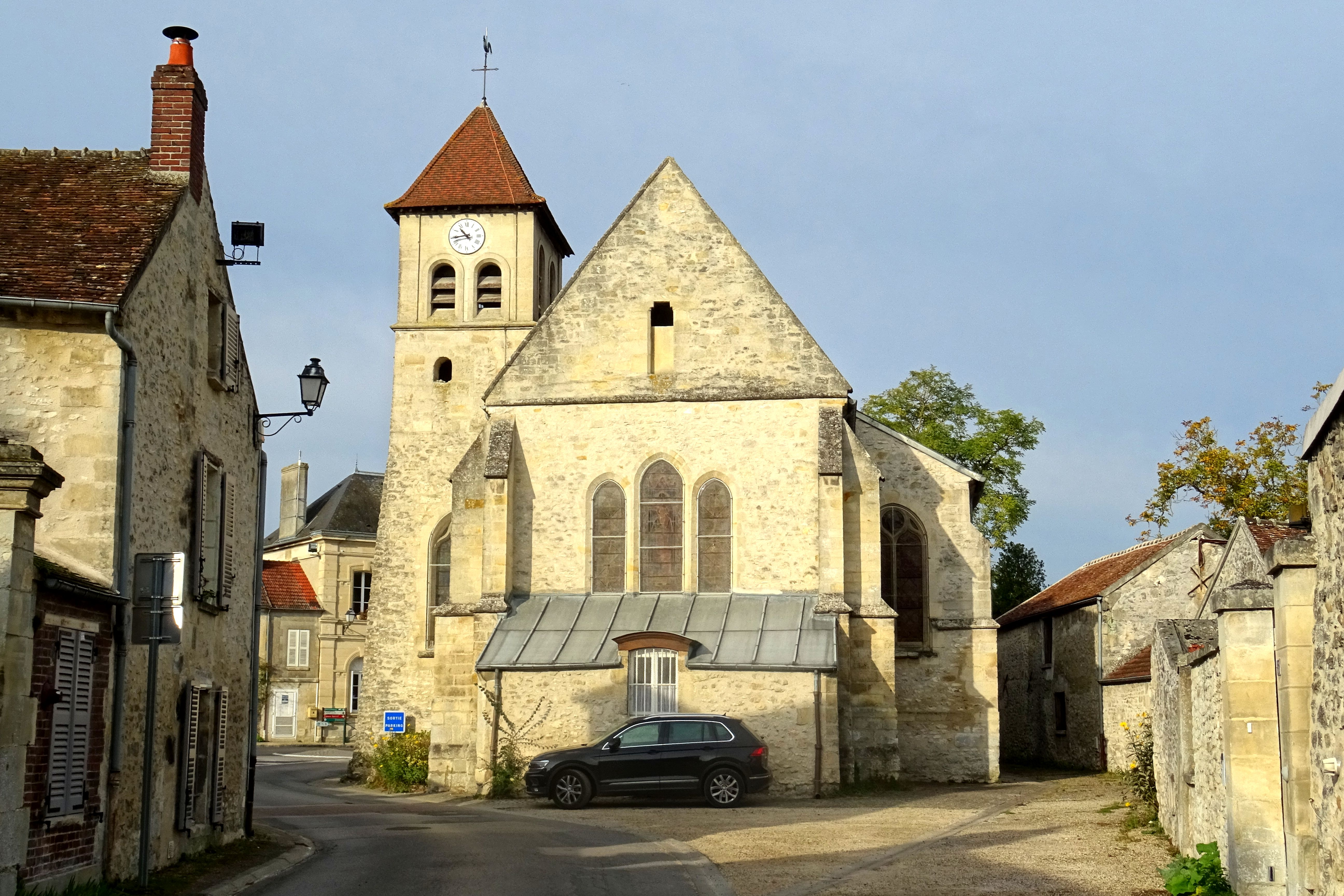
Approche par l'est.

L'église Saint-Léonard est située en France, en région Hauts-de-France et dans le département de l'Oise, dans le parc naturel régional Oise-Pays de France, sur la commune d'Avilly-Saint-Léonard, entre Chantilly et Senlis, au centre du village de Saint-Léonard, place de la Mairie. La façade et l'élévation méridionale donnent sur la place. La rue du Dr-Lucas-Championnière quitte la place vers l'est, et permet d'apercevoir le chevet. L'élévation septentrionale est enclavée dans des propriétés privées, et n'est en grande partie pas visible depuis le domaine public.

## Histoire

### L'histoire de la paroisse

#### Des origines jusqu'à l'époque de Louis XIV
L'on ignore les circonstances qui ont déterminé le choix du saint patron de la paroisse, saint Léonard de Noblat, dit aussi saint Léonard du Limousin. L'église est mentionnée pour la première fois dans une bulle pontificale du pape Lucius III, qui confirme au chapitre de la cathédrale Notre-Dame de Senlis la possession de la cure de Sancti Leonardi de Valle Profunda. Le chapitre Notre-Dame reste collateur de la cure jusqu'à la fin de l'Ancien Régime, et est également seigneur du village. Il conserve son nom de Valprofond jusqu'au milieu du XVe siècle. Louis Graves affirme que le toponyme de Valprofond s'applique plus concrètement à la partie du village située au fond de la vallée de la Nonette, alors que Saint-Léonard correspondrait au quartier de l'église, mais l'abbé Vattier n'a pas trouvé de documents qui étaient cette hypothèse. Aujourd'hui, seul le château de Valprofond, à mi-chemin entre Saint-Léonard et Saint-Nicolas d'Acy (commune de Courteuil) rappelle encore l'ancien nom du village. Sous l'Ancien Régime, Saint-Léonard est le chef-lieu d'une paroisse qui englobe également le hameau d'Avilly, à l'ouest, et qui relève du doyenné et du diocèse de Senlis. Le prieuré clunisien de Saint-Nicolas d'Acy est le seigneur d'Avilly,. Avant 1416 et jusqu'au XVIe siècle, la paroisse de Valprofond est réunie aux paroisses de Courteuil, Fontaine-Saint-Firmin et Saint-Nicolas-d'Acy, en raison de la chute de la population consécutive à la guerre de Cent Ans. Les premiers curés dont les noms soit connus sont Michel Pelins, mort vers 1416, et Jean Le Charon. Jusqu'au VIIe siècle, l'on ne sait guère plus sur l'histoire de la paroisse. Les nombreux actes conservés aux archives départementales concernent presque uniquement la ferme du chapitre.

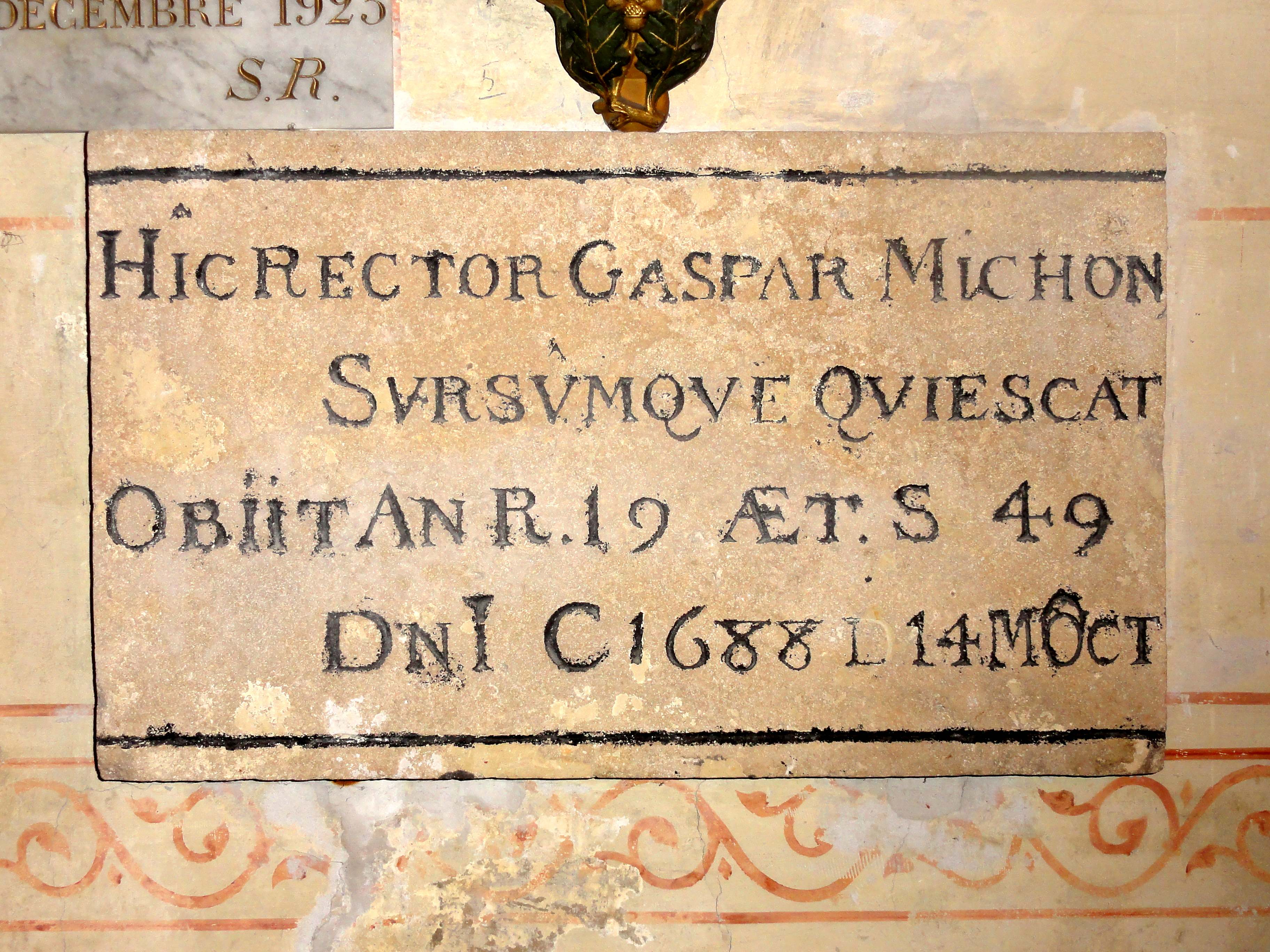
Épitaphe de l'abbé Gaspar Michon.

Avant sa mort en 1635, l'abbé Jean Chérault, qui avait desservi la paroisse pendant vingt-six ans et neuf mois, laisse à la fabrique une somme de cinquante-cinq livres, qui sont à employer pour l'achat d'une rente, qui doit permettre de célébrer une messe annuelle pour le repos de son âme. En 1662, son successeur, l'abbé Louis Dufour, commence les registres paroissiaux. Ils sont conservés sans trop grandes lacunes jusqu'à la Révolution française. L'abbé Gaspard Michon, qui exerce son ministère de 1670 jusqu'à sa mort en octobre 1688, se qualifie de curé de Saint-Léonard, d'Avilly et de Chantilly. Saint-Léonard est en effet la paroisse-mère de Chantilly, qui en est démembré le 21 février 1692 à la demande du prince Henri-Jules de Bourbon-Condé. La condition posée par l'évêque de Senlis est le dédommagement du curé de Saint-Léonard par une rente annuelle de 100 livres, et du conseil de fabrique par une rente annuelle de 30 livres. Cet arrangement a survécu à la Révolution française et à la mort du duc d’Aumale en 1897 : c’est son héritier, l’Institut de France, qui doit verser la rente à sa place,. En 1693, Magdelaine Marcq, veuve de Guillaume Houbigant, propriétaire de la grande blanchisserie d'Avilly, ainsi que ses enfants, laissent à l'église une rente annuelle de 125 livres, et fondent ainsi plusieurs messes. Comme particularité, le prêtre doit instruire six pauvres enfants, qui touchent en plus deux livres douze sous, mais doivent en contrepartie chanter tous les jours un Stabat Mater, un Salve Regina et un De profundis sur la tombe des fondateurs. Trois ans plus tard, les sommes prévues ne sont pas entièrement versées aux enfants, en raison de certains manquements constatés. En 1698, une cloche est refondue pour la somme de cinquante-cinq livres prêtée par le curé, à rembourser par la paroisse, et des boiseries sont installées pour la somme de quarante-cinq livres, financées en grande partie par des dons.

#### Les dernières décennies de l'Ancien Régime

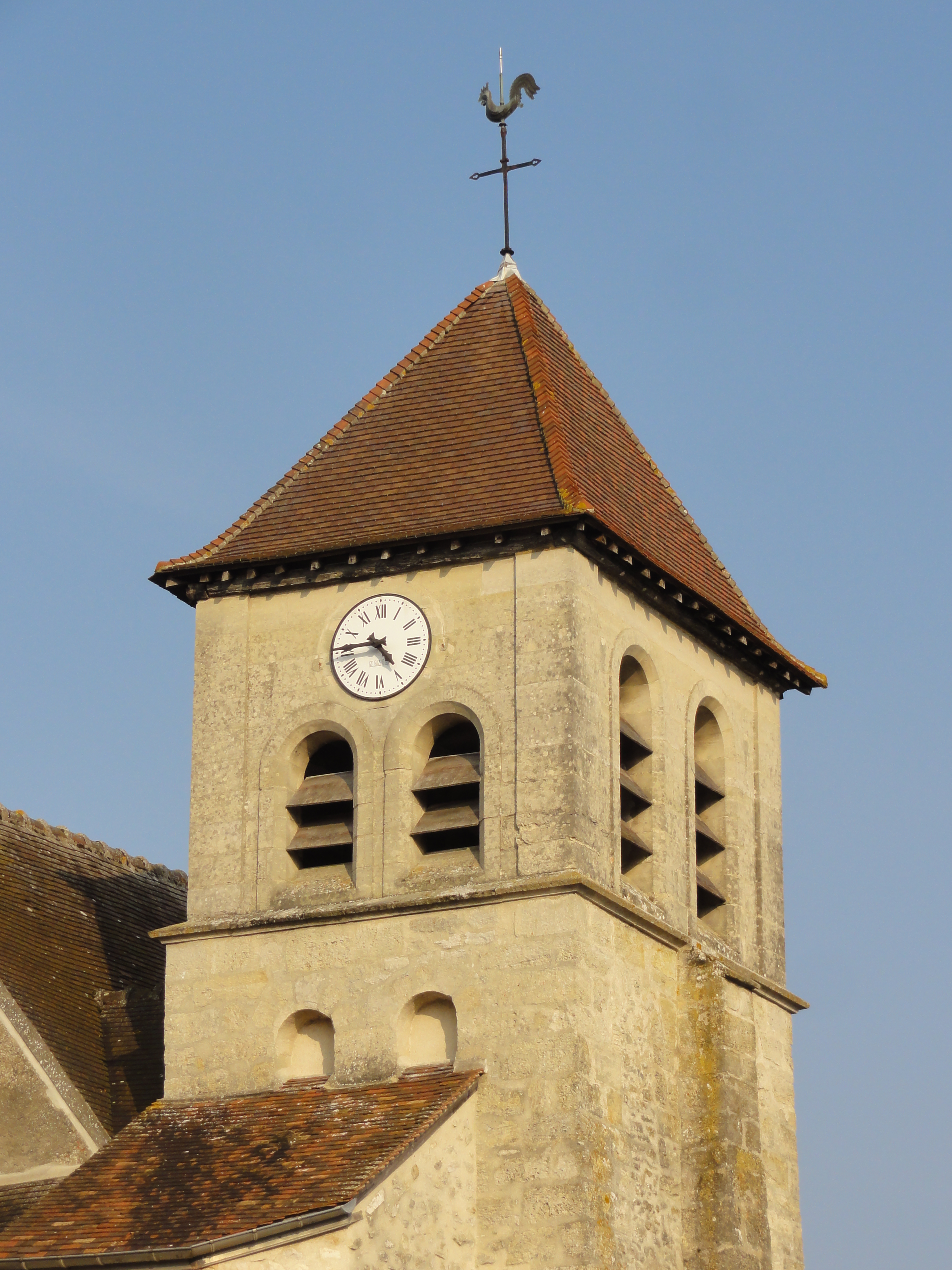
Clocher, étage de beffroi.

En 1729, la paroisse intente un procès au fermier qui doit verser annuellement la rente Houbigant. Elle perd ce procès. L'actuel M. Houbigant remet au fermier la somme de cent livres pour alléger les charges de la fabrique. Depuis le mois de décembre 1700, le curé est l'abbé Jacques Vidcoq, ancien vicaire de Saint-Pierre de Senlis, qui a alors soixante-treize ans. Les marguilliers l'invitent à réparer le clocher, qui est en mauvais état, mais il répond que le clocher est à la charge des habitants (ce que les documents conservés semblent confirmer pour le cas de Saint-Léonard). Les habitants ne sont pas contents de cette réponse et mandent un huissier de justice pour sommer le curé à effectuer les réparations réclamées. N'ayant jamais remboursé la somme de cinquante-cinq livres mentionnée ci-dessus, ils prétendent maintenant que leur précédent curé aurait bien payé des réparations sur le clocher. Ne sachant pas que faire, le curé écrit à son ami le chanoine Aubert, et lui demande de prendre un bon procureur pour défendre ses intérêts. En attendant, il réplique par une argumentation archéologique, et démontre que le clocher est plus récent que le chœur, car ses murs intègrent les deux contreforts méridionaux du chœur, et l'arcade ouvrant dans la base du clocher a été percée dans un mur préexistant grâce à une reprise en sous-œuvre, comme le prouve la nature différente de son appareil. L'affaire est plaidée devant le bailli de Senlis en date du 22 décembre, et est délibérée au Grand Conseil le 25 janvier 1730. Les rapports d'experts se succèdent et bien qu'appuyant généralement l'avis du curé, il n'obtient pas encore gain de cause. Pendant presque quatre ans, la machine judiciaire s'arrête. Le 14 février 1734, deux experts, un architecte à L'Isle-Adam pour le curé, et un entrepreneur en bâtiment pour les habitants, examinent le clocher, et parviennent à la même conclusion, que celui-ci est indépendant du chœur. Les habitants affirment malgré tout que le clocher soit du même temps que le chœur, et reprochent à leur expert de s'être vendu au curé. Le dénouement définitif intervient au mois de février 1735. En exécution de la sentence, le marguillier en charge verse la somme de 99 livres au procureur du curé, et la somme de 116 livres au procureur des habitants. Le curé n'a à payer que 20 livres à son avocat. Il meurt le 27 décembre de la même année,.

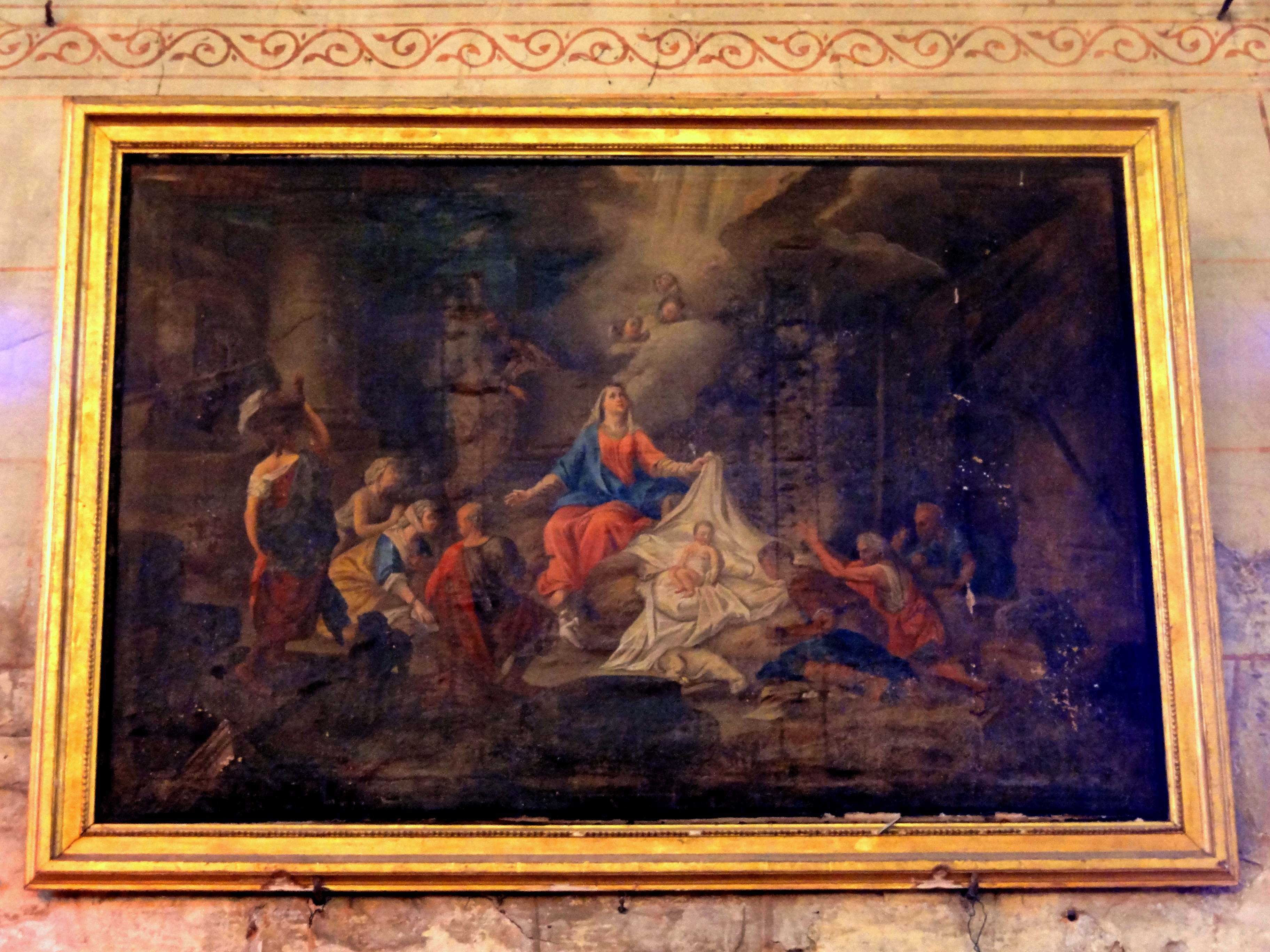
L'Adoration des Mages, par Dubourg.

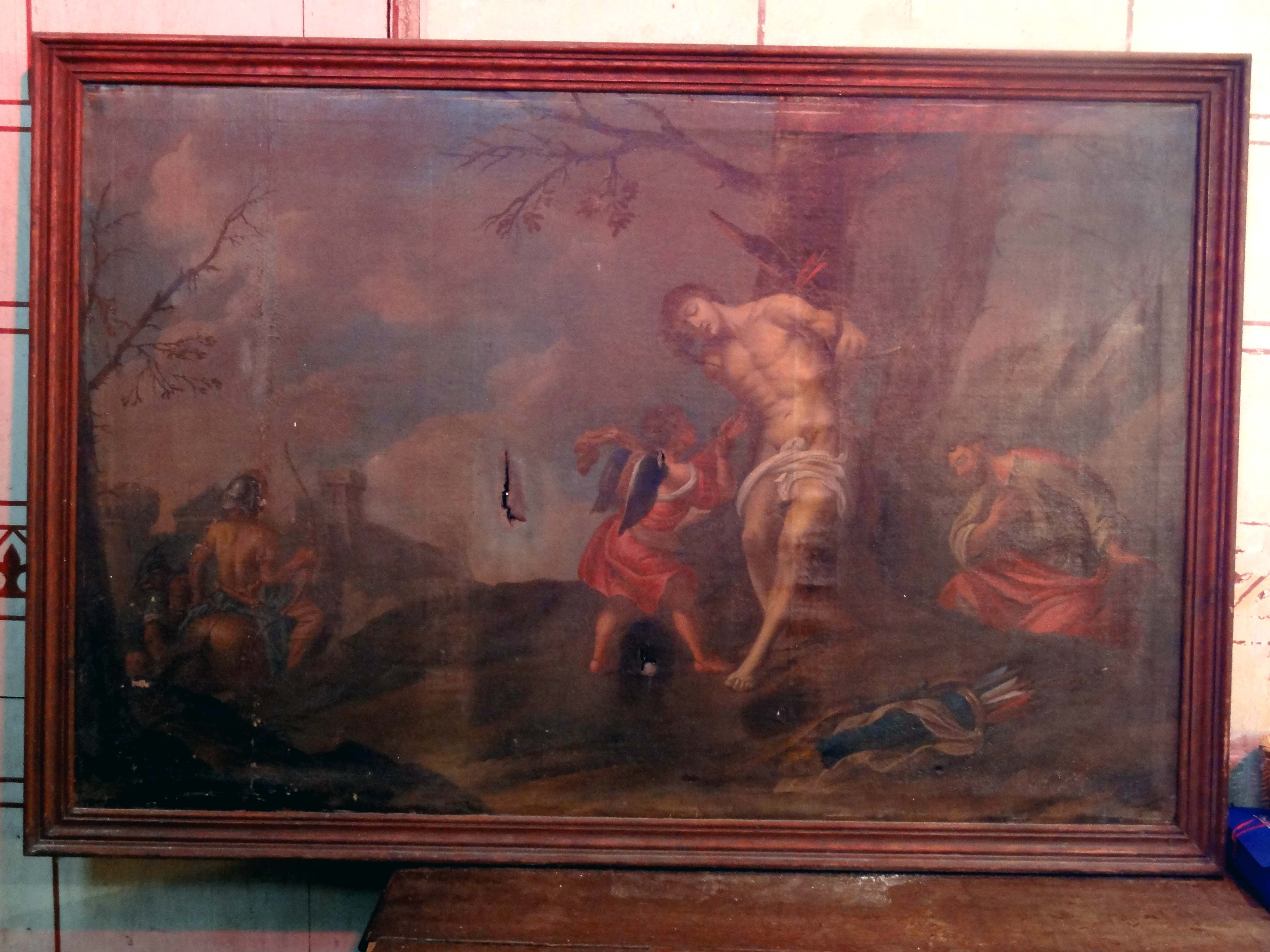
Le martyre de saint Sébastien, par Dubourg, 1760.

Le successeur immédiat de l'abbé Vidcoq meurt assez rapidement à l'âge de vingt-sept ans. Pendant quelques mois, il est remplacé par un Capucin, le frère Georges d'Amiens. Au mois d'avril 1736, un nouveau curé, l'abbé Hugues-Robert Tannier, licencié ès-lois, est installé. Il paraît que c'est lui qui règle la réparation du clocher, qui coûte 261 livres, à titre exceptionnel, en raison de « l'extrême nécessité des habitants ». En plus, deux cloches doivent être refondues pour un prix de 120 livres, dont 48 livres sont payées par le parrain de l'une des deux cloches, M. de la Motte, contrôleur des écuries du prince de Condé. En 1748, les différentes rentes laissées à l'église par des membres de la famille Houbigant depuis 1693 s'élèvent à 120 livres, partagées entre le curé et la fabrique. Réduites à 108 livres en 1713 du fait de l'inflation, les cinq enfants avaient ajouté 325 livres, et un M. Duroil 500 livres, mais trente-cinq ans plus tard, l'on est donc passé à un montant inférieur à la somme de départ, qui était de 125 livres. Les terres que la paroisse d'Avilly possède en propre produisent un revenu de 81 livres. Au total les recettes pour deux ans s'élèvent à 696 livres, et les dépenses à 537 livres. Deux cloches doivent encore être refondues en 1750. L'assemblée des habitants décide que chacun doit participer à concurrence d'une livre. Les marguilliers arrêtent que les cloches ne sonneront pas pour l'enterrement de ceux qui n'ont pas payé, à moins que leurs proches ne paient trente sous, sauf s'ils sont trop pauvres. En 1751, les voûtes du chœur et des chapelles sont blanchies, et les lambris du sanctuaire sont peints en huile et couleur de bois, à deux couches. En 1754, beaucoup d'habitants ne restent pas à la réunion convoquée après la messe. Ils veulent ainsi échapper à la participation à la réfection du sol de la nef, jugée nécessaire par le curé, parce qu'il y a du vide sous certains bancs, et l'on peine à balayer. En 1760, l'église achète deux tableaux peints par un artiste du nom de Dubourg, qui représentent l'Adoration des bergers et le martyre de saint Sébastien, pour une somme de 74 livres. Ils existent encore. Sont également acquis, un boîtier en bois de tilleul pour l'horloge du clocher, et un christ en croix. Au bout de trente-huit ans à la cure de Saint-Léonard, l'abbé Tannier meurt le 26 juillet 1774, et est inhumé dans le chœur : cette sépulture tout comme les autres de l'église paraît avoir été respectée à la Révolution, mais toutes les pierres tombales ont été enlevées ou déplacées,.
Des maîtres d'école existent à Saint-Léonard depuis le XVIe siècle au moins. Souvent ils se succèdent de père en fils. L'enseignement secondaire est dispensé à l'abbaye Saint-Vincent de Senlis. Pourtant, même pendant la seconde moitié du XVIIIe siècle un nombre non négligeable d'habitants ne sait pas lire et écrire. Pour signer les procès-verbaux des assemblées des habitants, ils apposent leur marque. Il n'y a pas encore de maison d'école. En 1772, le chapitre Notre-Dame fait don aux habitants de trois verges et demi de terres situées face au cimetière, afin qu'ils puissent y bâtir une école. À partir de la Révolution française, le clerc tient un registre des habitants, qui prend le relais du registre paroissial. Il en ressort que chaque famille doit verser une redevance annuelle au maître d'école. Il paraît que le curé Jean-Baptiste Blanquet prête serment à la Constitution civile du clergé sans formuler de réserves. En 1792, la commune vend plusieurs objets provenant de l'église. Leur nature n'est pas spécifiée, mais ils rapportent tout de même la somme de 308 livres, ce qui est considérable, sachant que les recettes ordinaires de la commune ne s'élèvent qu'à 169 livres. Le curé ne proteste pas : il se fait délivrer chaque année un certificat de civisme afin de toucher la pension prévue par l'État. Au printemps 1795, le culte catholique est de nouveau toléré, et au mois de novembre, l'abbé Blanquet souhaite reprendre le sacerdoce et doit signer une déclaration, par laquelle il assure sa loyauté envers la République. La commune consacre son budget au salpêtre, pour la fabrication de poudre ; et à l'acquisition de deux tambours (72 livres) et d'un drapeau (62 livres), alors que les habitants peinent à se nourrir,.

#### Depuis le Concordat de 1801

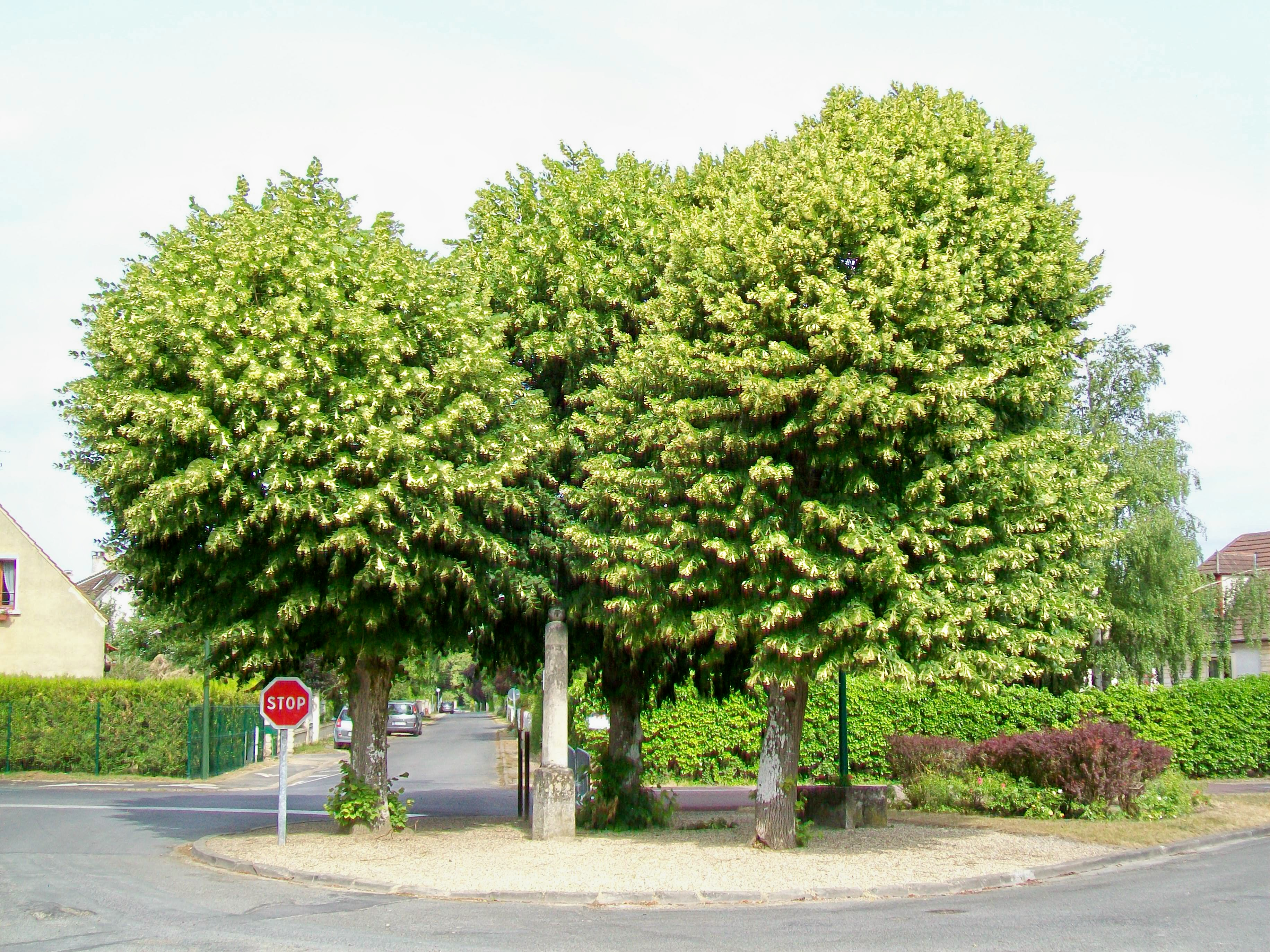
Calvaire d'Avilly, rétabli en 1805.

Le diocèse de Senlis n'est pas rétabli sous le Concordat de 1801, et toutes ses paroisses, sauf Survilliers, sont rattachées au diocèse d'Amiens, puis au diocèse de Beauvais avec le rétablissement de ce dernier en 1822. L'on ne dispose pas de renseignements sur la pratique du culte à Avilly-Saint-Léonard à la période post-révolutionnaire. Il est seulement certain que le curé, l'abbé Blanquet, n'est pas inquiété, car sa conduite est conforme à l'attente des autorités. Il signe son dernier acte le 18 janvier 1804, puis ne peut apparemment plus exercer en raison de son mauvais état de santé. Il paraît que malgré tout, il fait relever l'ancienne croix rouge à l'orée du bois, au hameau d'Avilly, le 10 novembre 1805. Le prêtre meurt le 18 juin 1806 à l'âge de soixante-dix-huit ans. Conformément à une loi du 12 brumaire an VII, la commune essaie de recouvrir la rente Houbigant, mais les pièces justificatives produites par la commune ne sont jamais suffisantes, et au bout de plusieurs années de démarches, l'initiative se solde par un échec. Les messes de fondation ne sont plus assurées. La couverture du premier régistre ouvert après la Révolution est une feuille de parchemin arrachée à un vieux missel de la paroisse, un incunable imprimé en caractères gothiques. Les autres feuilles du missel servent de chemises aux registres de la paroisse de Courteuil. Pendant assez longtemps, l'église Saint-Léonard est desservie à tour de rôle par les curés du voisinage, sans nomination officielle à la cure. Puis, vers la fin de l'Empire, le vicaire Decaye de Senlis est chargé du service de la paroisse, mais il ne vient pas régulièrement. En 1820, la municipalité demande à l'évêque d'Amiens que le vicaire fixe sa résidence à Saint-Léonard, et s'engage à le loger convenablement. En l'absence de presbytère, l'évêque préfère ne pas donner suite à la demande, et en 1831, l'abbé Decaye est nommé curé de Senlis.
La paroisse se retrouve de nouveau sans prêtre attitré. Consciente que le problème résulte du manque d'un presbytère, la commune achète une maison près de l'église en 1836. Trois ans plus tard, un curé est enfin nommé, avec la personne de l'abbé Dessaux. Au bout de seize ans, l'abbé Biet lui succède en 1855, puis vient l'abbé Corbel en 1863. Vers la fin des années 1860, il ne semble plus y avoir de presbytère. L'abbé Amédée Vattier, qui est nommé curé de Saint-Léonard en 1869, doit loger chez sa famille, qui habite le village. Pendant plusieurs années, l'abbé Vattier avait travaillé comme  professeur à l'institution Saint-Vincent de Senlis. Il reste connu comme l'un des membres fondateurs de la Comité archéologique de Senlis en 1862, et ses études sur l'histoire locale publiées dans le bulletin annuel de cette société savante. En 1890, il est malheureusement muté vers Marissel, où il exerce son ministère jusqu'à sa mort à l'automne 1903. L'abbé Vattier est remplacé par l'abbé Chomienne, puis par l'abbé Lejeune, au tout début du XXe siècle. Après la loi de 1905 sur la séparation des Églises et de l'État, la commune lui verse une indemnité de logement de 300 francs, parce qu'elle ne peut mettre à sa disposition un presbytère. Après l'abbé Lejeune, Saint-Léonard n'aura plus jamais de prêtre résident. L'église est desservie par un vicaire de Senlis ; puis, Saint-Léonard est rattaché au secteur paroissial de Saint-Firmin, qui cesse d'exister avec la mort de l'abbé Fernand Verté en juillet 1991. Pour la courte période qu'Aumont-en-Halatte dispose encore d'un curé, le père Barberot d'Aumont assure le service paroissial. Depuis 1996, quand quarante-cinq nouvelles paroisses sont définies à l'échelle du diocèse, Avilly-Saint-Léonard, Courteuil et Aumont-en-Halatte forment l'une des cinq communautés de la paroisse Saint-Rieul de Senlis, qui s'étend sur seize communes. Les messes dominicales sont célébrées en l'église Saint-Léonard le samedi précédant le troisième dimanche du mois, à 18 h 30.

#### Les campagnes de construction de l'église

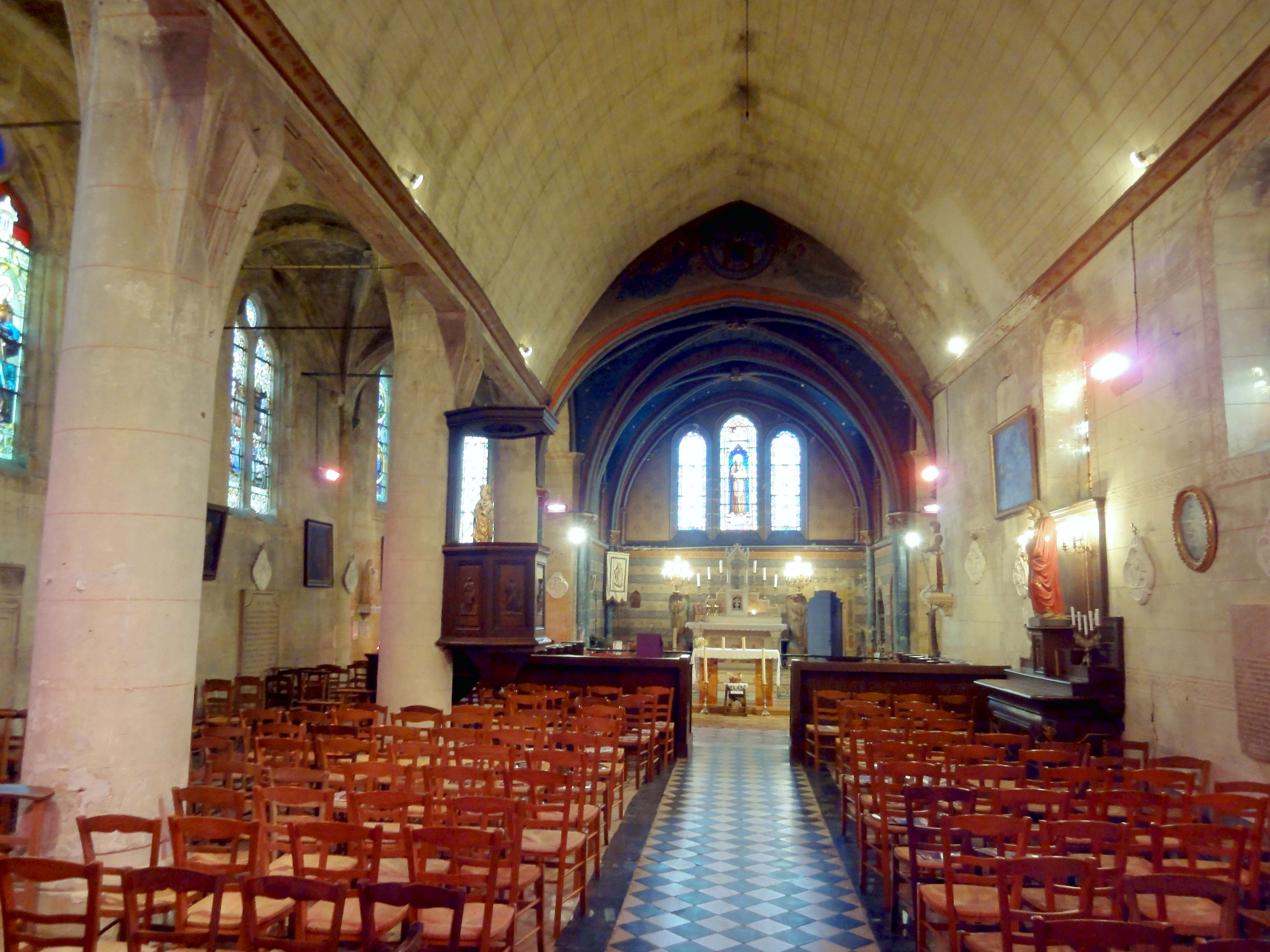
Vue intérieure générale.

Les documents d'archives exploités par l'abbé Vattier ne fournissent pas de renseignements sur la construction de l'église, mais seulement sur les réparations des parties existantes, la refonte des cloches et quelques éléments du mobilier. Les différentes parties de l'église peuvent néanmoins être datées approximativement par l'analyse archéologique. La partie la plus ancienne est incontestablement le chœur de style gothique primitif, que Louis Graves date de la fin du XIIe siècle, et Dominique Vermand du début du XIIIe siècle. Selon le même auteur, la chapelle latérale carrée au nord de la première travée du chœur aurait été ajoutée peu de temps après. Rien ne peut être dit sur la date de la nef, qui a dû trop souvent être remaniée et affiche une architecture bien trop simple pour permettre une hypothèse. Des travaux importants sont effectués au milieu ou pendant la seconde moitié du XVIe siècle. Les piliers des grandes arcades sont apparemment bâtis en premier lieu, puis le chantier s'interrompt. Louis Graves indique l'année 1585 pour la construction du bas-côté nord, mais cette date n'est pas mentionnée par l'abbé Vattier, et il n'est pas clair d'où Graves la tient. Lors de l'adjonction du bas-côté, la chapelle latérale nord est remaniée dans le même style, qui reflète la transition du gothique flamboyant vers la Renaissance, pourtant déjà pleinement développée en Île-de-France à l'époque concernée. Une chapelle latérale assez semblable est ajoutée au sud. Destinée comme base du clocher, elle n'a pas de fenêtre au sud. Comme le montrent les départs des ogives et arcs-doubleaux depuis les piliers des grandes arcades, le voûtement d'ogives de la nef est prévu, mais il n'est jamais mené à terme. Au XVIIe siècle, la nef est remaniée avec repercement des portails et des fenêtres du versant sud, qui adoptent tous l'arc en anse de panier. Il n'est plus question du voûtement de la nef. Selon Dominique Vermand, c'est du XVIIIe ou du XIXe siècle qu'il convient de dater le clocher, ou au moins l'étage de beffroi. S'il s'agit bien du XVIIIe siècle, il devrait s'agir des quelques années précédant 1728, pour lesquelles les documents d'archives présentent des lacunes,.

## Description

### Aperçu général

Plan de l'église.

À peu près régulièrement orientée, avec une légère déviation de l'axe vers le sud-est du côté du chevet, l'église Saint-Léonard se compose d'une nef non voûtée de trois travées, accompagné d'un unique bas-côté au nord ; d'un chœur de deux travées au chevet plat ; et de deux chapelles latérales carrées au nord et au sud de la première travée du chœur, évoquant ainsi un transept. La chapelle du nord est dédiée à la Vierge Marie, et la chapelle du sud à saint Joseph. La sacristie se situe devant le chevet. La chapelle latérale nord, dédiée à la Vierge, fait suite au bas-côté nord ; la chapelle du sud sert en même temps de base au clocher. Hormis la nef, toute l'église est voûtée d'ogives. L'on y accède uniquement par la façade, par la petite porte du bas-côté, ou par le grand portail de la nef, rarement utilisé. Nef et collatéral sont couverts ensemble par une toiture unique à deux rampants ; des pignons existent à la façade et au chevet.

### Intérieur

#### Nef et bas-côté

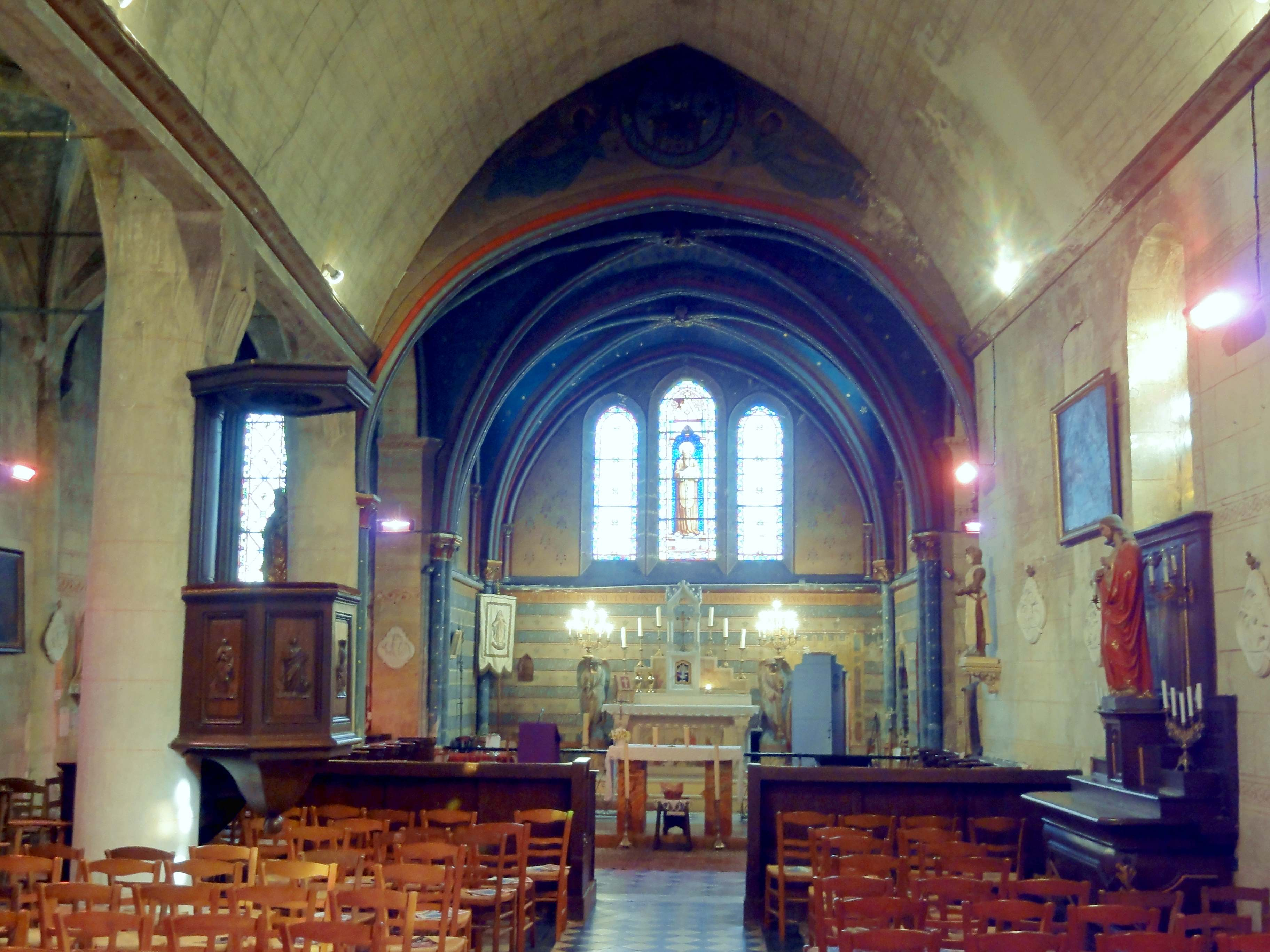
Nef, vue vers l'est.

La nef est de plan rectangulaire. Elle se résume aux deux murs de l'ouest et du sud, et à sa fausse voûte en berceau brisé, qui repose au nord sur les piliers des grandes arcades ouvrant sur le bas-côté, et qui s'appuie contre le chœur à l'est. Les murs, en moellons irréguliers noyés dans un mortier, et la voûte, en bois plâtré, sont badigeonnés et peints en faux-appareil. Une corniche biseauté peinte d'une frise court à l'appui de la voûte, et correspond peut-être à des éléments de la charpente. Le mur occidental ne présente pas d'autre ouverture que le portail à double vantail, qui paraît rectangulaire à l'intérieur de l'église, alors qu'il est en anse de panier à l'extérieur. Les trois fenêtres du côté sud sont situées au niveau de la limite supérieure du portail, et faiblement ébrasées. Depuis la nef, les grandes arcades ne sont visibles qu'au niveau des piliers, les arcs étant cachés par le plafond. Les arcades commencent par un demi-pilier cylindrique engagé dans le mur occidental, et reposent sinon sur trois piliers cylindriques appareillés en tambour. Des piliers, partent des ogives et doubleaux d'un profil prismatique aigu, caractéristique de la période flamboyante. Un départ d'arcade est visible au-dessus du dernier pilier. Ce ne sont pas ces arcades flamboyantes qui ont définitivement construites. Les arcades que l'on aperçoit depuis le bas-côté, qui ne sont en fait que des demi-arcades car la moitié correspondant à la nef manque, affichent une modénature aplatie caractéristique de la Renaissance. Les doubleaux sont analogues, et tout comme les formerets, adoptent un tracé en arc brisé. Du fait de l'étroitesse du bas-côté, la forme des doubleaux est très surhaussée, et les arcades et formerets sont beaucoup moins aigus. Les ogives sont au profil d'une baguette sur un bandeau doublement biseauté, et légèrement évasé. Les clés de voûte sont garnies de disques de forme ronde, rectangulaire ou ovale, qui sont sculptés de motifs végétaux stylisés, d'oves et d'une tête humaine. Trois fenêtres éclairent le bas-côté depuis le nord. Elles sont en arc légèrement brisé, et munies d'un remplage de deux lancettes terminées en accolade, surmontées par un oculus flanqué de deux écoinçons ajourés.

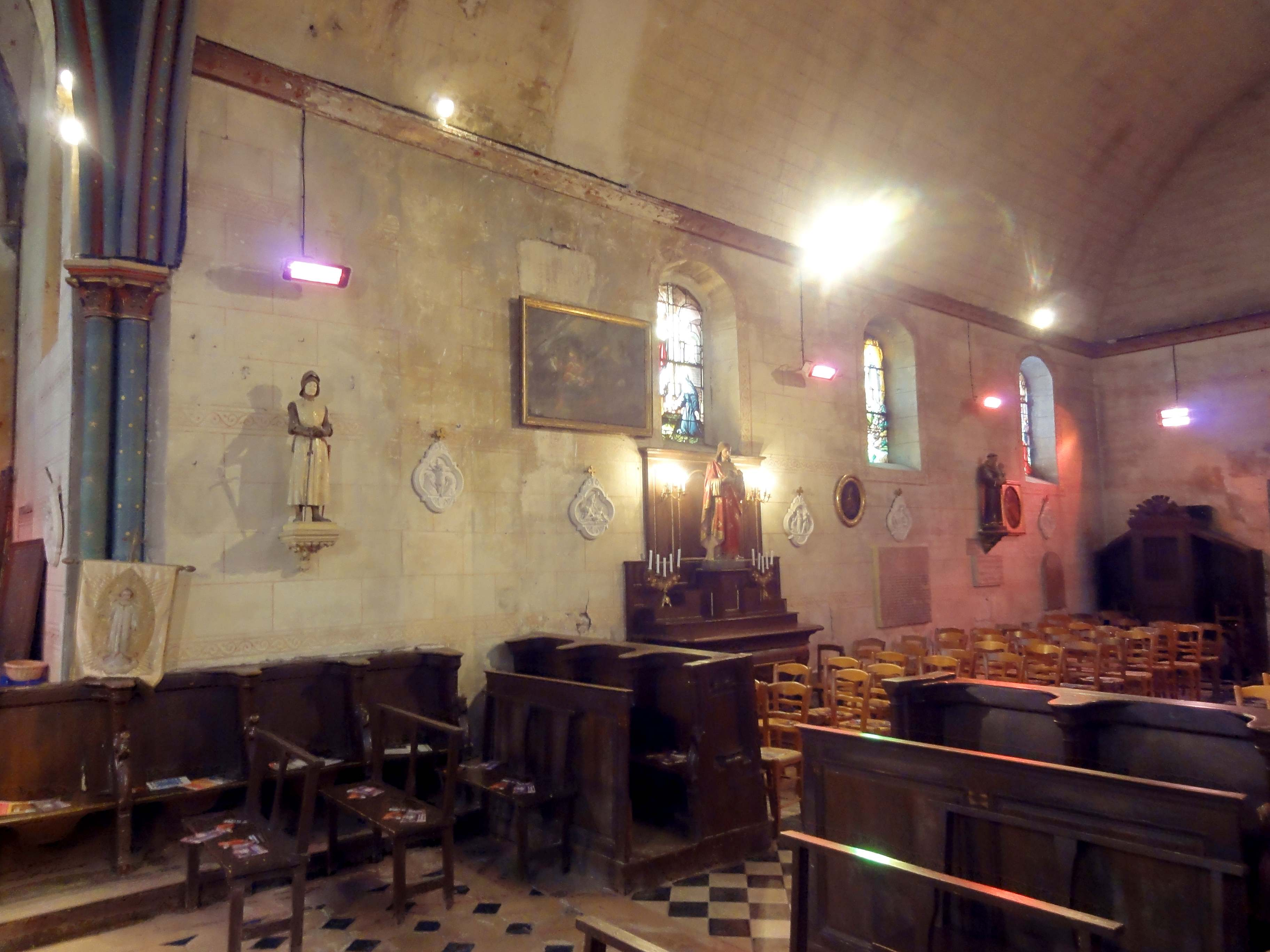
Nef, élévation sud.
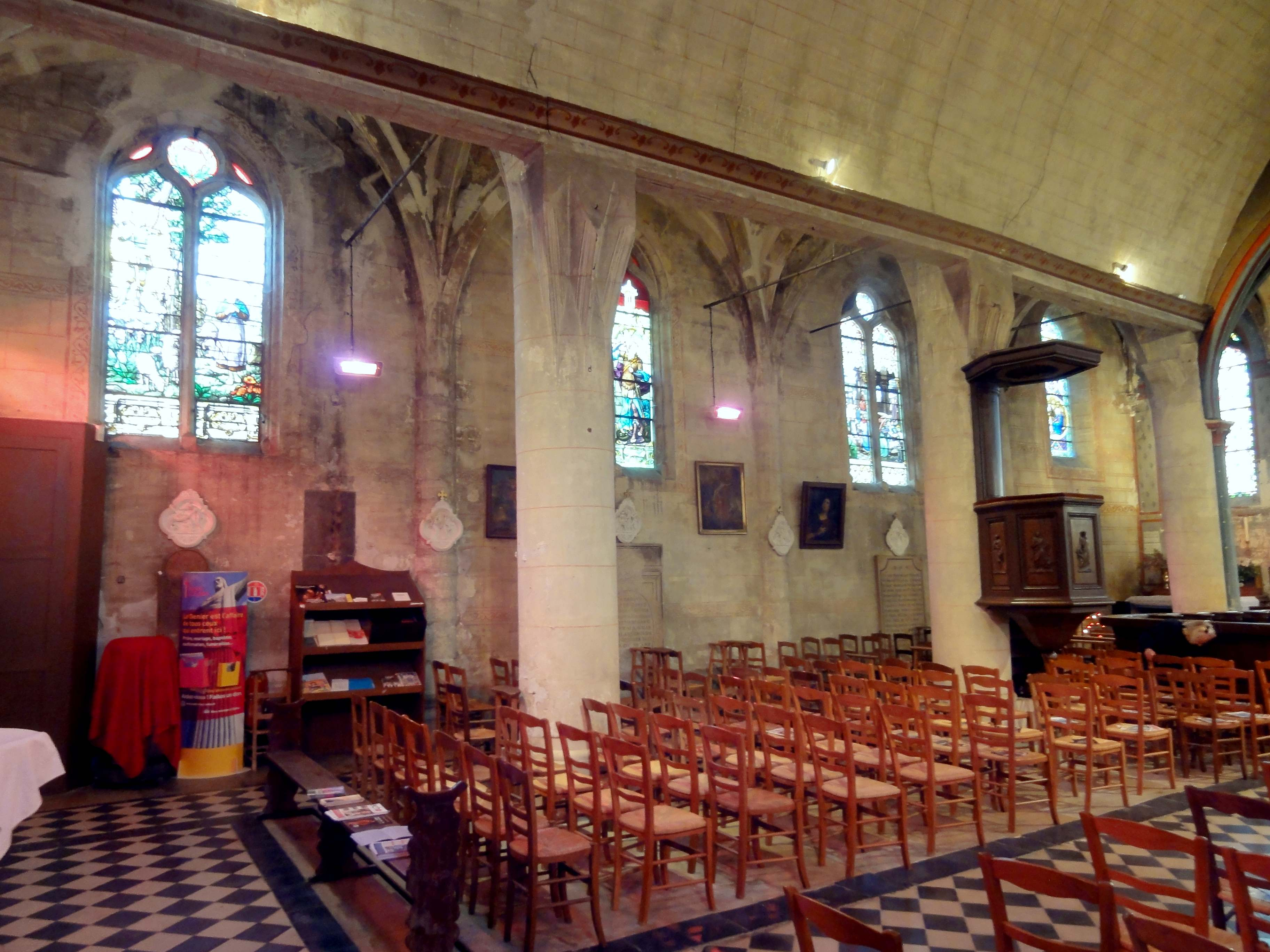
Nef, grandes arcades.
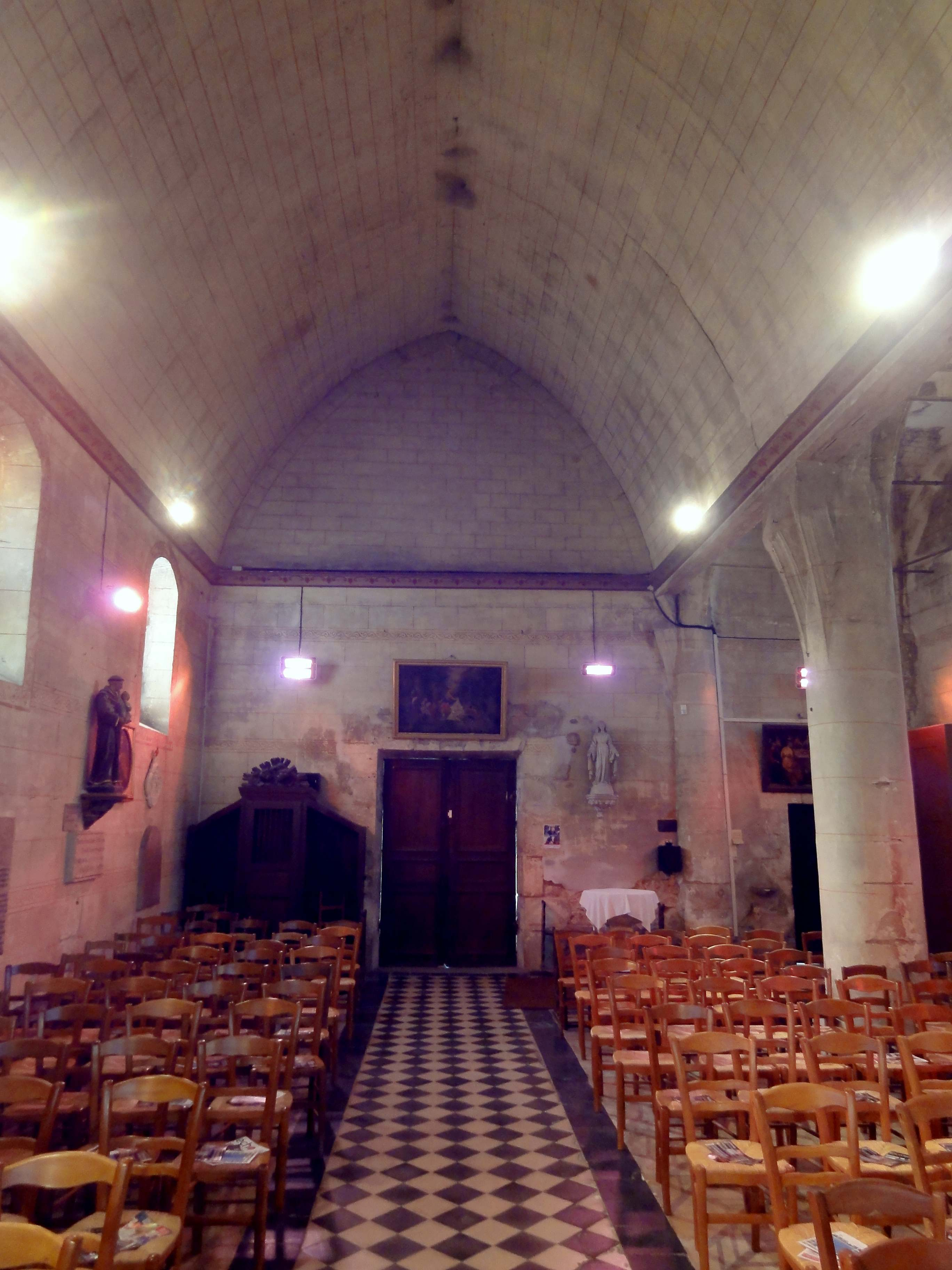
Nef, vue vers l'ouest.
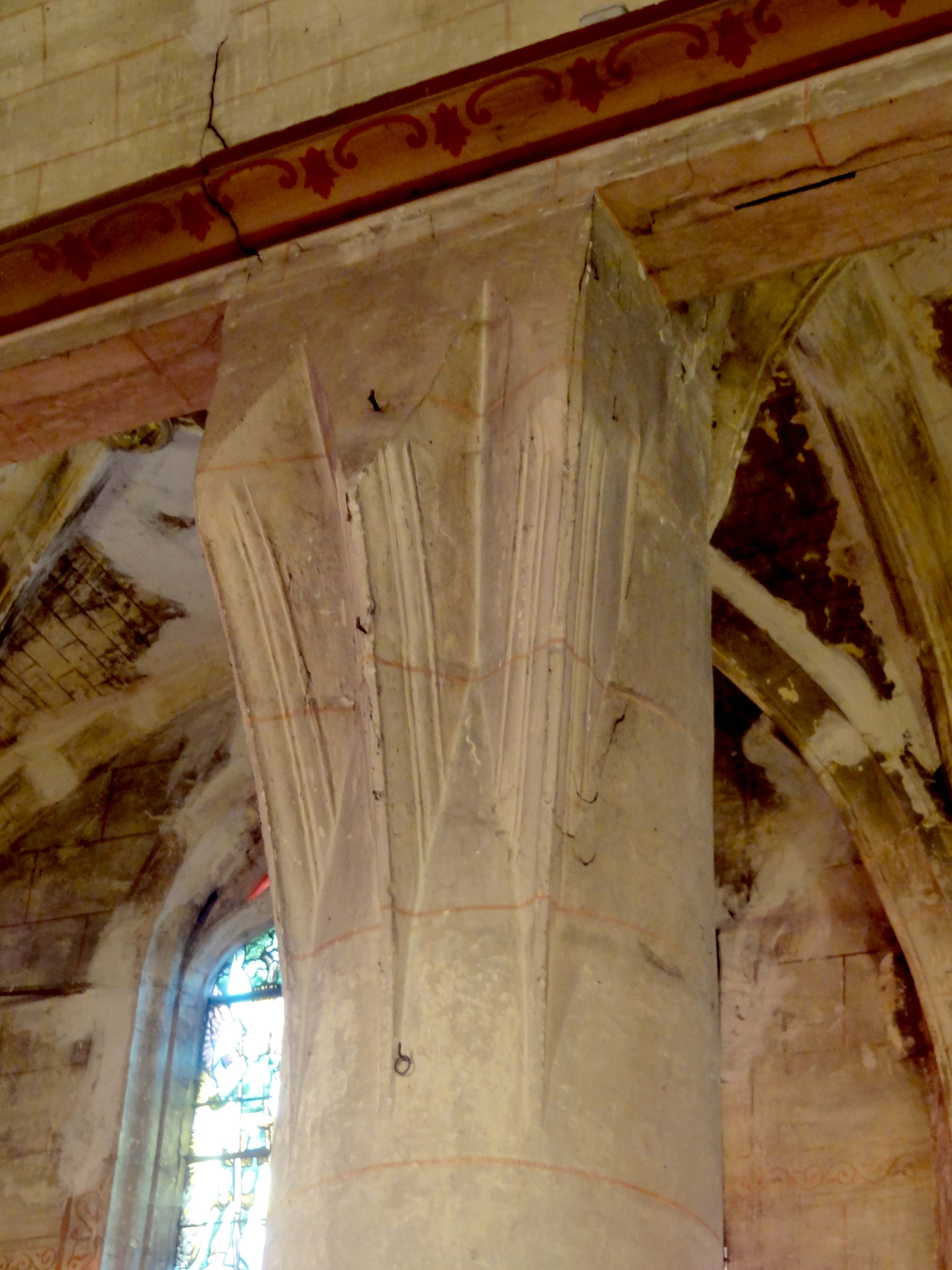
Nef, départ de voûte.
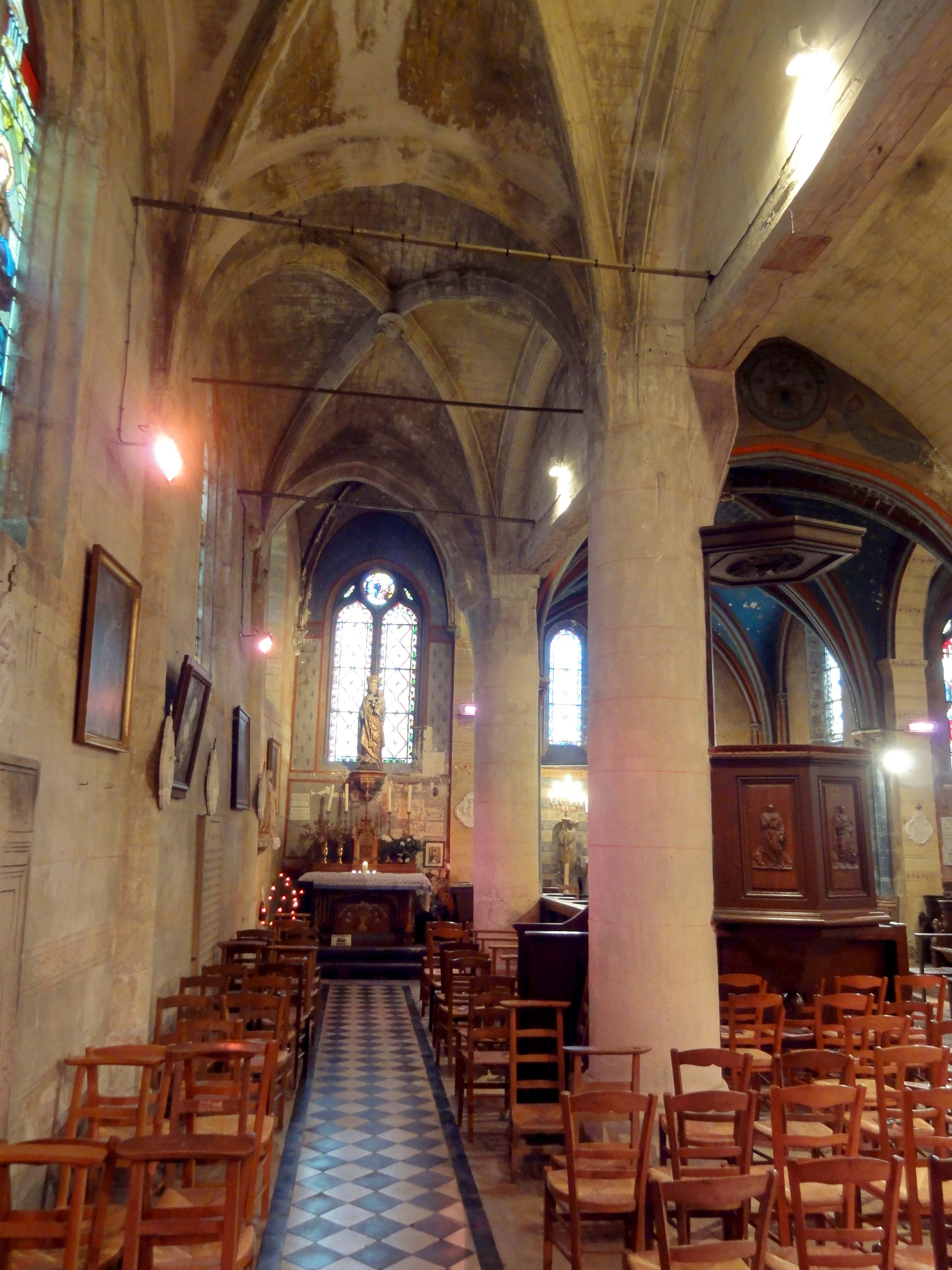
Bas-côté, vue vers l'est.
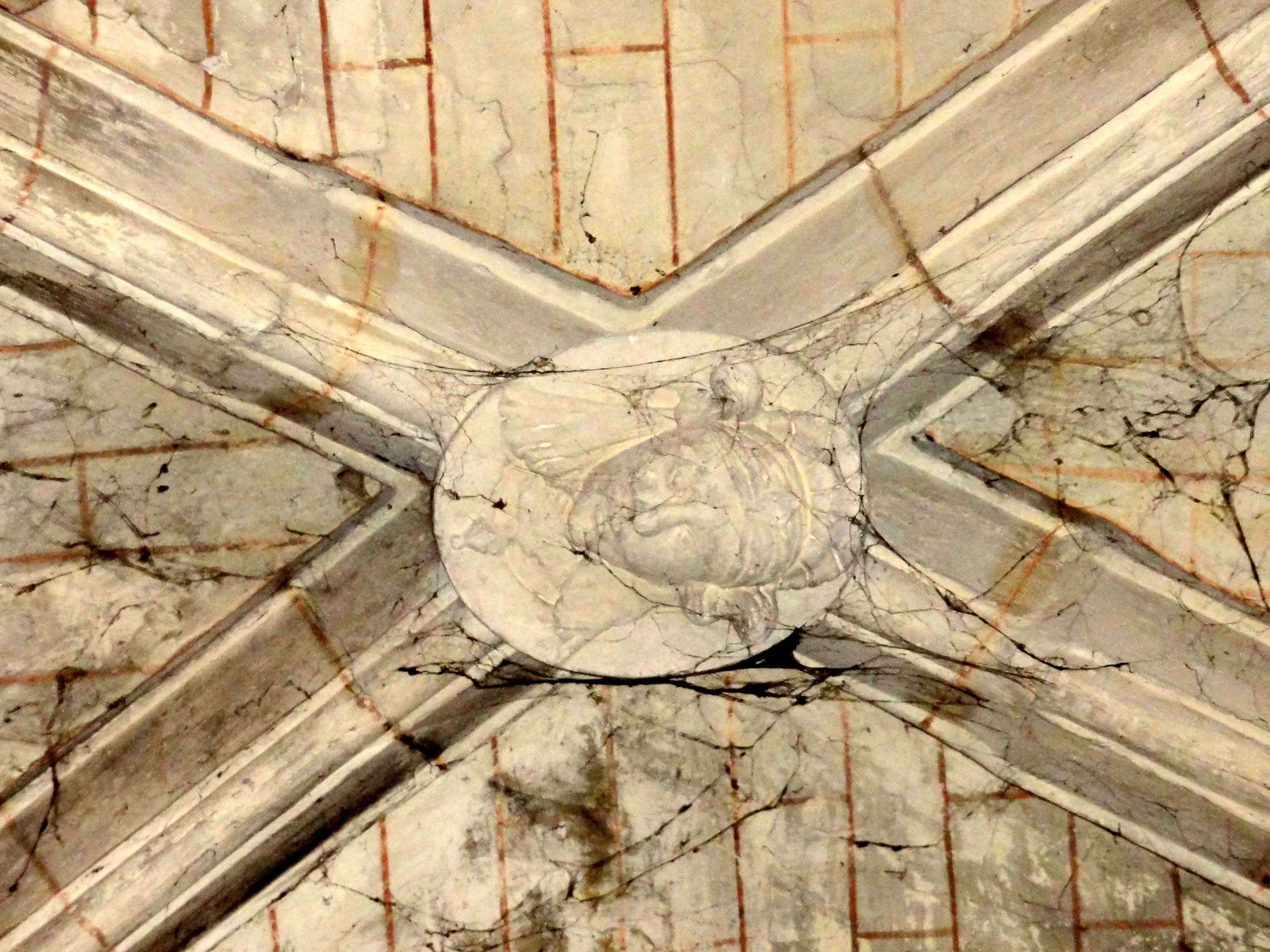
Bas-côté, 3e clé de voûte.

#### Chœur

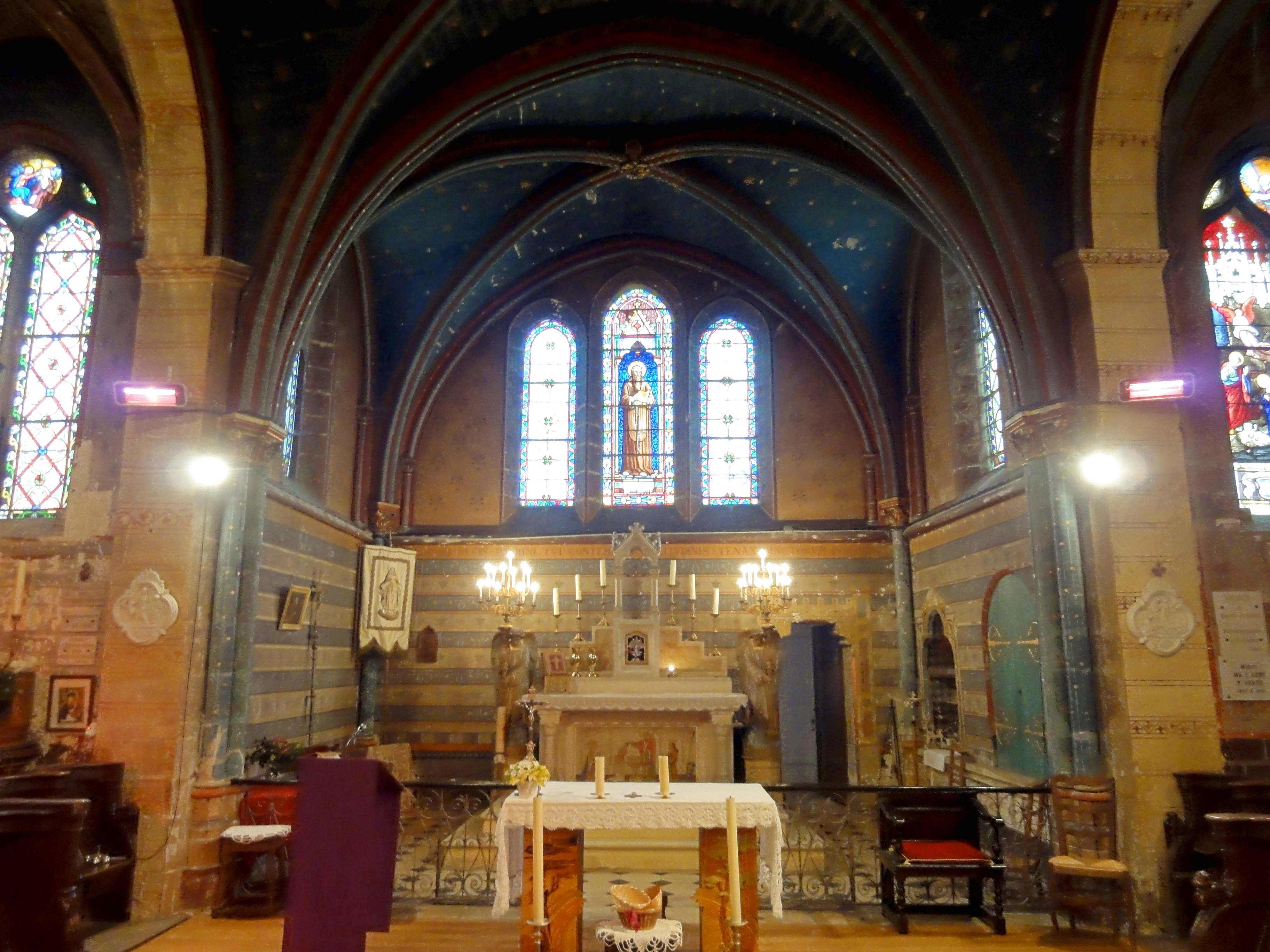
Chœur, vue vers l'est.

Le chœur est un peu moins élevé que la nef, dont la hauteur aurait été un peu diminuée par le voûtement. Une portion de mur est donc visible au-dessus de l'arc triomphal ouvrant dans le chœur. Les deux travées barlongues sont de dimensions identiques, et leur hauteur sous le sommet des voûtes ne dépasse pas la largeur. Les piliers supportant les voûtes n'atteignent donc qu'une hauteur modeste, qui équivaut aux deux tiers de la largeur du chœur, et les doubleaux adoptent un tracé pas très aigu. L'arc triomphal est même en arc brisé surbaissé, ce qui doit résulter d'une maladresse ou d'une déformation. On est loin de la hardiesse et de l'élancement des grandes églises de la première période gothique, même celles des bourgs de moyenne importance, ce qui traduit la faible importance de la paroisse. L'architecture est donc relativement simple, mais comme Dominique Vermand le souligne, d'une exécution très soignée. L'arc triomphal et le doubleau intermédiaire sont à simple rouleau, et moulurés d'un large filet entre deux tores. Le profil des ogives y est assorti, et composé d'une arête entre deux tores. Les clés de voûte sont des couronnes de feuillages, dont la sculpture est de grande qualité. Ce n'est pas le cas des têtes humaines qui flanquent les clés, car leur expression est assez mièvre. Les doubleaux et ogives sont reçus sur les tailloirs carrés de beaux chapiteaux de feuillages, portés par de fines colonnettes en délit. Au niveau de l'arc triomphal, l'on trouve donc des colonnettes jumelles, et au niveau du doubleau intermédiaire, des faisceaux de trois colonnettes.
Comme fréquemment, les tailloirs et chapiteaux correspondant aux ogives sont plantés de biais, face aux ogives. Les tailloirs et chapiteaux contigus sont taillés dans un même bloc, et fusionnent par leur profil et leur sculpture. Les motifs sont toujours les mêmes pour les chapiteaux contigus, et ceux situés en face, respectivement au nord ou au sud. Chaque chapiteau est décoré de grandes feuilles polylobées ou striées aux angles, dont les extrémités présentent des bourgeons ou des feuilles plus petites, et de feuilles polylobées au milieu de la corbeille. Il y a également des formerets, dont les supports ont disparu dans la première travée, lors du percement des arcades vers les chapelles. Dans la seconde travée, les trois formerets retombent sur de petites colonnettes à chapiteaux, dont la base retombe sur le glacis qui court autour à la limite des allèges. Les murs latéraux sont ajourés de lancettes simples, et le chevet d'un triplet, comme à Saint-Vincent de Senlis, Borest, Ermenonville, Saint-Christophe-en-Halatte, et de nombreuses autres églises entre le second quart du XIIe et le début de la période gothique rayonnante. Les trois baies sont fortement ébrasées, et séparées les unes des autres par de minces trumeaux. La lancette médiane est plus élevée, et légèrement plus large que les deux autres. Une grande piscine liturgique et un placard mural sont ménagés dans l'épaisseur du mur méridional.

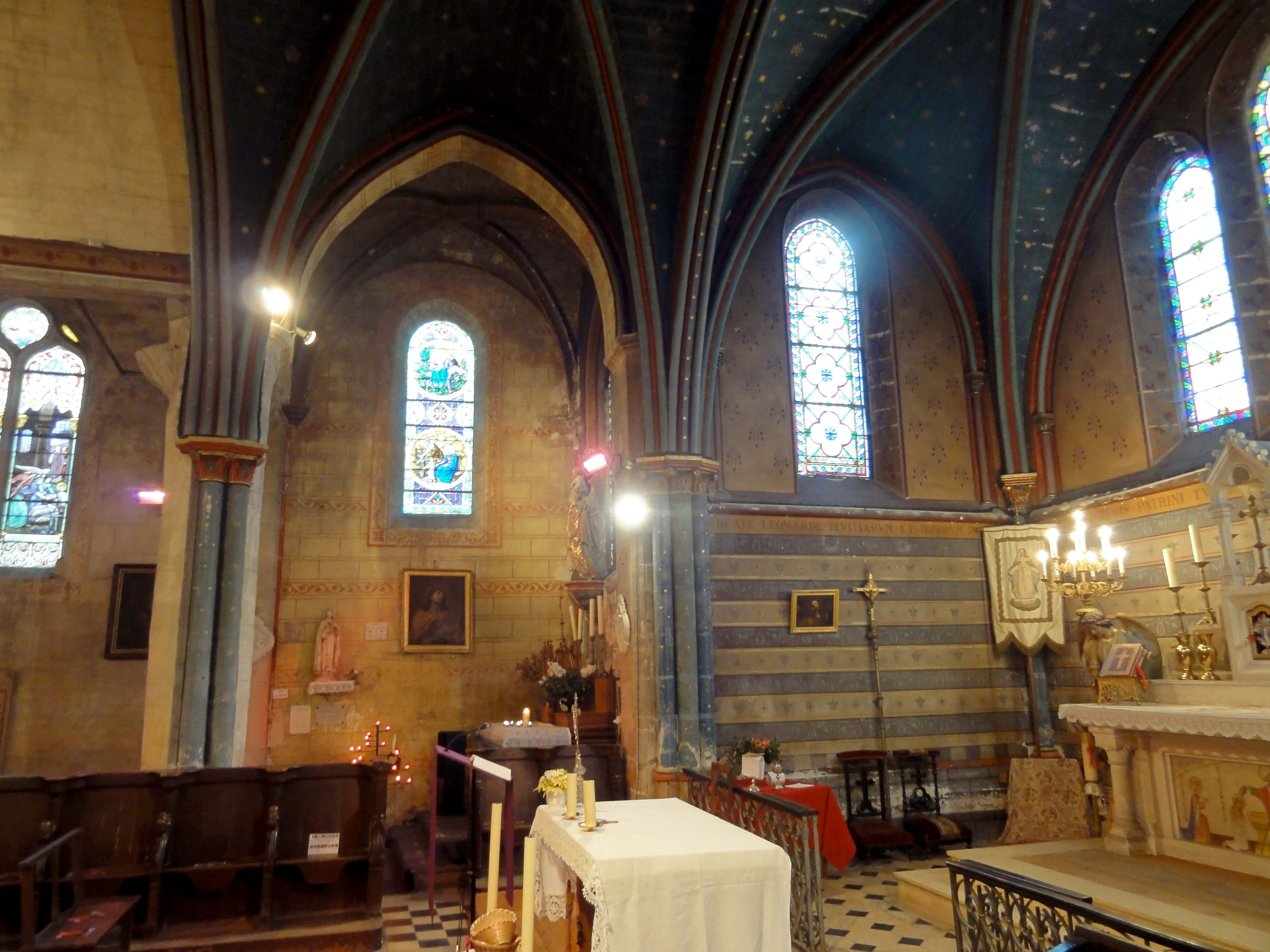
Chœur, vue vers le nord.
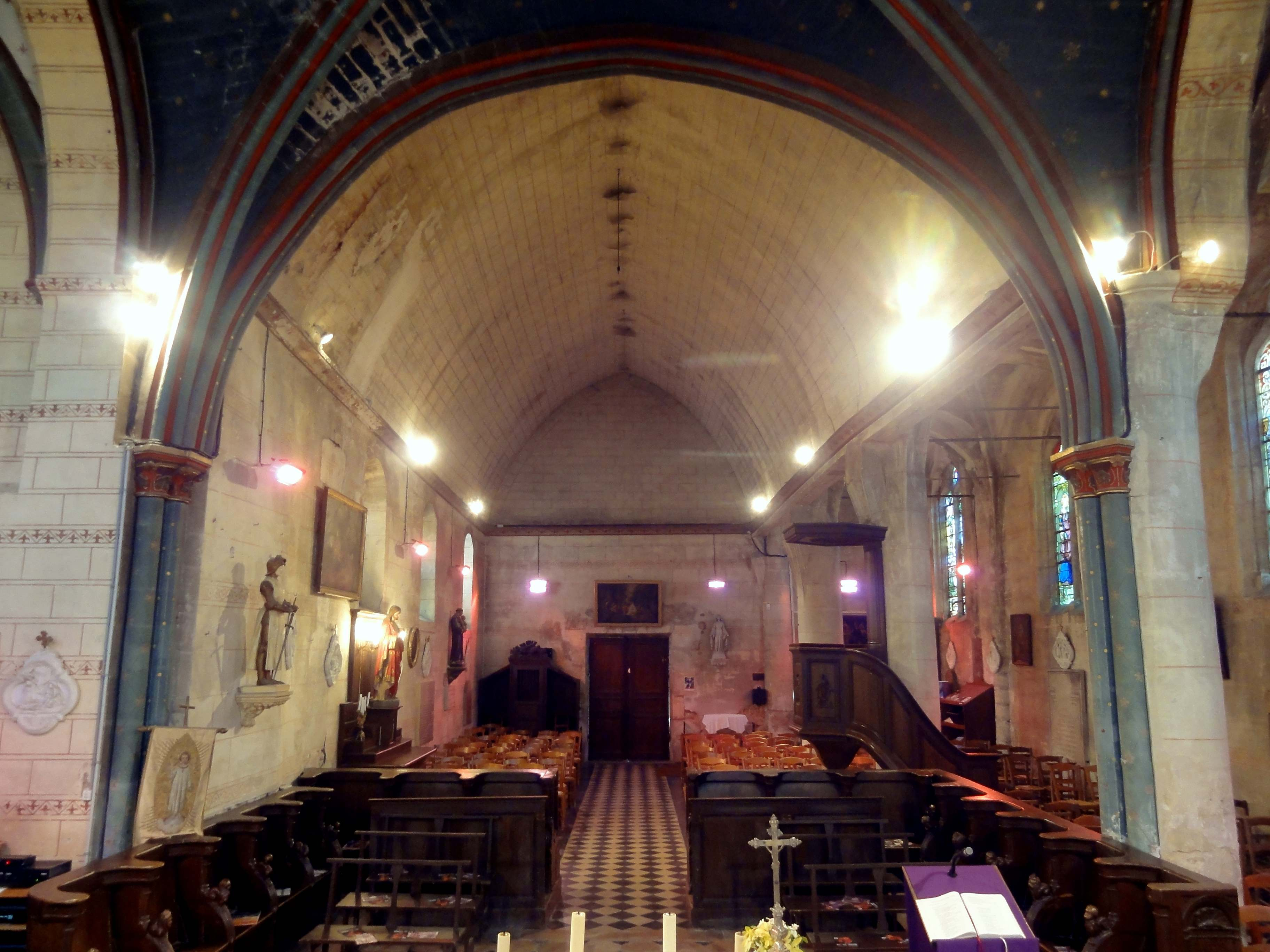
Chœur, vue vers l'ouest.
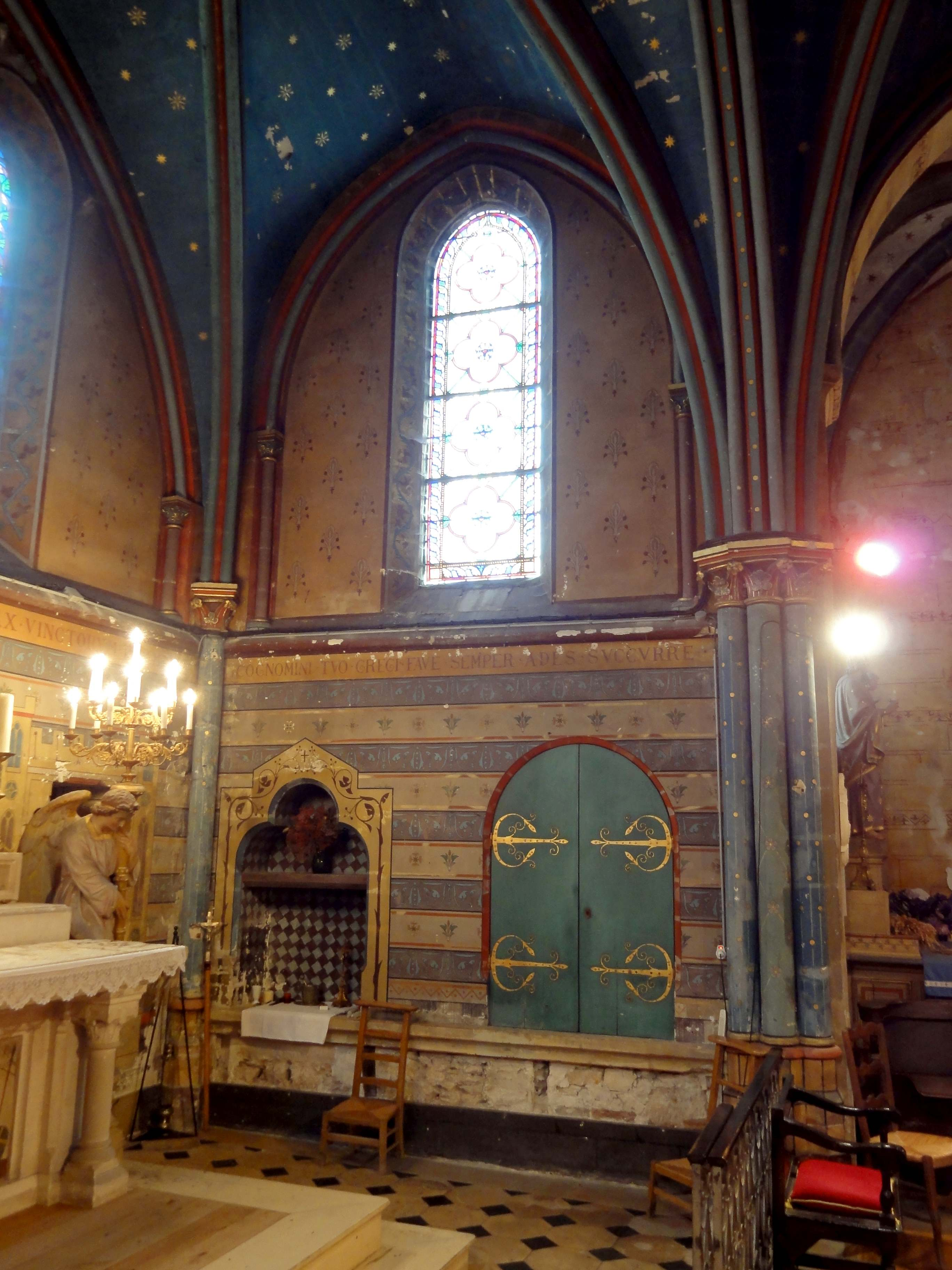
2e travée, vue vers le sud.
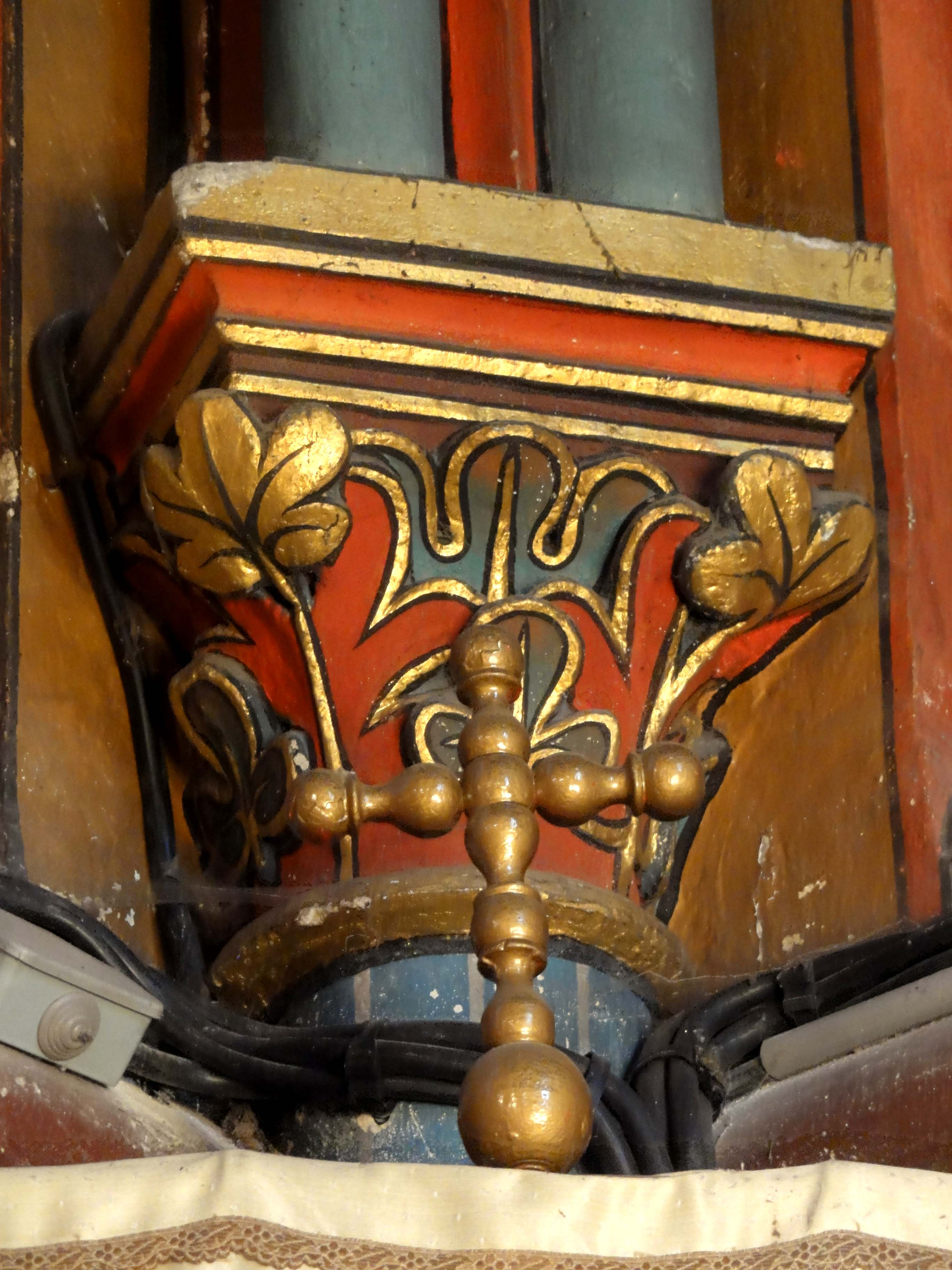
Chapiteau dans l'angle.
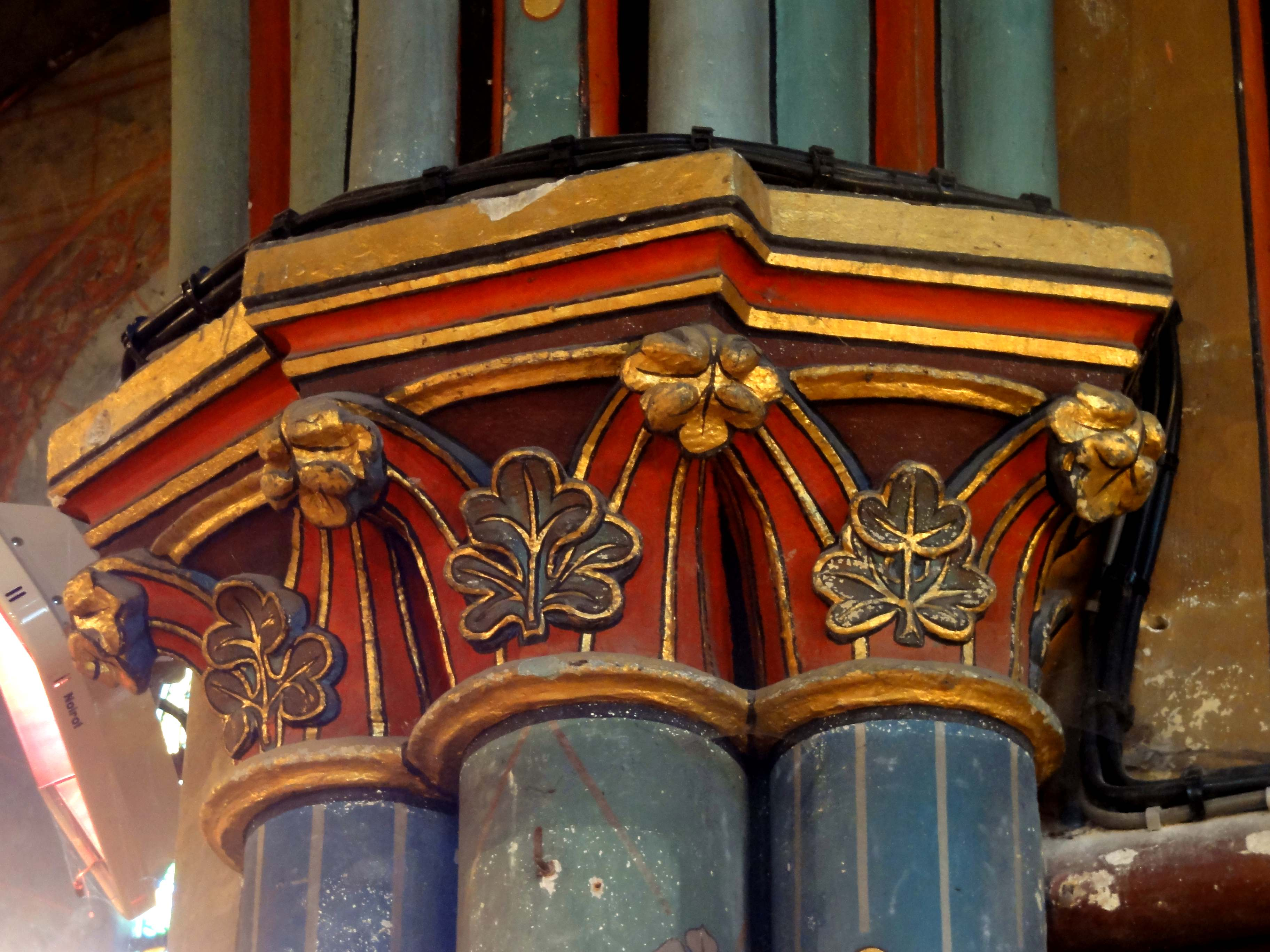
Chapiteaux du doubleau.
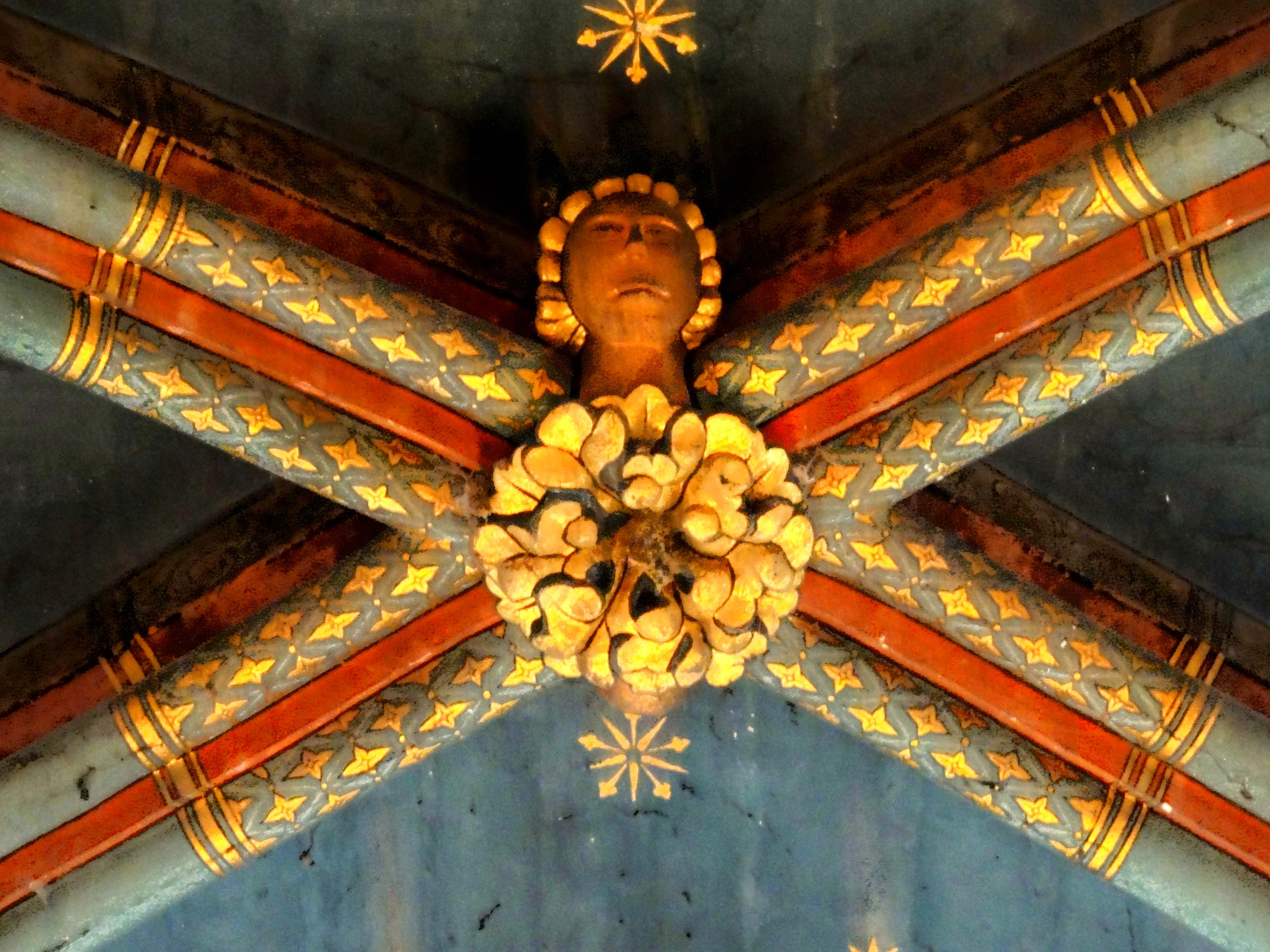
Clé de voûte.

#### Chapelles

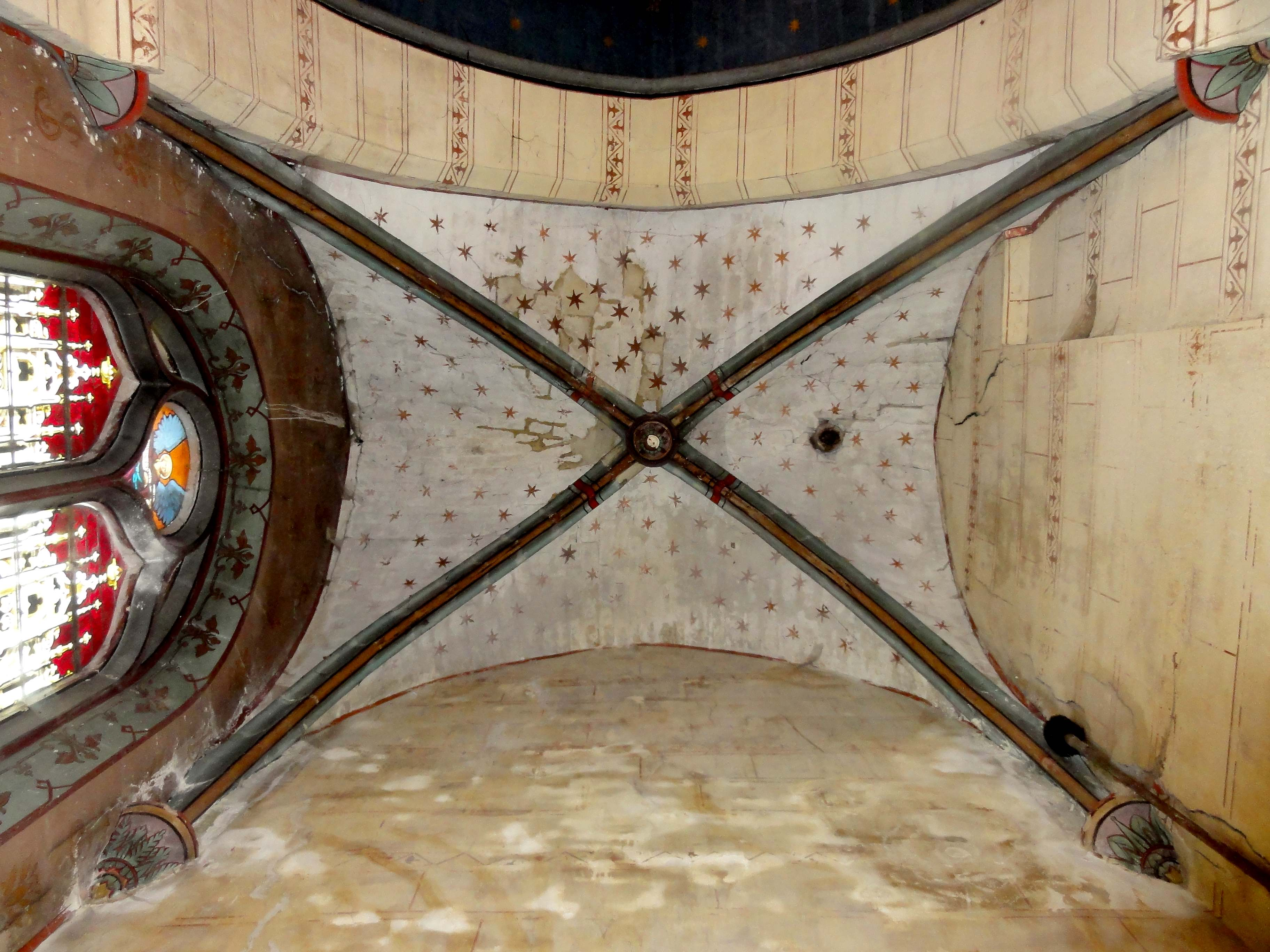
Chapelle sud (base du clocher), voûte.

Pour la construction de la chapelle latérale nord, le mur de la première travée du chœur a été supprimé, tout en laissant subsister le formeret. L'arcade proprement dite n'est pas moulurée. Avec le formeret, elle retombe sur des impostes profilées d'un grand et d'un petit tore. La voûte de la chapelle n'est pas celle d'origine, et le profil des ogives rappelle celui du bas-côté, mais la polychromie architecturale ne facilite pas la comparaison. La clé de voûte est un disque garni de feuillages disposés concentriquement. Les formerets font défaut à l'intérieur de la chapelle. Les ogives sont donc les seules nervures à retomber sur les culs-de-lampe dans les angles. Ils sont apparemment sculptés d'oves dans le goût de la Renaissance, mais ici non plus, il n'est pas évident de distinguer la part de la polychromie et la part de la sculpture. La fenêtre du côté nord est une lancette simple, et adopte les mêmes dimensions que les baies latérales de la seconde travée du chœur, mais son arc est proche du plein cintre. La fenêtre orientale est analogue à celles du bas-côté. Ni au nord ni à l'est, les allèges se terminent par un glacis souligné par un tore, ce qui est une simplification par rapport au chœur. Le doubleau séparant la chapelle du bas-côté est moulurée d'une gorge de chaque côté, et son intrados présente un renflement, ce qui renvoie à la période flamboyante. Nonobstant, le doubleau n'est pas contemporain des piliers également flamboyants des grandes arcades, car il est reçu sur un cul-de-lampe engagé dans le pilier. Le tracé et le profil ne sont pas réguliers, et donnent à penser qu'il s'agit d'une arcade plus ancienne, qui a été retaillée. Un autre bas-côté a donc pu exister avant celui que l'on voit actuellement. En ce qui concerne la chapelle latérale sud, elle est en grande partie identique à son homologue au nord, avec la différence que le mur d'extrémité est sans fenêtre, et qu'il n'y a pas de bas-côté à la suite. La voûte est percée d'un seul trou pour le passage des cordes, alors que plusieurs cloches sont attestées pour le XVIIe et le XVIIIe siècle. À l'ouest, une porte dissimulée donne accès à la cage d'escalier, qui est bâtie hors-œuvre.

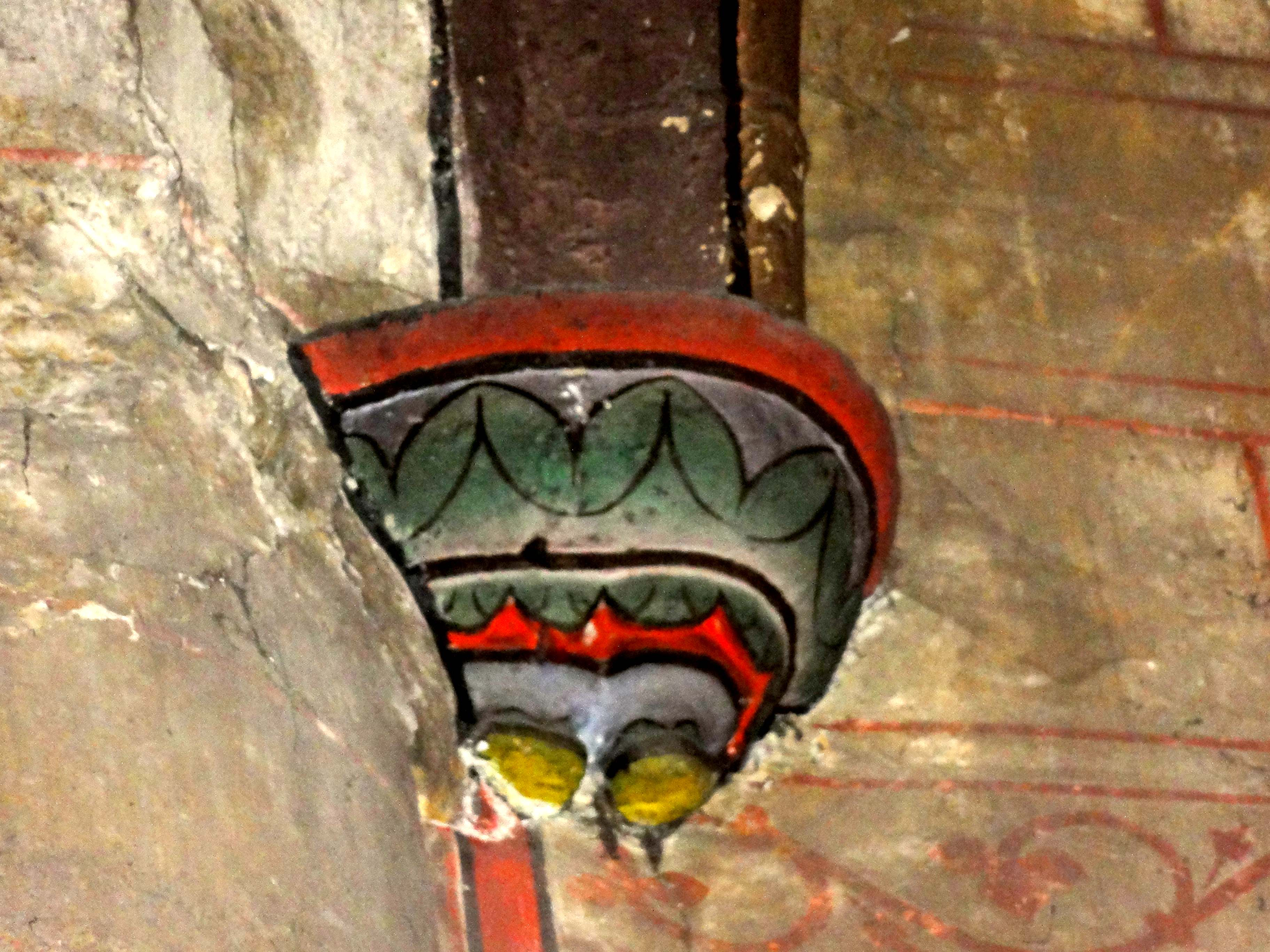
Chapelle nord, cul-de-lampe dans l'angle.
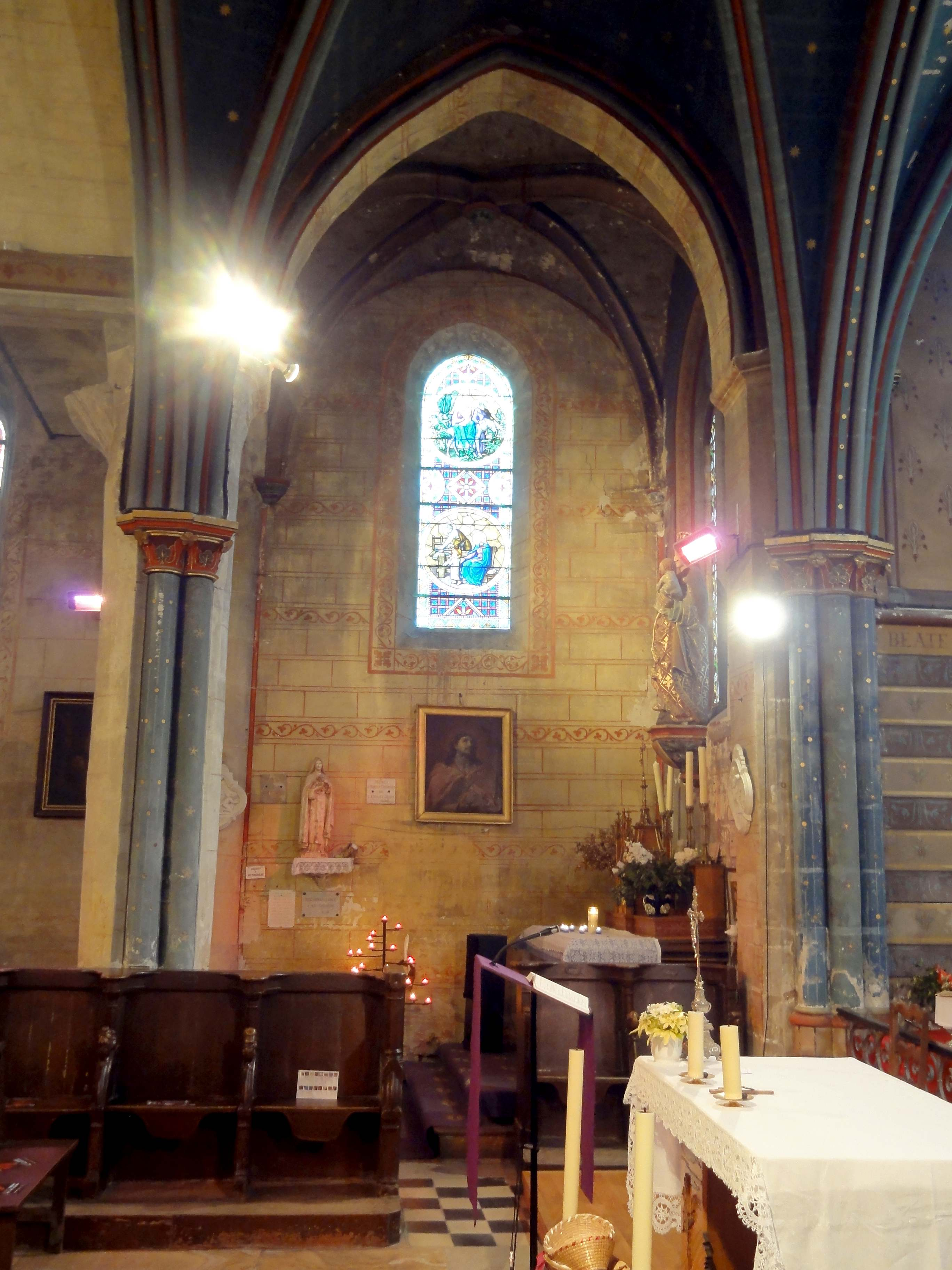
Vue dans la chapelle nord, en direction du nord.
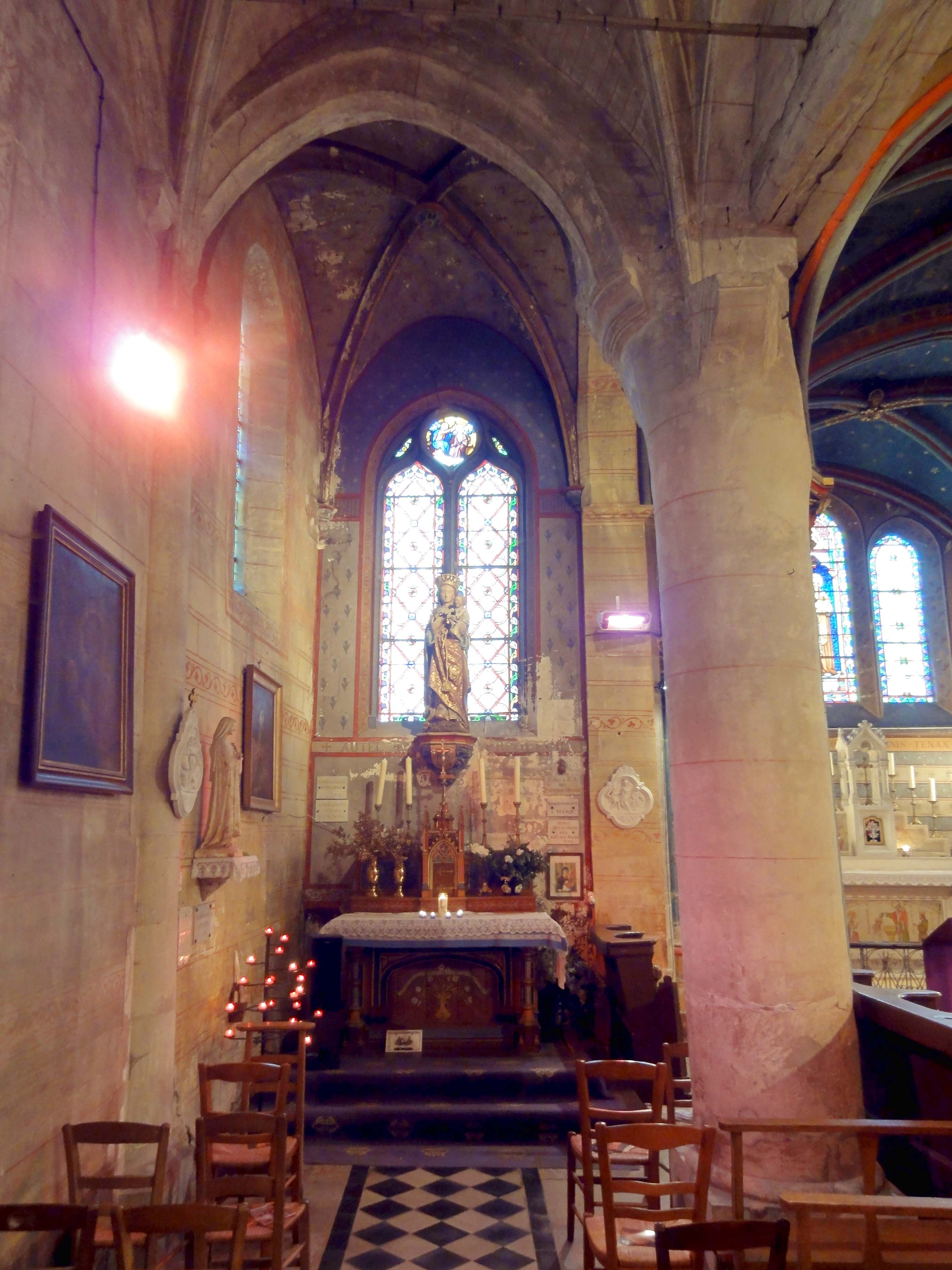
Chapelle nord, vue vers l'est.
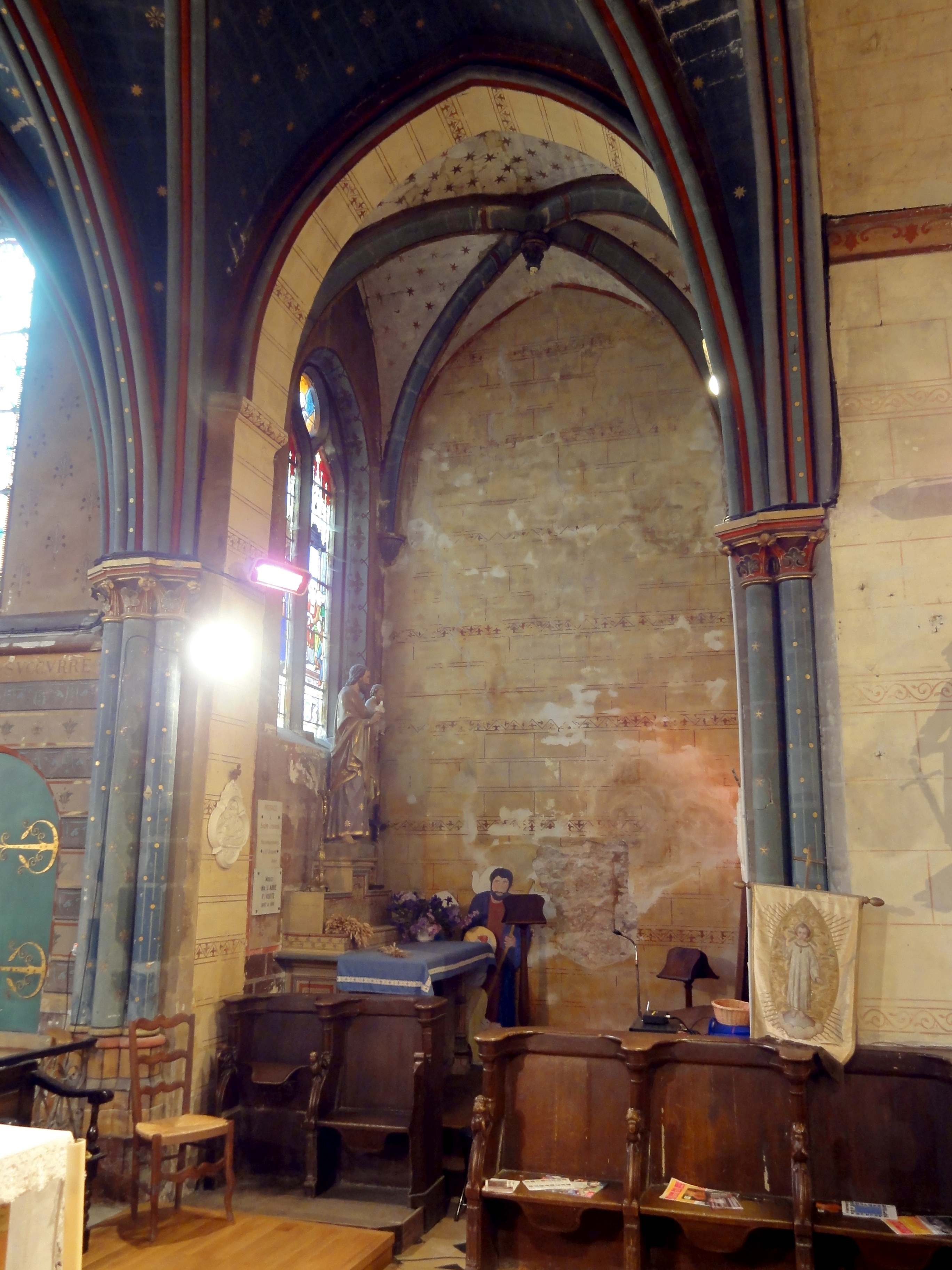
Vue dans la chapelle sud, en direction.
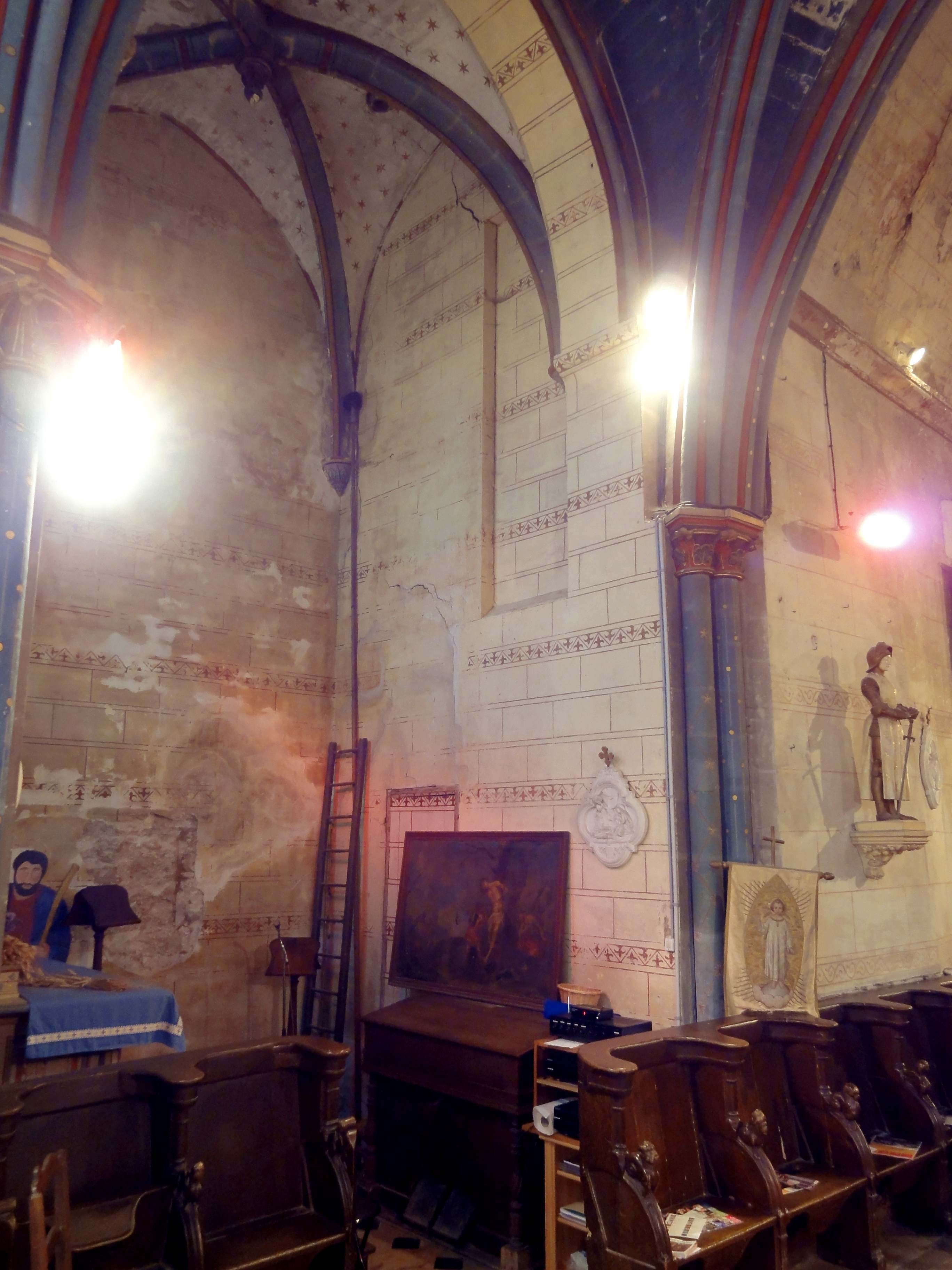
Chapelle sud, vue vers le sud-ouest.
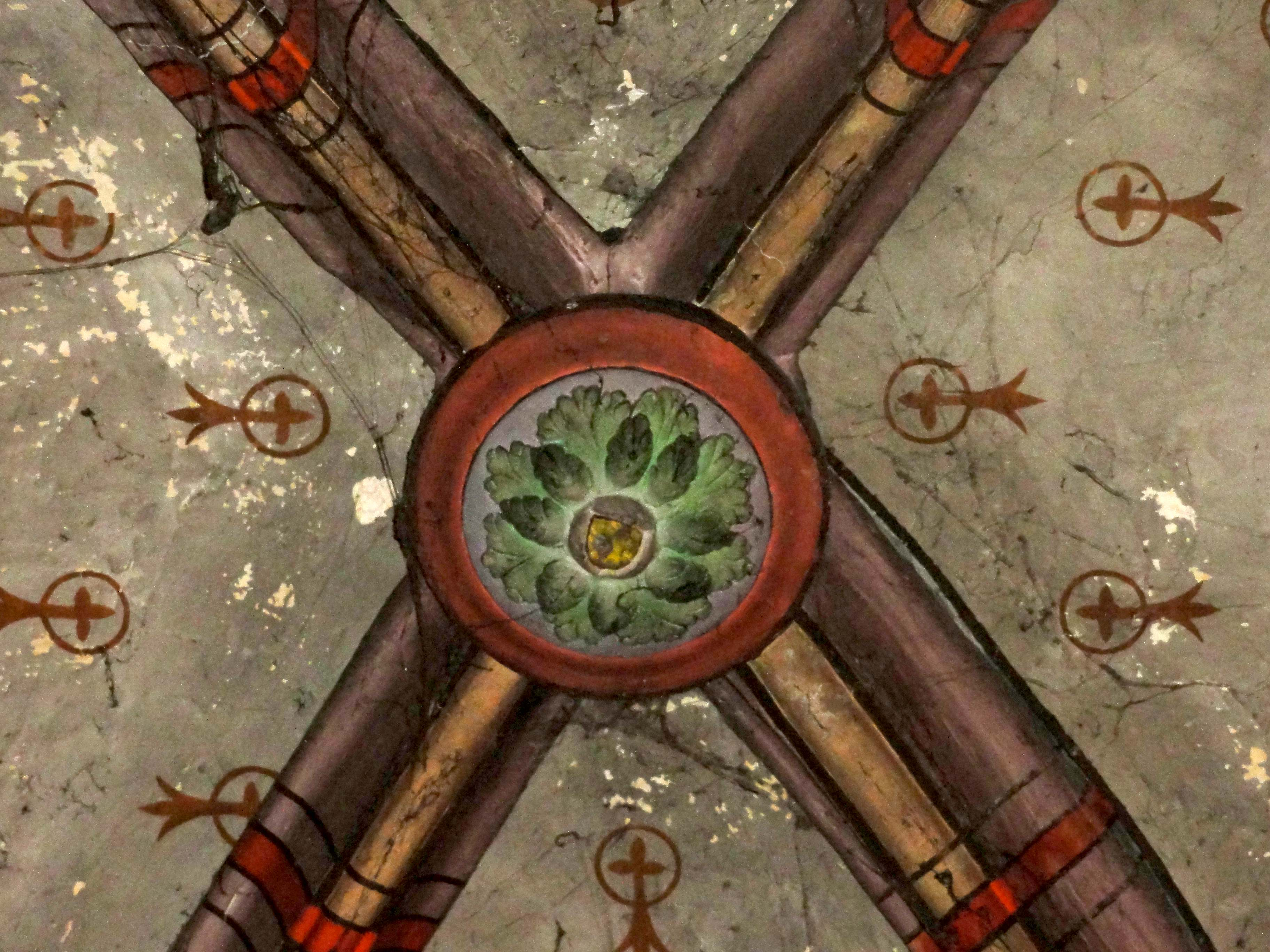
Chapelle nord, clé de voûte.

### Extérieur

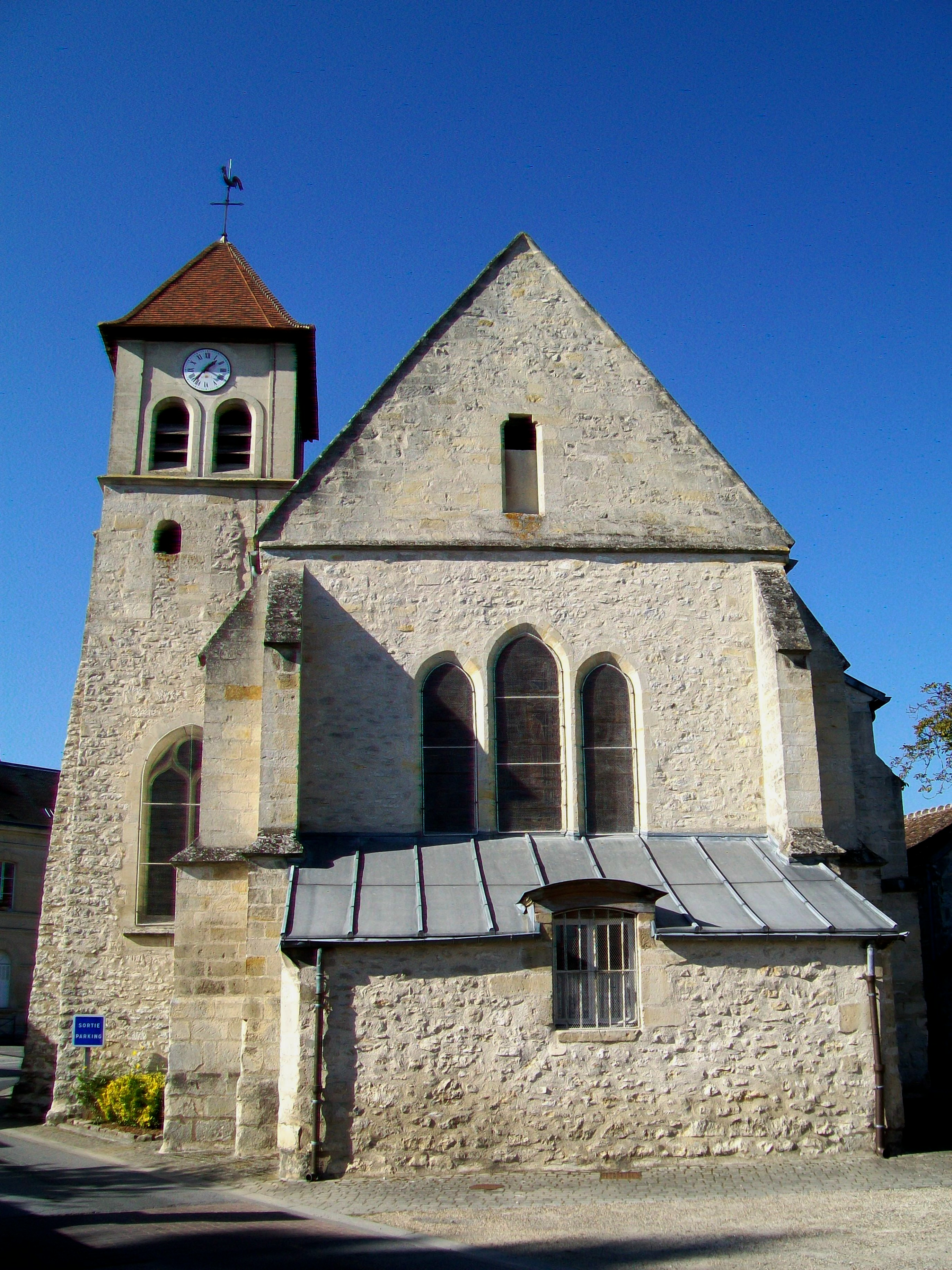
Vue depuis l'est.

Toute l'église est bâtie en moellons irréguliers noyés dans un mortier, à l'exception de la plupart des contreforts, du pourtour des fenêtres et des encadrements des deux portails. La petite porte du bas-côté est surmontée d'un fronton triangulaire, et le grand portail de la nef est abrité par une sorte de corniche fortement saillante. L'on cherchera en vain des éléments sculptés, et les montants des portails ne sont même pas moulurés à la façon de pilastres, ce qui traduit une architecture villageoise bien rustique. Pourtant l'éblouissant château de Chantilly se situe sur la même paroisse, et d'importants travaux sont menés au château au cours du XVIIe siècle, au moment que la nef de Saint-Léonard est rebâtie. Nef et bas-côté ont été munis d'un pignon unique à la façade, dont le sommet est désaxé et aligné sur l'axe de la nef, ce qui donne deux rampants de déclivité différente. La partie de la façade correspondant au bas-côté est épaulée par deux contreforts, qui sont scandés par un larmier présent sur les trois faces, et s'amortissent par un glacis formant larmier. Le contrefort d'angle nord-ouest est oblique. Ces contreforts sont gothiques, et devraient dater de la même époque que les piliers des grandes arcades. Au sud de la nef, les contreforts sont assez semblables, sauf qu'ils sont légèrement inclinés sur toute leur hauteur, ce qui est inhabituel. Une cage d'escalier sans caractère occupe l'angle entre nef et clocher. Elle est recouverte d'un toit en appentis. Le clocher est assez singulier, car il ne possède qu'un unique contrefort, qui est en moellons et se situe au milieu de l'élévation méridionale. Des contreforts d'angle sont la règle pour les clochers. Le premier étage du clocher, à peine perceptible, était percé de deux paires de fenêtres en plein cintre à l'ouest et à l'est. Elles sont à présent bouchées. C'est ici que devait se situer le beffroi à l'époque que les paroissiens poursuivaient l'abbé Vidcoq en justice pour qu'il fasse réparer le clocher, entre 1729 et 1735[pas clair]. L'actuel étage de beffroi prend appui sur un bandeau mouluré saillant, et est décoré de pilastres simples aux angles. L'on relève deux baies abat-son gémelées par face, qui sont en plein cintre. À l'ouest et à l'est, elles sont plus basses, afin de laisser de la place pour le cadran d'horloge. Quant au chevet, il est flanqué de deux contreforts orthogonaux à chaque angle, qui sont analogues à ceux de la façade. Un larmier marque la limite inférieure du pignon, qui est percé d'une ouverture rectangulaire pour l'aération des combles. Le triplet du chevet n'est pas décoré.

## Mobilier
Parmi le riche mobilier de l'église, six éléments sont classés monument historique au titre objet, dont deux sont des ornements liturgiques conservés en la sacristie. Il faut notamment signaler l'ensemble de vingt stalles de la seconde moitié du XVIe siècle, provenant du prieuré Saint-Nicolas-d'Acy, au village voisin de ce nom (commune de Courteuil).

### Peinture

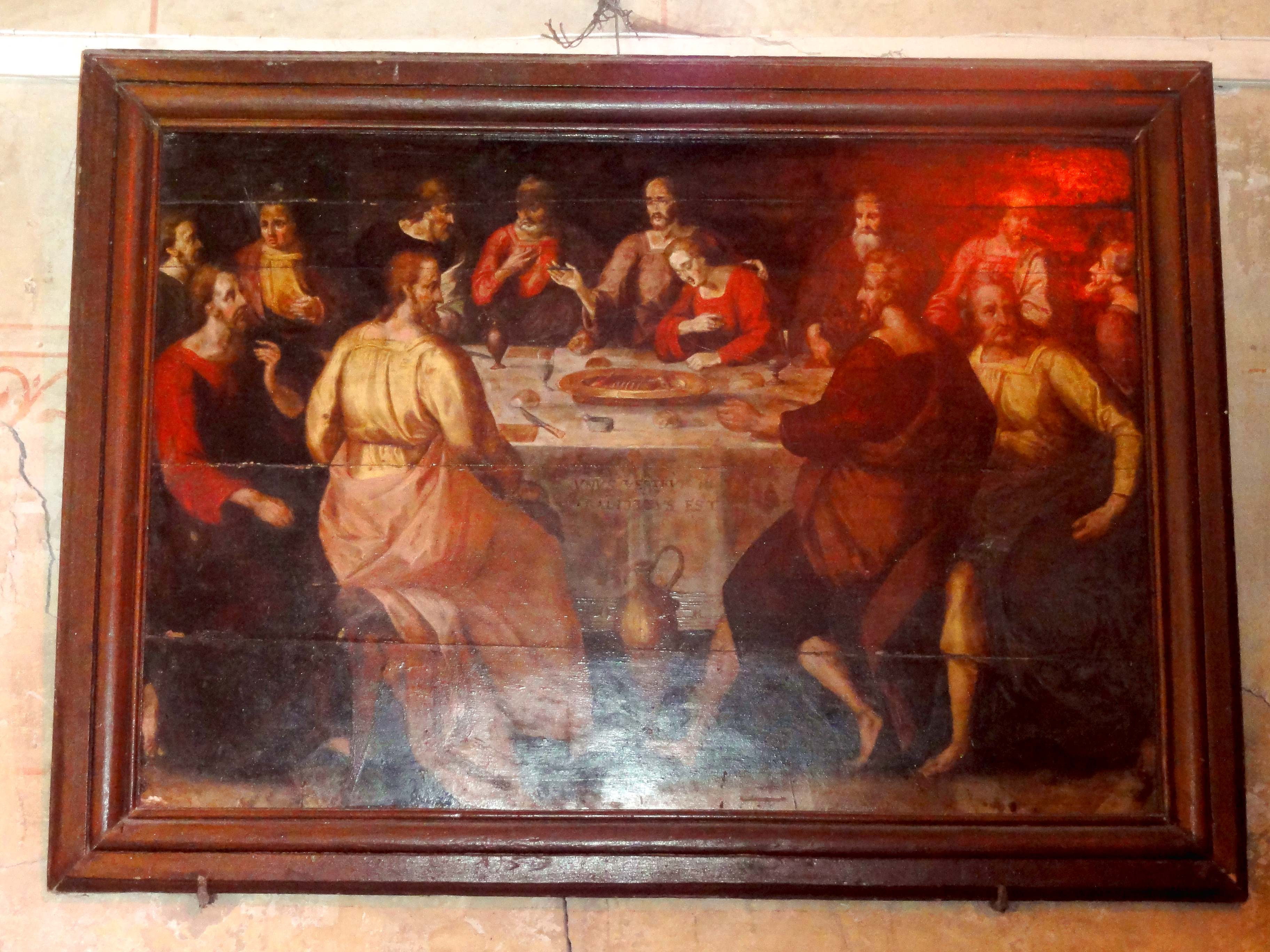
La Cène.

Parmi les œuvres d'art religieux que possède l'église, la plupart appartiennent au domaine de la peinture. L'on relève une douzaine de tableaux peints à l'huile sur toile ou sur bois, qui sont de différentes époques et de différents formats. Le seul tableau classé au titre objet (depuis 2012) représente la Cène. Il a été peint à l'huile sur bois par un maître anonyme à la fin du XVIe ou au début du XVIIe siècle, et mesure 105 cm de largeur pour 73 cm de hauteur sans le cadre. Le style montre une influence par l'école flamande. Dans les arts, la Cène est représentée de différentes façons. La même composition que sur le présent tableau se retrouve à Bar-sur-Seine (XVIe siècle), Trilport (début XVIIe siècle, attribué à Louis Bobrun) et la cathédrale de Meaux (milieu XVIIe siècle, signé Jean Senelle). Sur la nappe, l'on peut lire les mots suivants : « UNUS VESTRUM ME / TRADITURUS EST » (Bible Crampon 1923/Matthieu 26,21 : Amen dico vobis quia unus vestrum me traditurus est — en vérité, je vous le dis : l'un d'entre vous va me livrer).
Parmi les autres tableaux, deux seulement sont mentionnés dans la monographie de l'abbé Vattier. Ils ont été peints en 1760 par un certain Dubourg, et représentent l'Adoration des bergers et le martyre de saint Sébastien (voir le chapitre Les dernières décennies de l'Ancien Régime). D'autres toiles remarquables sont la Nativité du Christ, Saint Joseph à l'Enfant, la Fuite en Égypte (copie d'après François Verdier), le baiser de Judas (copie d'après Francesco Gessi), l´Ecce homo (copie de qualité, d'après Charles Le Brun), et la Descente de croix (copie faible d'après Laurent de La Hyre). Les renseignements sur la provenance, l'époque et les auteurs de ces œuvres manquent malheureusement.

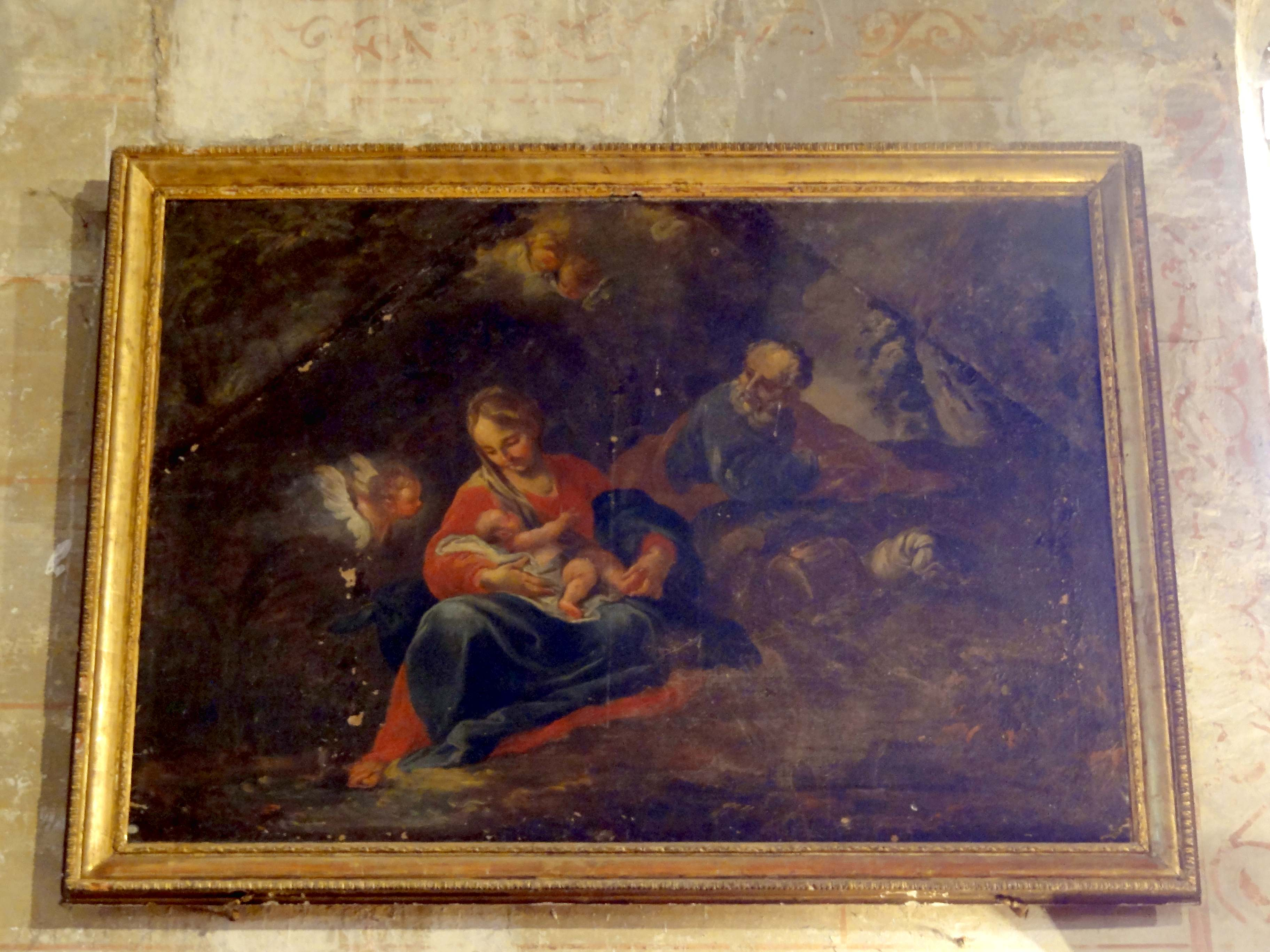
La Nativité du Christ.
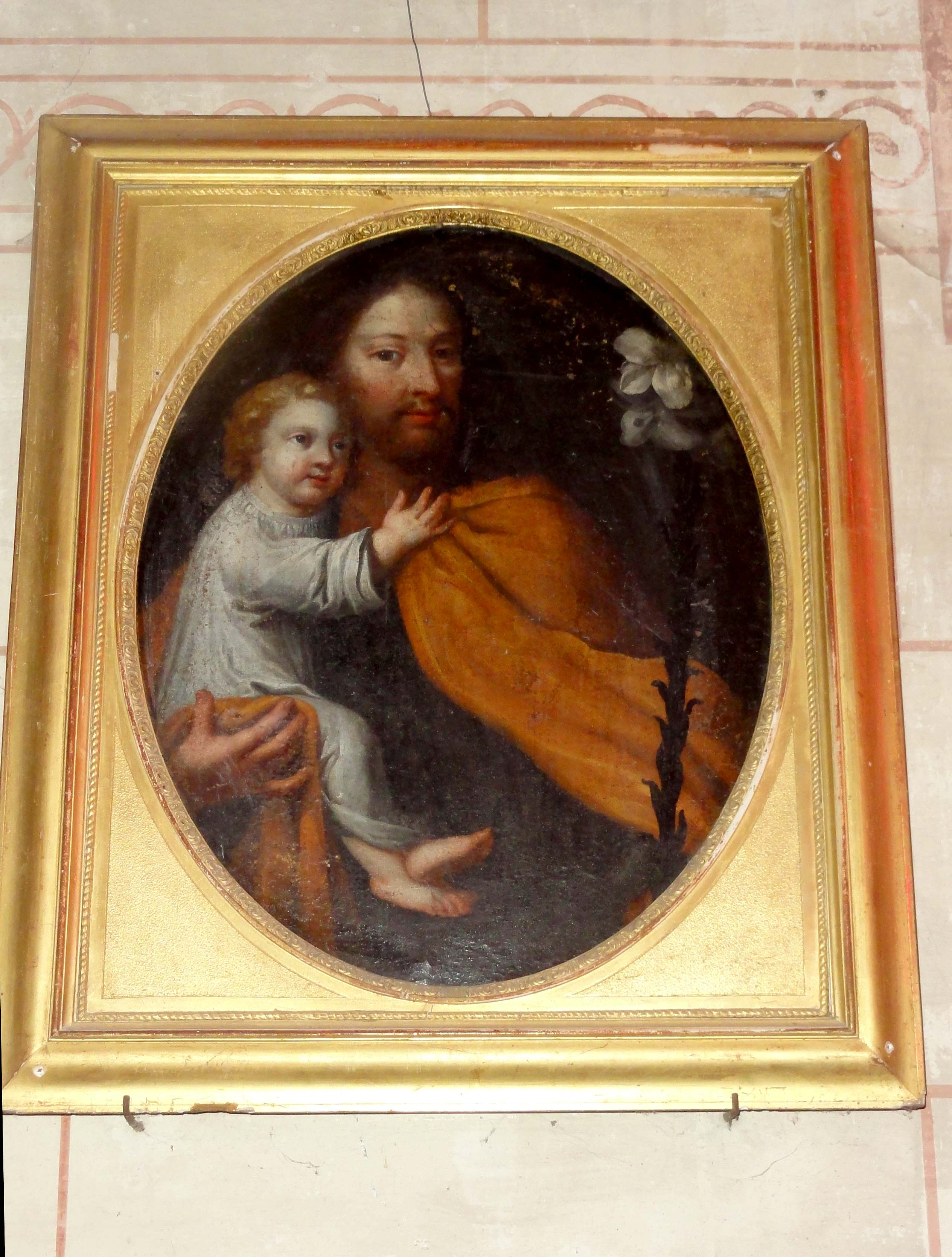
Saint Joseph à l'Enfant.
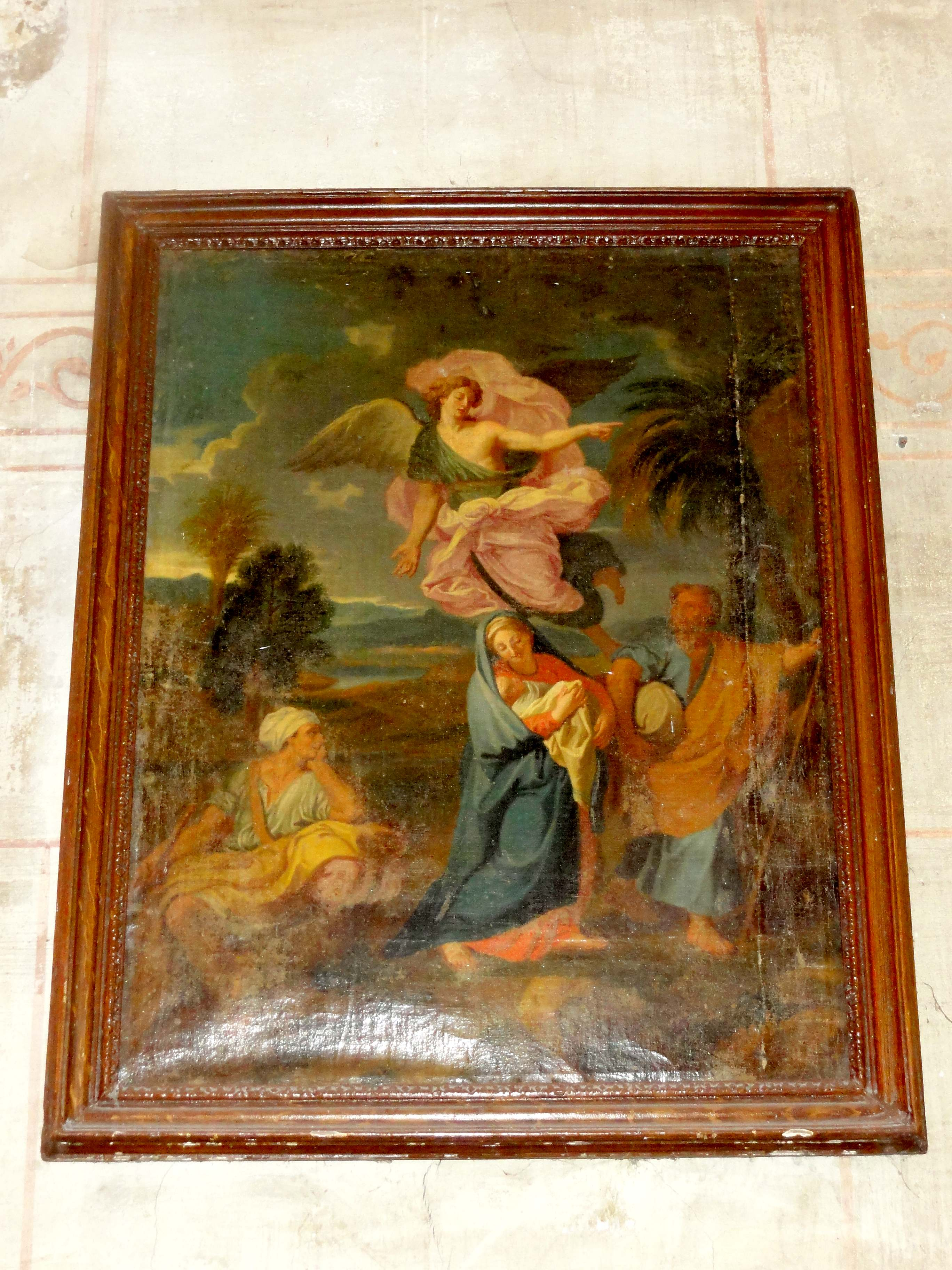
La Fuite en Égypte.
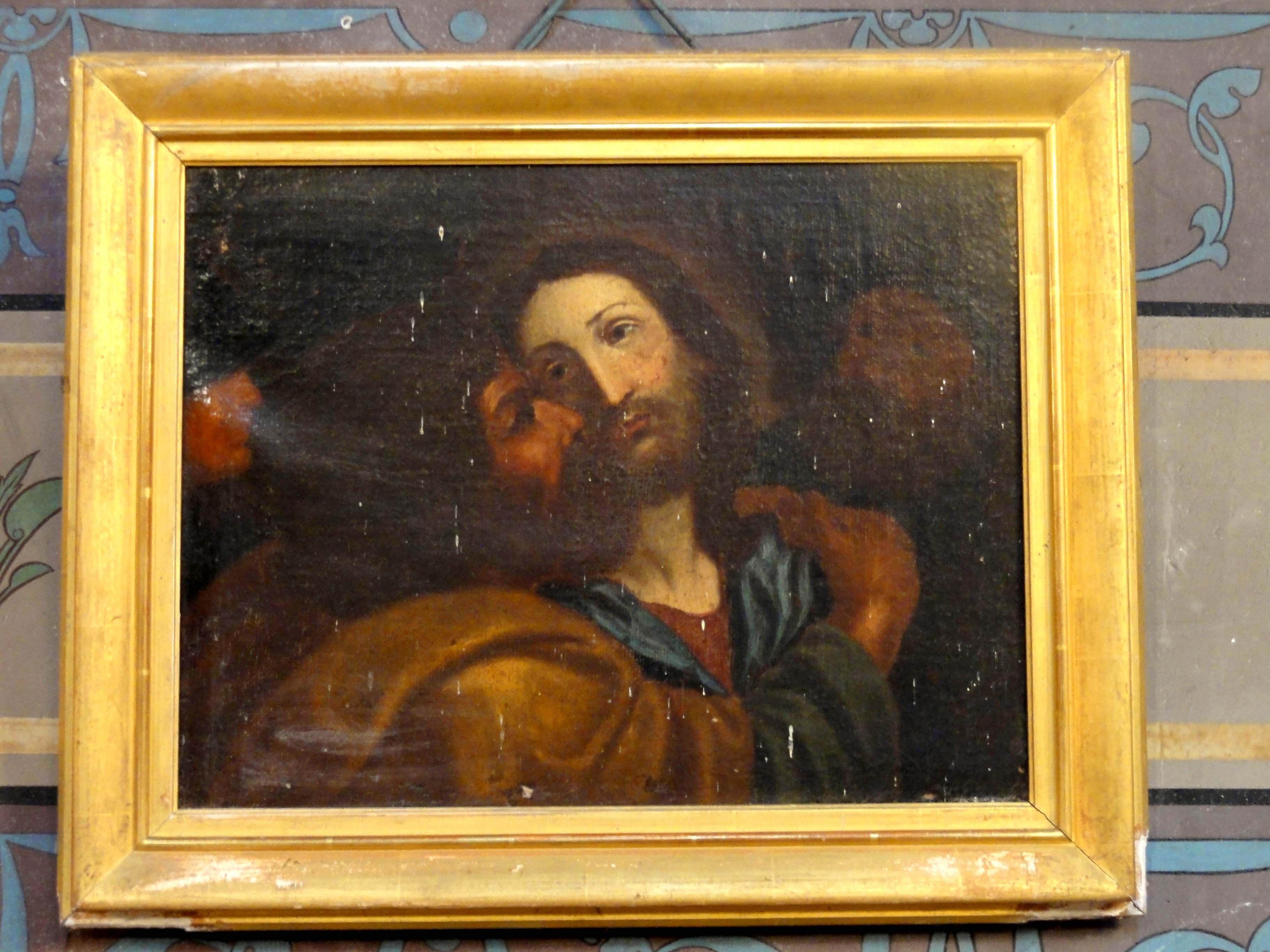
Le baiser de Judas.
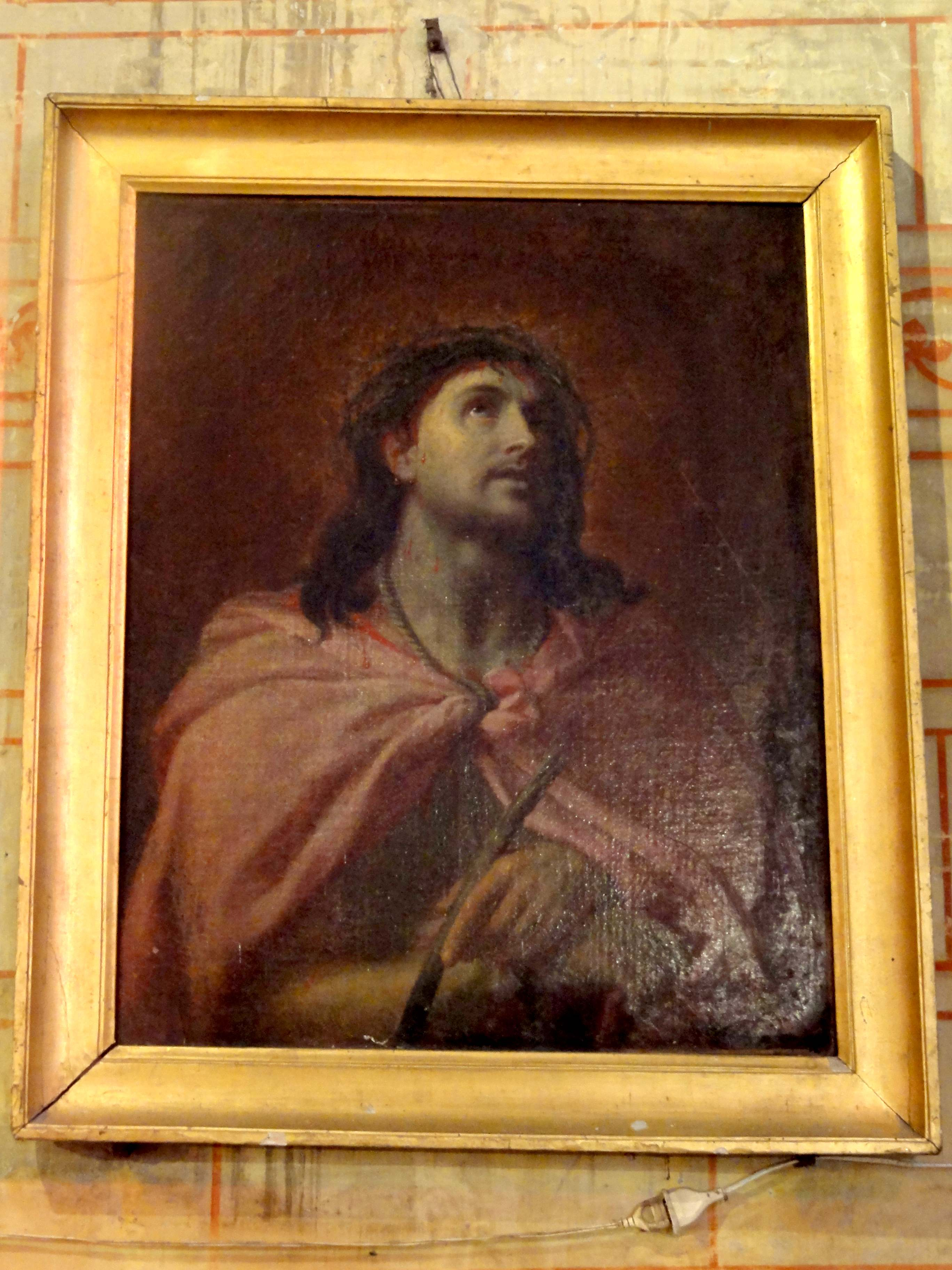
Ecce homo.
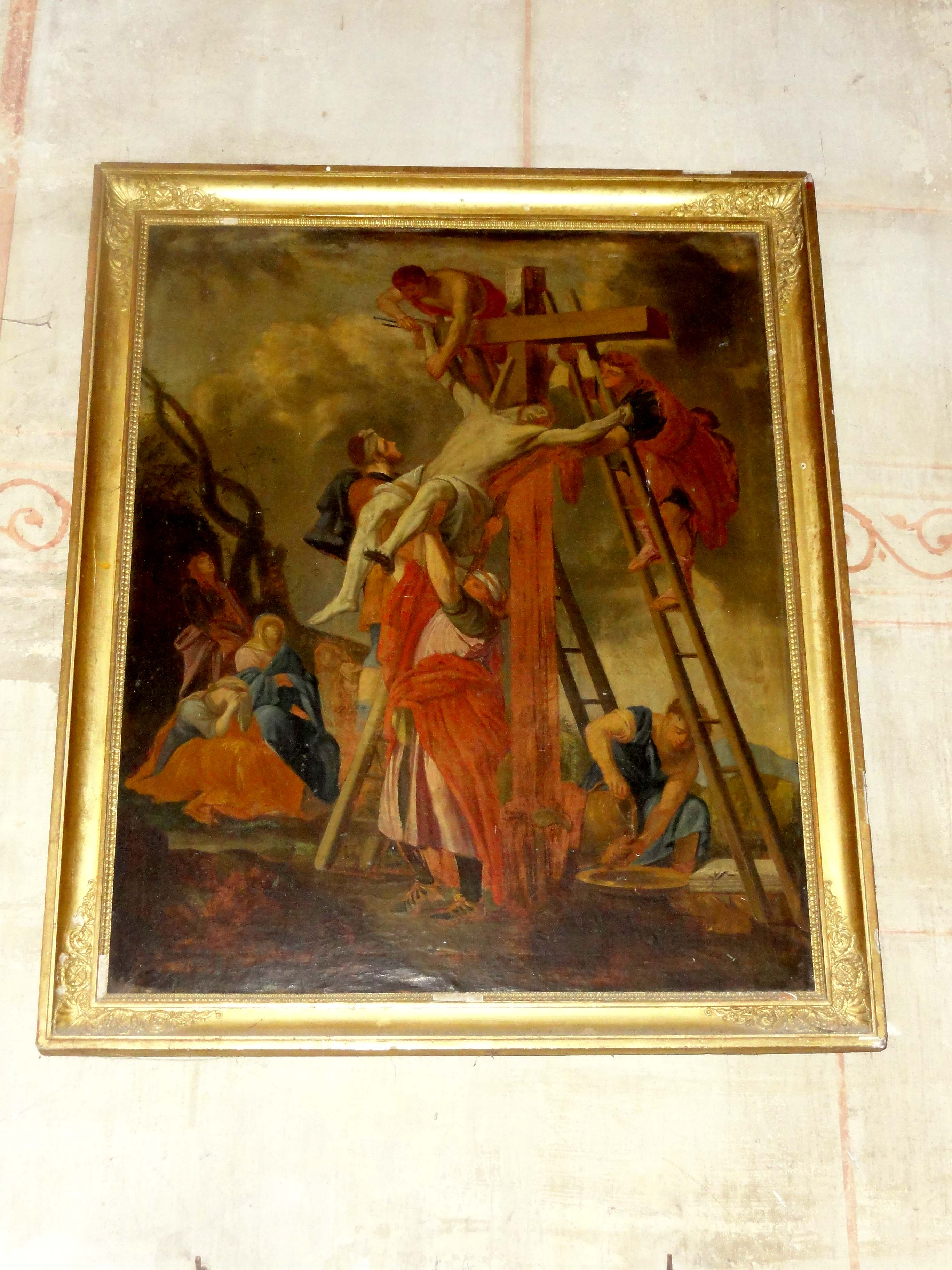
Descente de croix.

### Inscriptions

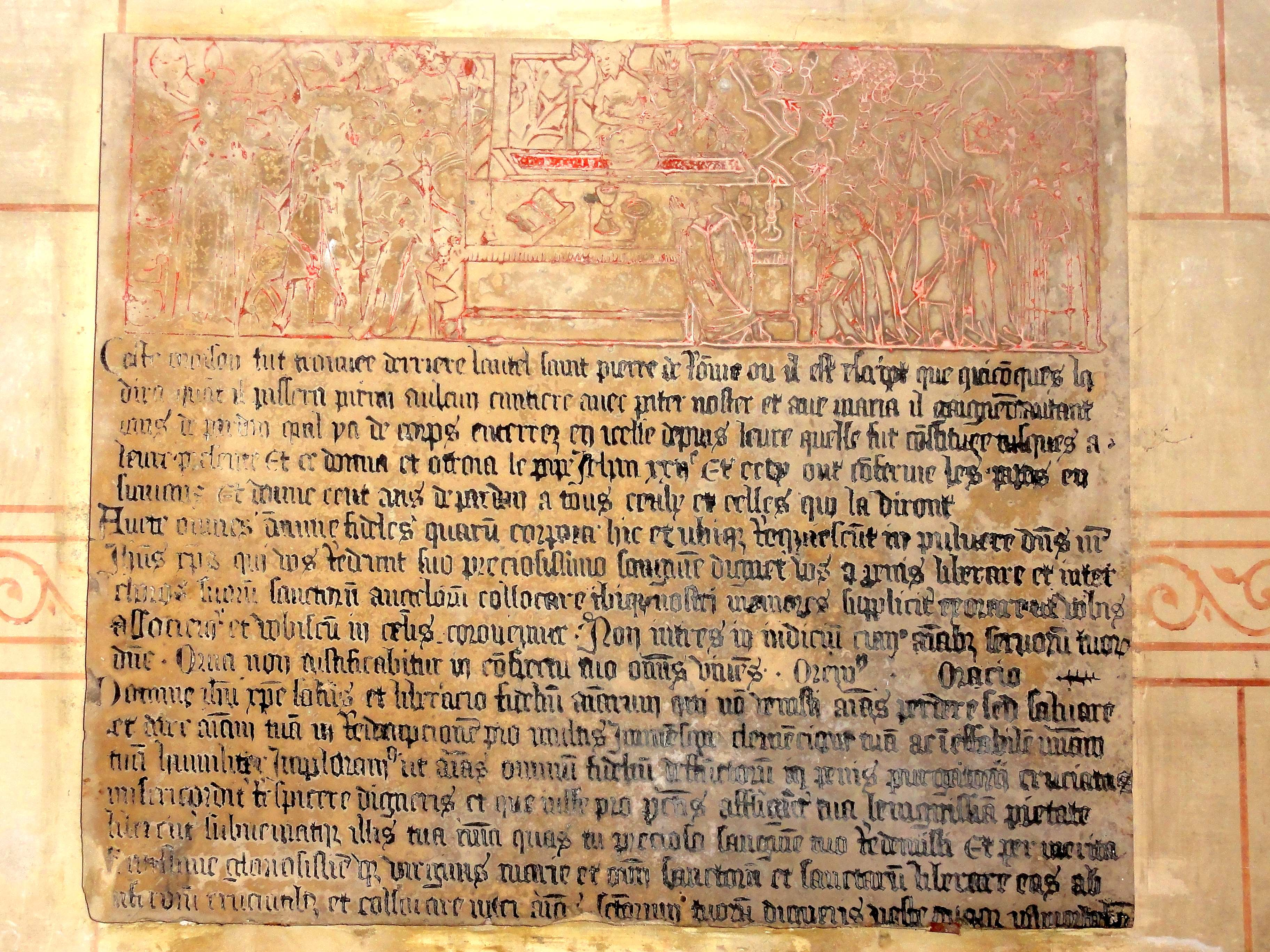
Messe de saint Grégoire.

Une plaque, qui n'est ni une dalle funéraire, ni une plaque de fondation, ni même une plaque commémorative dans le sens habituel, est scellée dans le mur de la nef. Elle est en pierre de liais, et mesure 108 cm de largeur pour 92 cm de hauteur. Son tiers supérieur comporte une frise gravée, qui représente la messe de saint Grégoire, c'est-à-dire, le pape Grégoire le Grand en train de célébrer la messe en l'église Sainte-Croix-de-Jérusalem de Rome, avec en face de lui sur l'autel la vision du Christ en tant qu'Homme de douleur, en réponse à sa prière pour convertir une personne doutant de la présence réelle. Le reste de la plaque est couvert d'une inscription, qui commence par une introduction en français, et continuant par douze lignes en latin :

« Cette oraison fut trouvée derrière l'autel de Saint-Pierre de Rome, où il est écrit que quiconque la dira, quand il passera par un cimetière, avec Pater Noster et Ave Maria, il gagnera autant d'ans de pardons qu'il y a de corps enterrés en icelle depuis l'heure et qu'elle fut constituée jusqu'à l'heure présente. Et ce donna et octroya le pape Jean XXII. Et ceci ont confirmé les Papes en suivant, et donné cent ans de pardon à tous ceux et celles qui la diront. 
Salut, ô vous toutes, âmes fidèles dont les corps reposent en poussière ici et en tous lieux. Daigne notre seigneur Jésus-Christ, qui vous a racheté par son sang très précieux, vous placer parmi les chœurs de ses Saints-Anges ; et la, vous souvenant de nous, priez et suppliez que nous vous y soyions associés et avec vous couronnés dans les cieux. Seigneur, n'entrez pas en procès avec les âmes de vos serviteurs, car, aucun vivant ne pourra être justifié à vos yeux. Prions : Oraison — Seigneur Jésus-Christ, sauveur et libérateur des âmes fidèles, qui n'êtes pas venu perdre mais sauver les âmes et donner votre vie en Rédemption pour beaucoup, nous implorons humblement votre immense bonté et votre indiscible miséricorde : regardez avec miséricorde les âmes de tous les fidèles défunts qui souffrent des peines du purgatoire ; et s'il est juste qu'elles soient affligées à cause de leurs péchés, délivrez-les par votre très douce bonté, et que votre miséricorde soit en aide à celles que vous avez rachetées de votre précieux sang. Par les mérites de la Bienheureuse et très glorieuse Vierge Marie et de tous les saints et saintes, daignez les délivrer des peines des enfers et les placer parmi les âmes de vos saints revêtus de la tunique d'immortalité. »

La gravure a été reprise et entièrement peinte en rouge et noir au cours du XIXe siècle. On peut dater la plaque du début du XVe siècle. Elle a été signalée par une lettre de l'abbé Vattier de la fin de l'année 1902, et classée au titre objet en 1912. Pendant les derniers mois de sa vie, l'abbé Vattier travaillait sur une épigraphie du diocèse de Senlis, restée malheureusement inachevée. En l'occurrence, il parvint à la conclusion que la plaque doit provenir de l'église collégiale Saint-Rieul de Senlis, démolie après la Révolution, ou de son cimetière. Elle avait transité par la maison de campagne du docteur Lucas-Championnière,. Avec le choix de son saint patron, la paroisse actuelle de Senlis perpétue le souvenir du premier évêque de Senlis, mais les souvenirs matériels de sa principale église sont bien maigres, ce qui rajoute de l'intérêt à la plaque.
Parmi les quatre plaques funéraires conservées à l'intérieur de l'église, sans mentionner celles qui subsistent en tant que fragments ou sont intégrées dans le dallage du sol, il y a deux plaques de fondation appartenant à des curés de Saint-Léonard pendant la seconde moitié du XVIIe siècle. La plaque de fondation de Messire Jean Chérault, natif de La Ferrière-au-Doyen (Orne), se trouve en entrant par la petite porte, à gauche. Il est mort le 10 mars 1662 à l'âge de soixante-quinze ans, après avoir desservi la paroisse pendant vingt-cinq ans et neuf mois, et lui laisse un héritage de cinquante-cinq livres, qui doit permettre le rachat d'une rente afin de célébrer annuellement une messe obituaire pour le salut de son âme. Le tympan est gravé des initiales du prêtre, entourées de lambrequins. — La plaque de fondation de Messire Gille de La Rue, prêtre du diocèse de Lisieux, est encastrée dans le mur sud de la nef. Il est mort le 29 octobre 1691 après avoir desservi la paroisse pendant cinq ans et demi, et lui laisse un héritage d'également cinquante-cinq livres, qui doit produire une rente annuelle de cinquante-cinq sous afin de faire célébrer chaque année une messe pour le repos de son âme. Le tympan représente le prêtre agenouillé devant un Christ en croix, avec en face, à droite, les silhouettes partielles de deux églises, dont l'une avec un grand dôme. — Les deux dalles funéraires redressées contre le mur du bas-côté concernent deux membres de la famille Houbigant, à savoir Guillaume Houbigant, marchand et fondateur de la grande blanchisserie d'Avilly, mort le 29 octobre 1691 à l'âge de soixante-cinq ans et huit mois ; et Suzanne Houbigant, veuve de Pierre Duroil, marchand bourgeois de Paris, et fils du précédent, morte le 9 février 1724 à l'âge de soixante-sept ans et quatre mois.

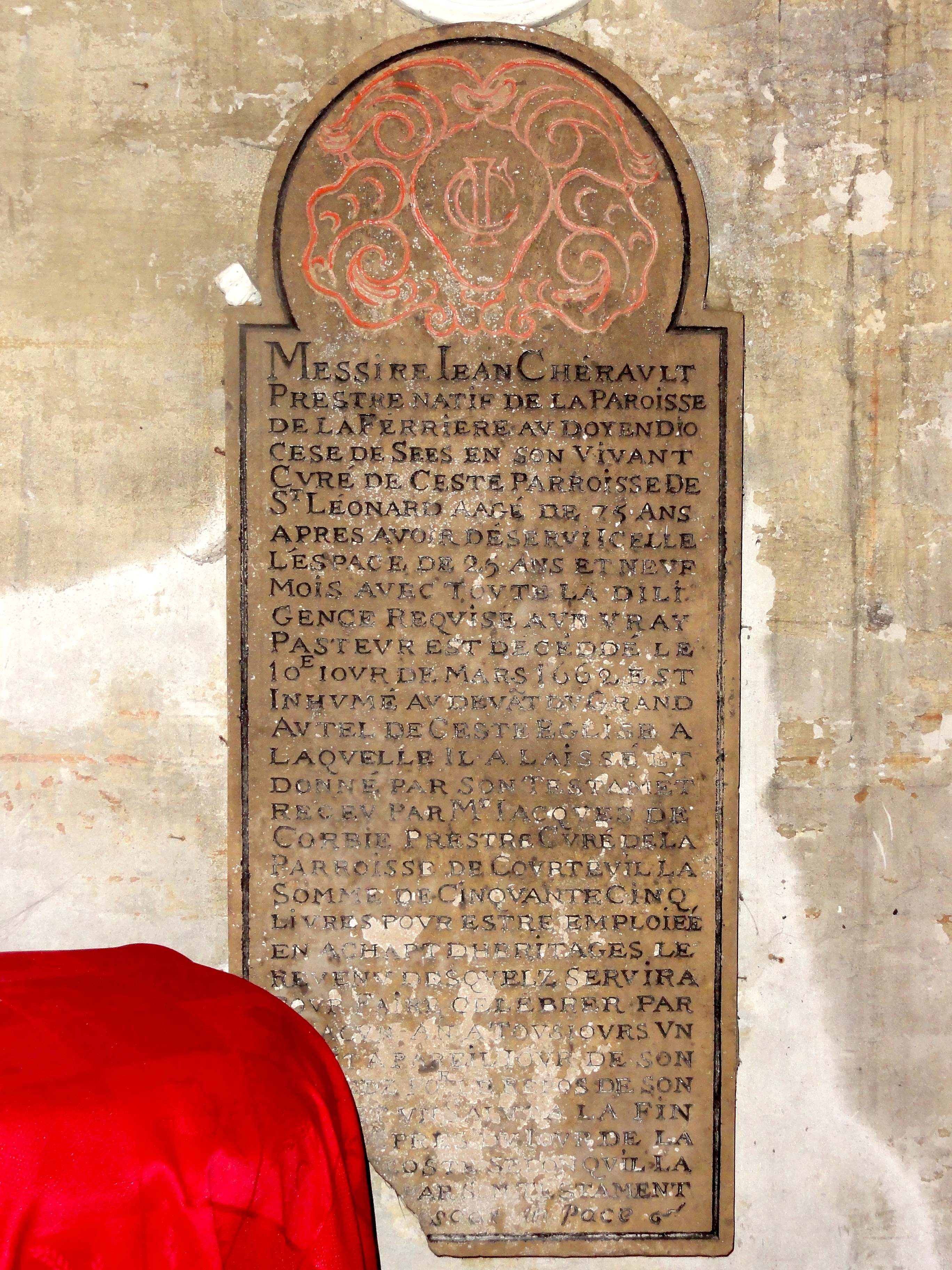
Dalle funéraire de Messire Jean Chérault.
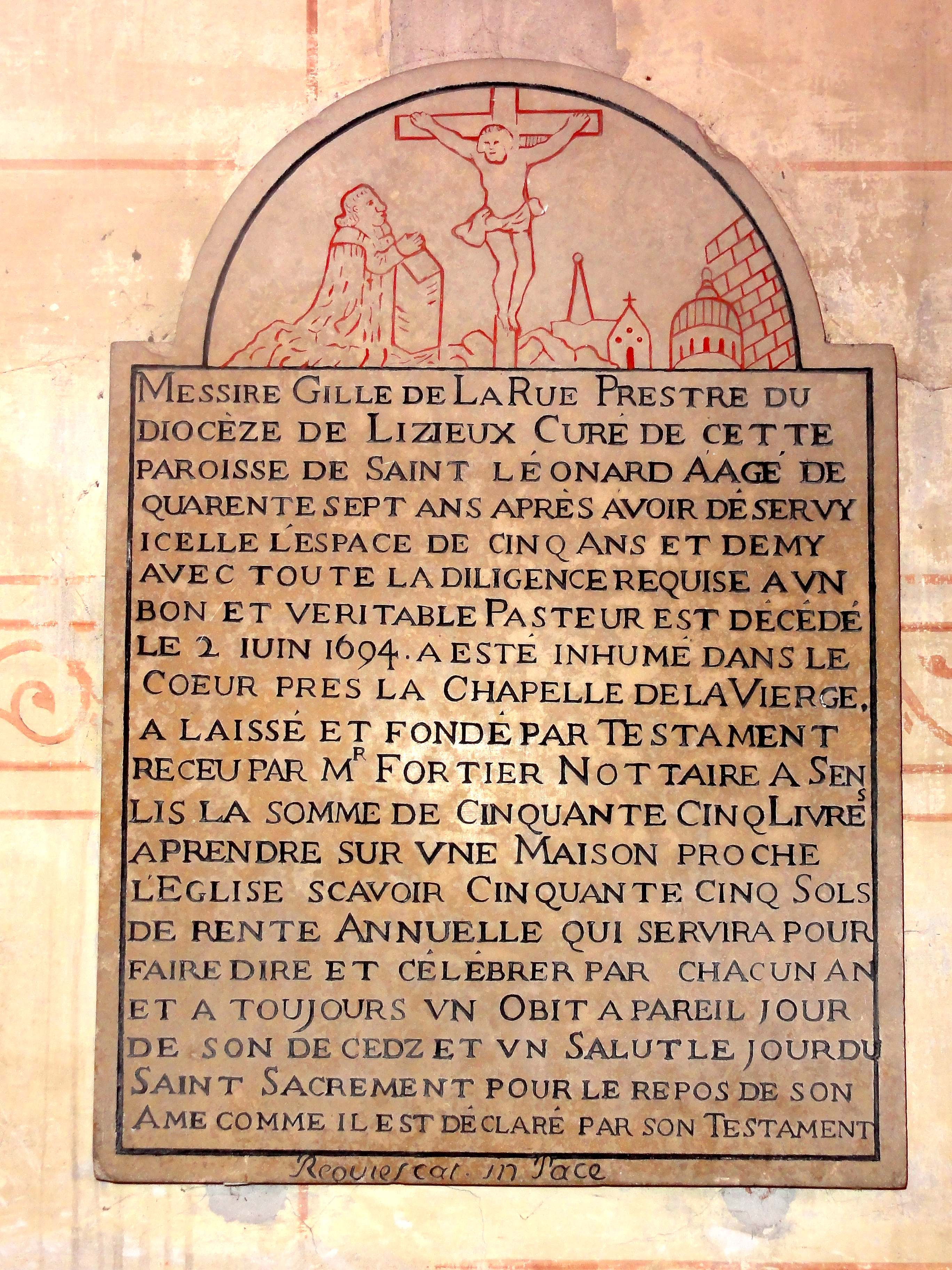
Plaque de fondation de Messire Gille de La Rue.
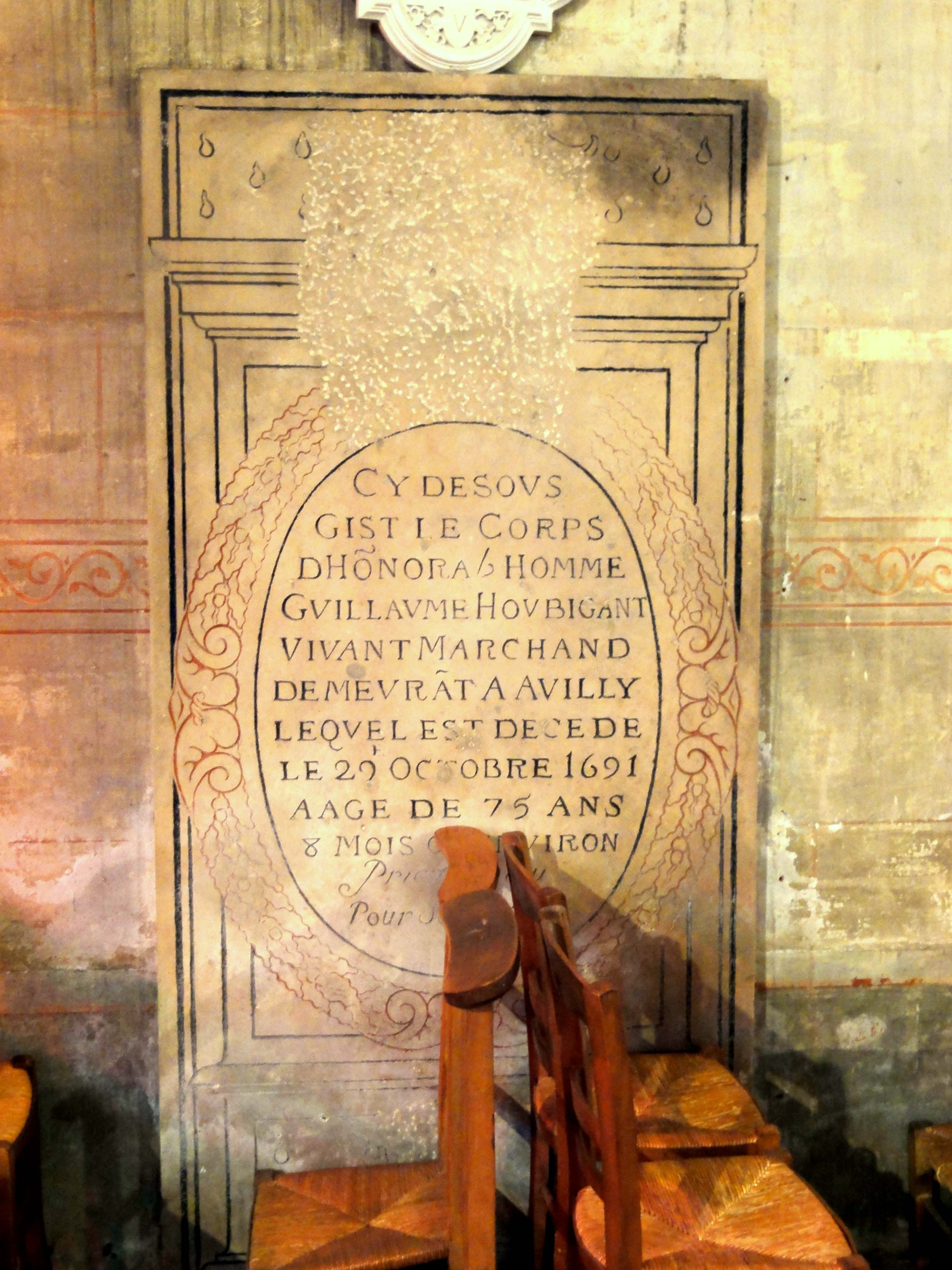
Dalle funéraire de Guillaume Houbigant.
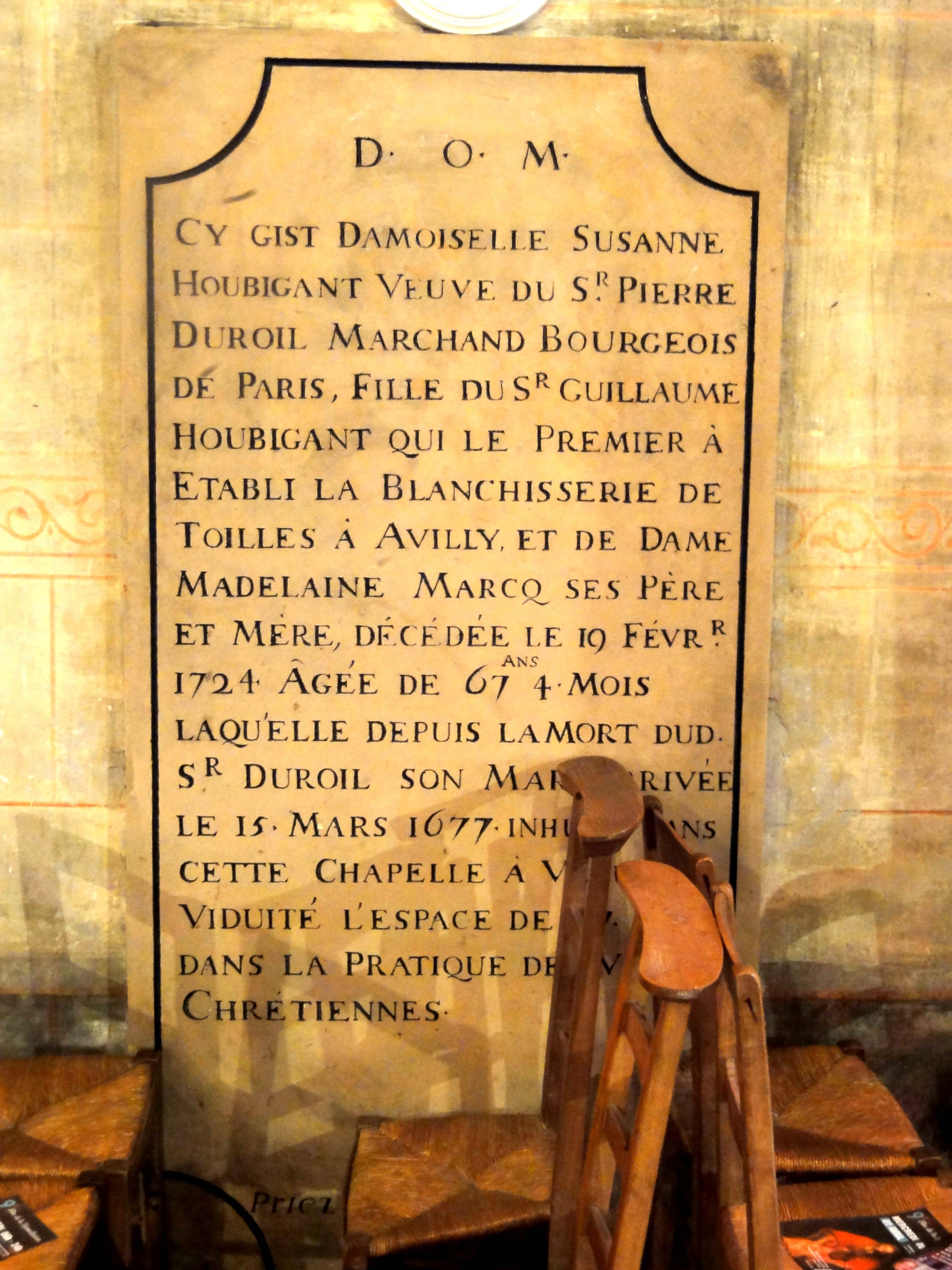
Dalle funéraire de Susanne Houbigant.

### Stalles

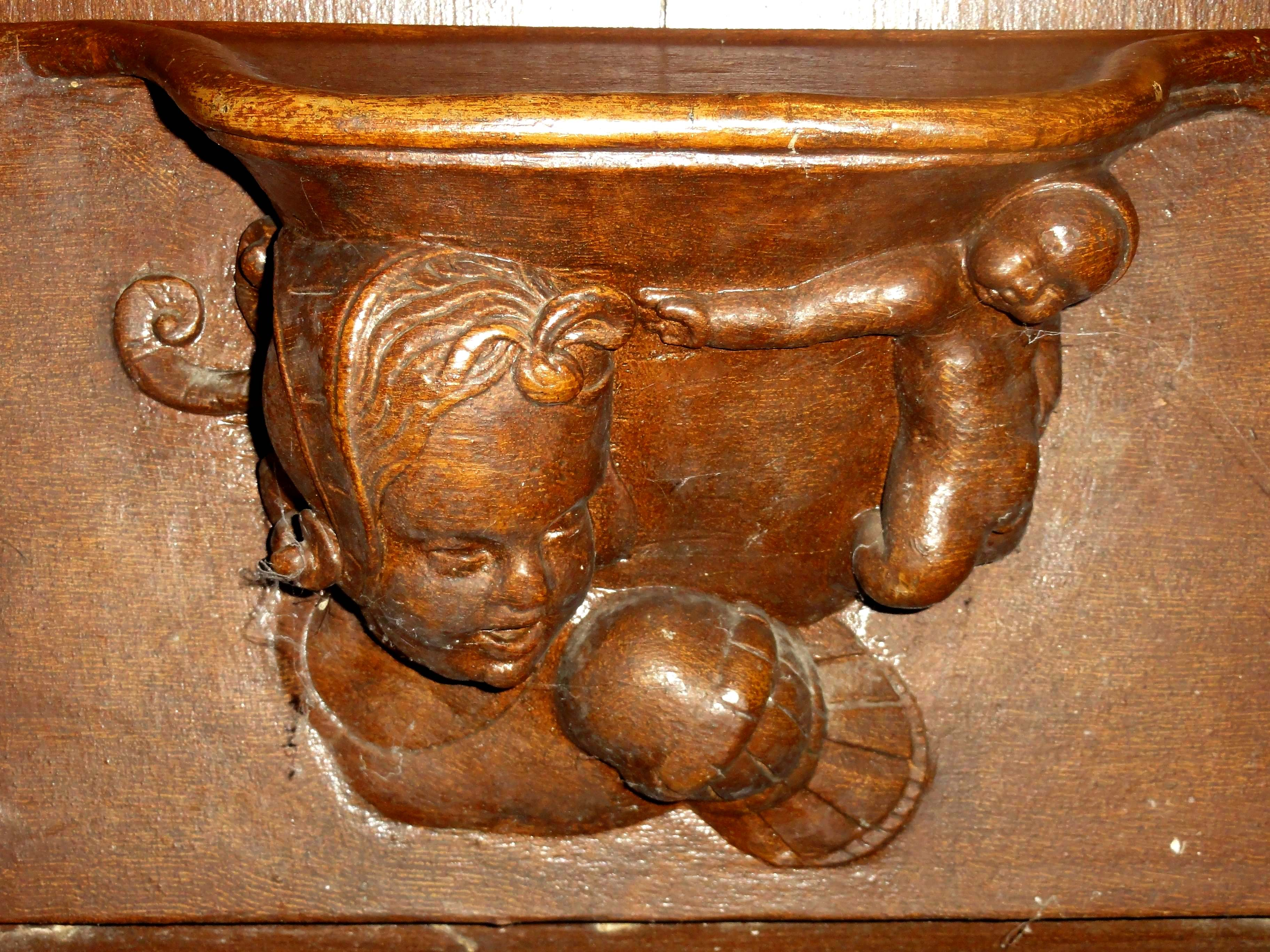
Miséricorde.

La première travée du chœur est meublé d'un ensemble de vingt stalles, qui sont classées depuis 1912. À l'entrée du chœur, deux groupes de huit stalles sont placés à gauche et à droite de l'allée centrale. Six stalles regardent en direction du sanctuaire (soit trois à gauche et trois à droite), et les autres sont disposées en équerre par rapport aux premières, et se font face (soit cinq au nord et cinq au sud). Deux paires de deux stalles se font face sous les arcades ouvrant dans les chapelles latérales. Les stalles de Saint-Léonard n'ont pas la célébrité de celles de Saint-Étienne de Beauvais, Saint-Martin-aux-Bois ou Sainte-Anne de Gassicourt, mais forment un ensemble remarquable, en raison de leur nombre non négligeable ; leur provenance probable du prieuré de Saint-Nicolas-d'Acy, dont elles constituent le dernier souvenir matériel ; et leur ancienneté, puisqu'elles ont été datées du XVIe siècle. Il n'y a pas de jouées, et les purpitres datent seulement du XIXe siècle. Les parecloses au début et à la fin d'un groupe de stalles sont toutes identiques, et montrent une arcature en plein cintre représentée en perspective, avec une coquille Saint-Jacques au tympan. L'intérêt réside dans les vingt miséricordes et les vingt-trois appui-mains. Les sujets des miséricordes ne sont pas aussi pittoresques que les réalisations des huchiers flamands itinérants très répandues dans le nord-est de la France, et les motifs allégoriques et satiriques sont en minorité, mais certains sont pleins de poésie. Sept miséricordes ne sont pas figurées. Six représentent des angelots ou des génies. Les autres motifs sont une jeune fille en buste et de profil, souriante et pleine de grâce, avec un nouveau-né touchant à ses cheveux ; un visage d'homme barbu avec de longues cornes ; trois têtes aux cheveux redressés évoquant des flammes, tirant des cordes nouées les unes aux autres par leurs dents ; un homme vert joufflu ; un crâne de bélier avec de longues cornes enroulées ; une nuée avec un visage humain et des cornes ou oreilles pointues ; et un génie nu tirant la queue à une sorte de chèvre à tête humaine. L'iconographie est fortement influencée par la Renaissance, notamment pour les motifs abstraits ou végétaux et les chérubins. Il en va autrement des appui-mains, qui sont largement inspirés de l'iconographie gothique flamboyante, avec son lot de chimères et animaux fantastiques, dont l'on relève quatorze spécimen différents, parfois mélangés à des feuillages. L'on trouve également un satyre ; un génie nu aux pattes de chèvre, dont on dirait qu'il se lave les dents avec deux brosses en même temps ; un génie nu aux pattes de chèvres, jouant au violon ; un génie du même genre, soufflant dans une trompette ; trois grappes de raisin ; un escargot ; et une bourse.

Miséricordes des stalles
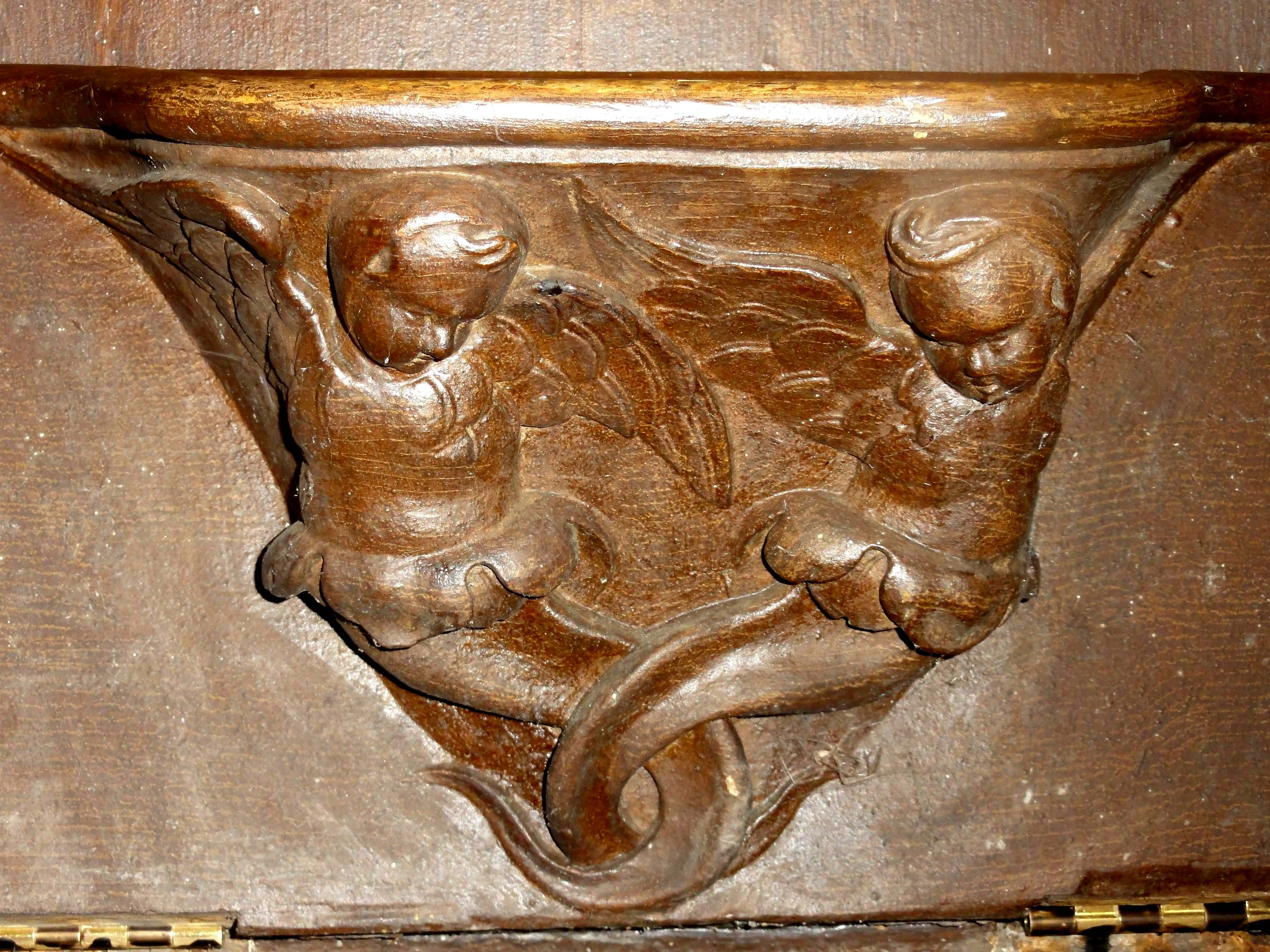
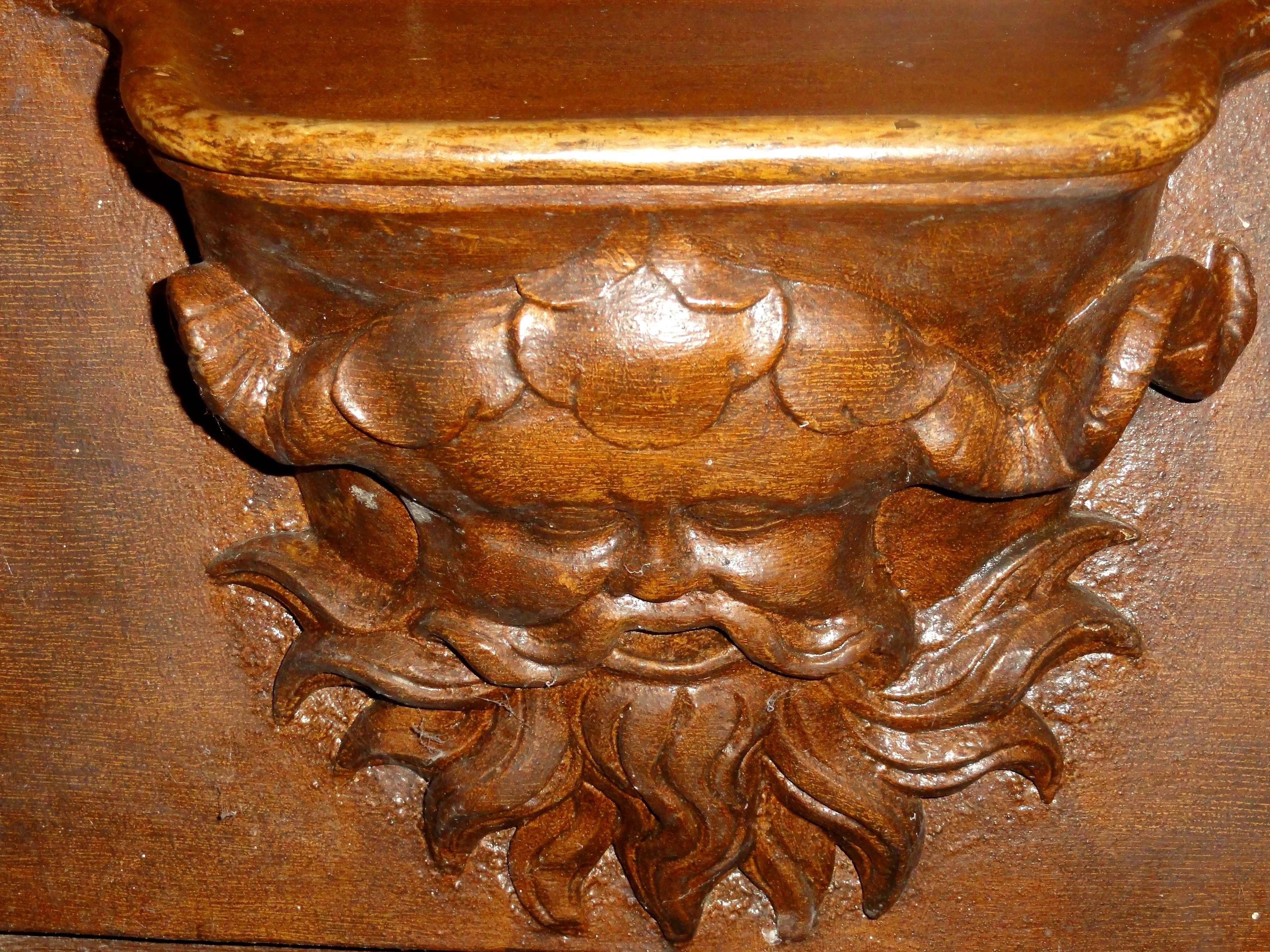
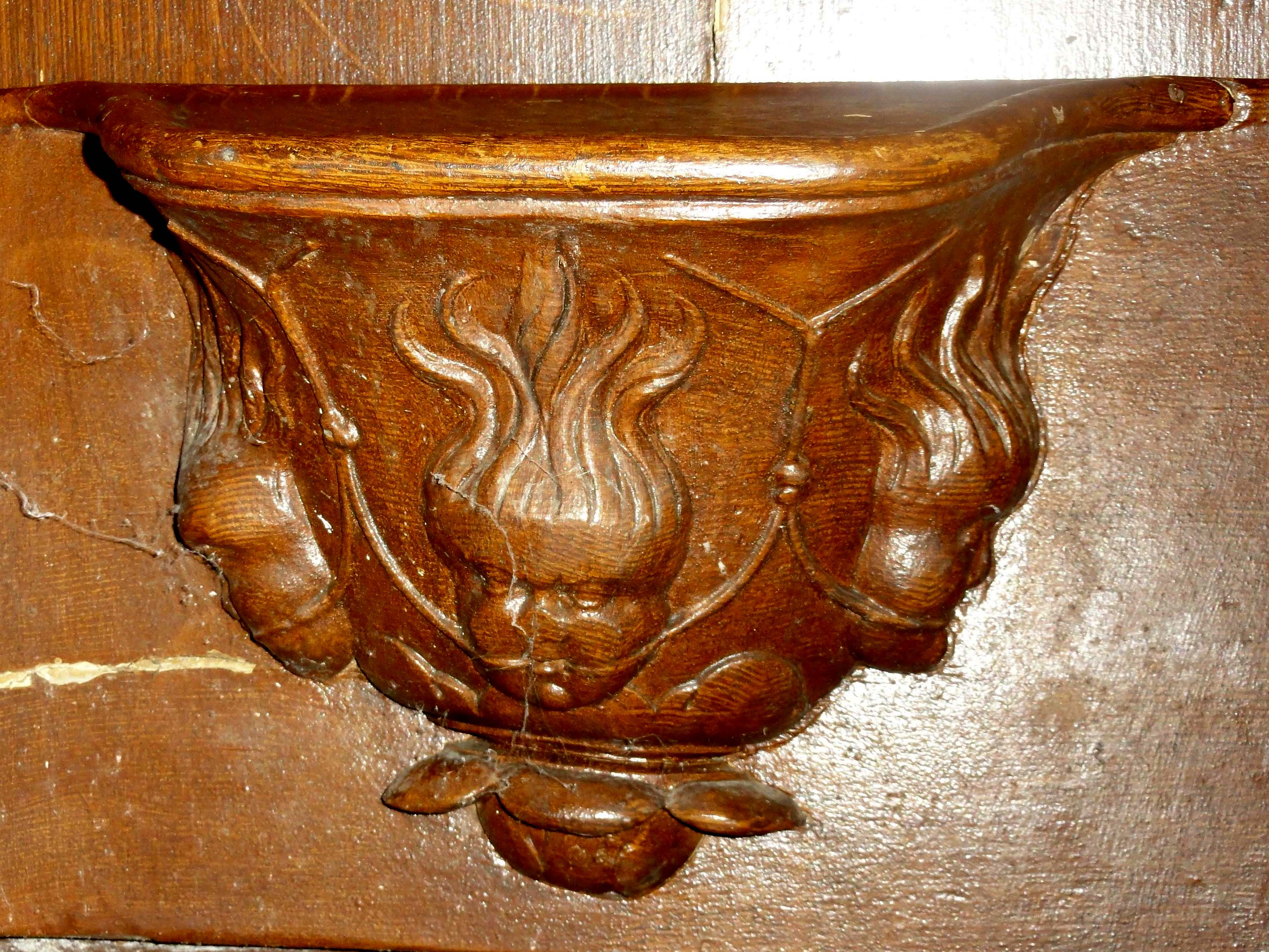
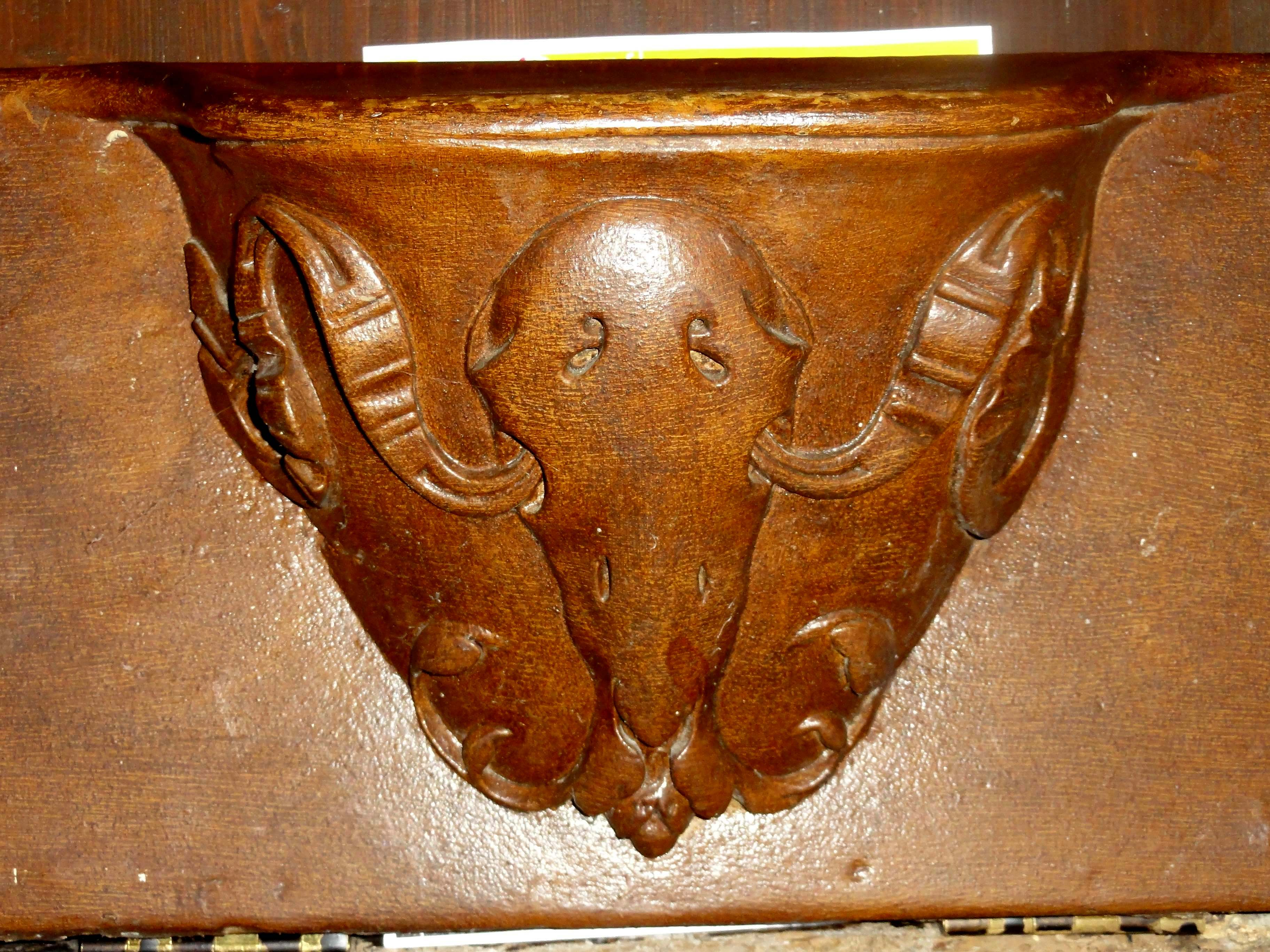
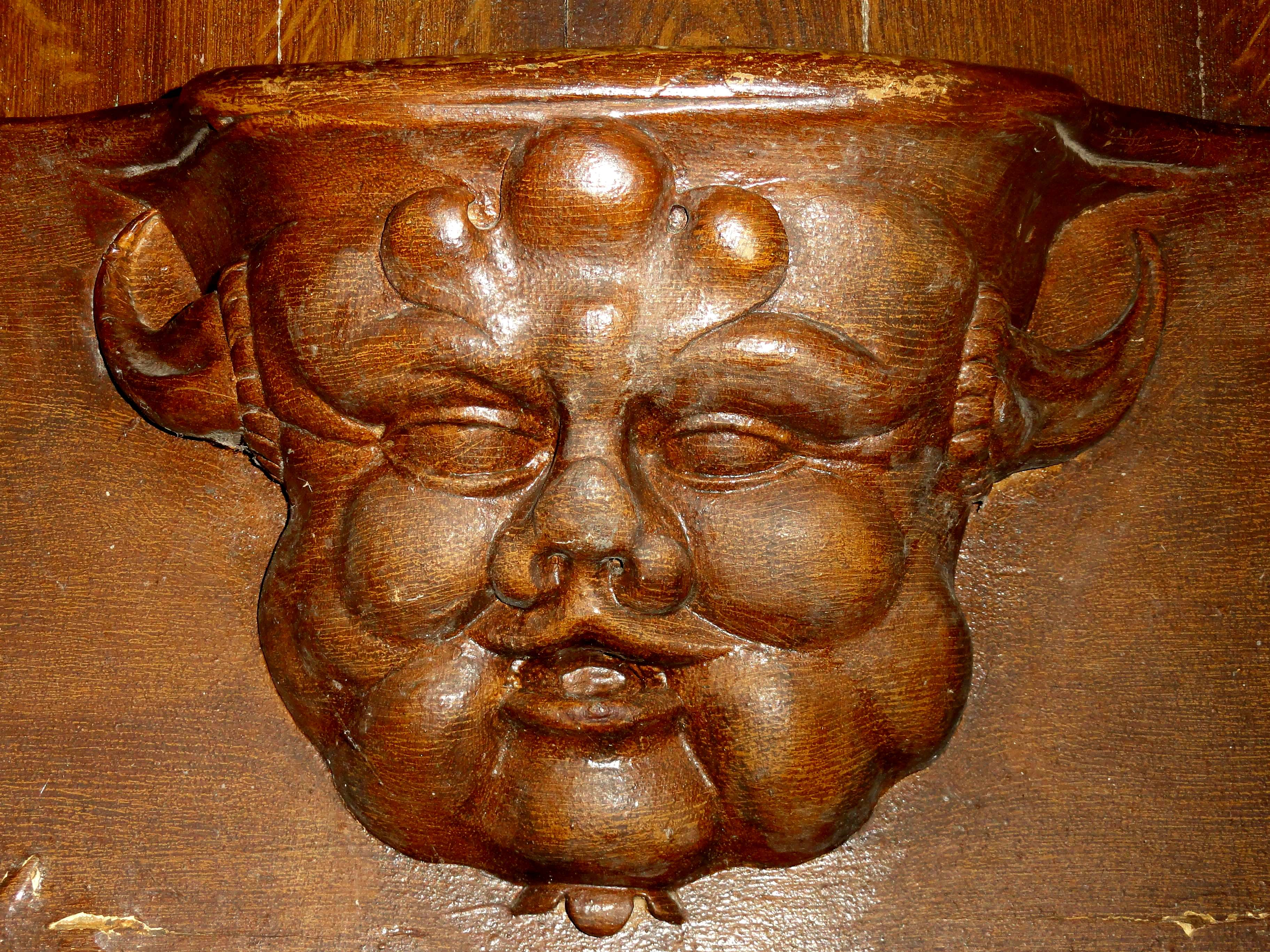
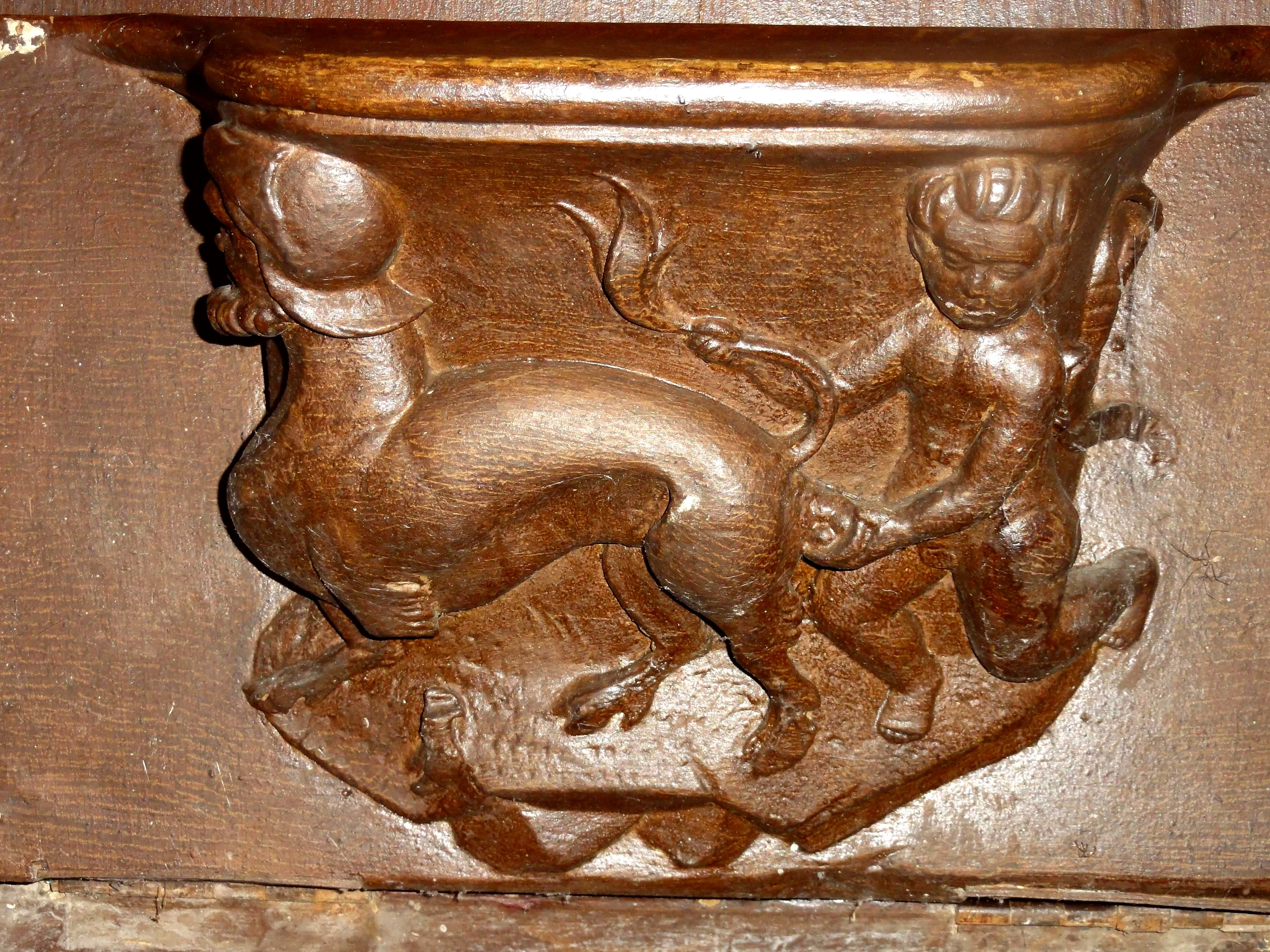

Appui-mains des stalles
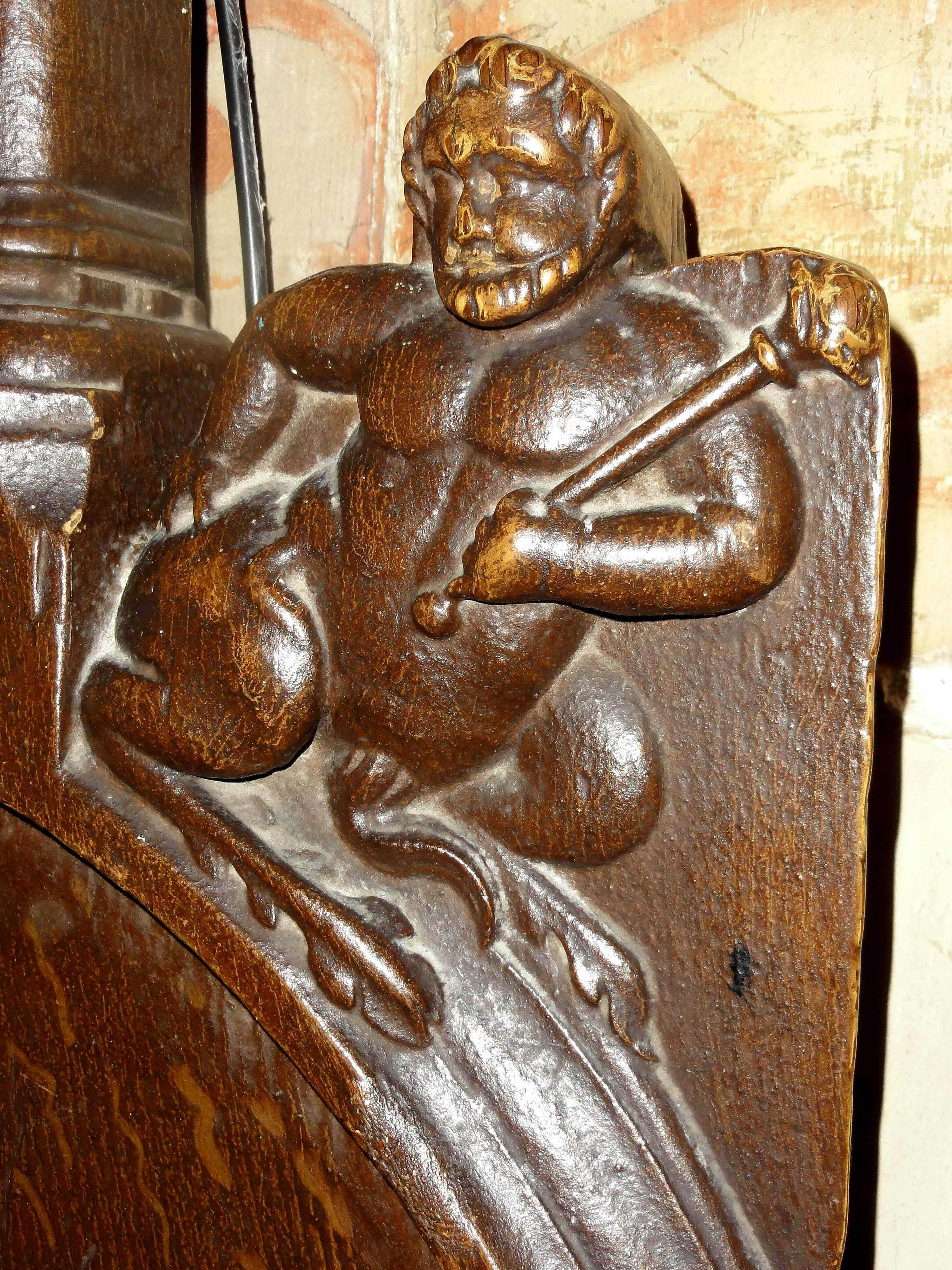
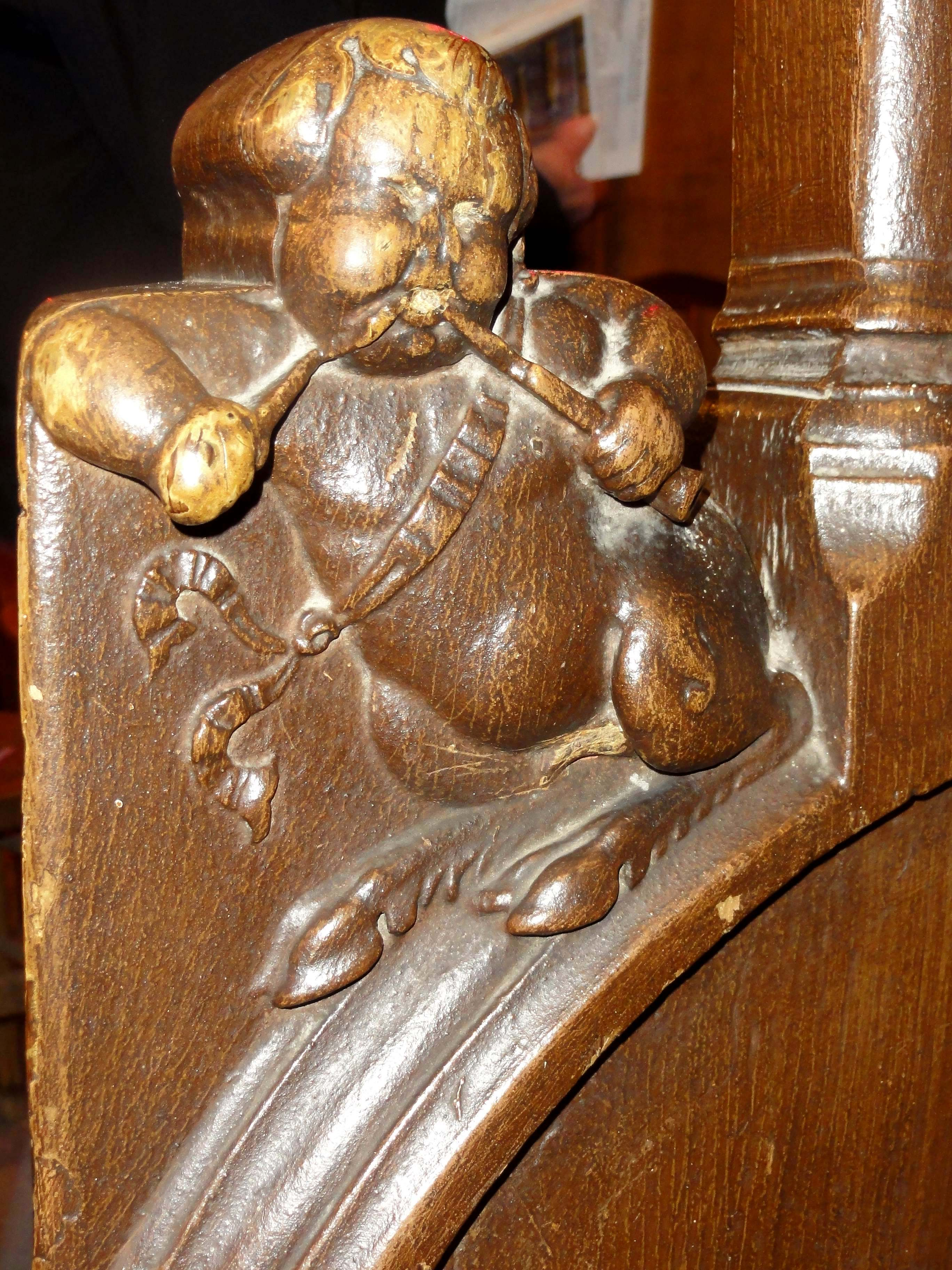
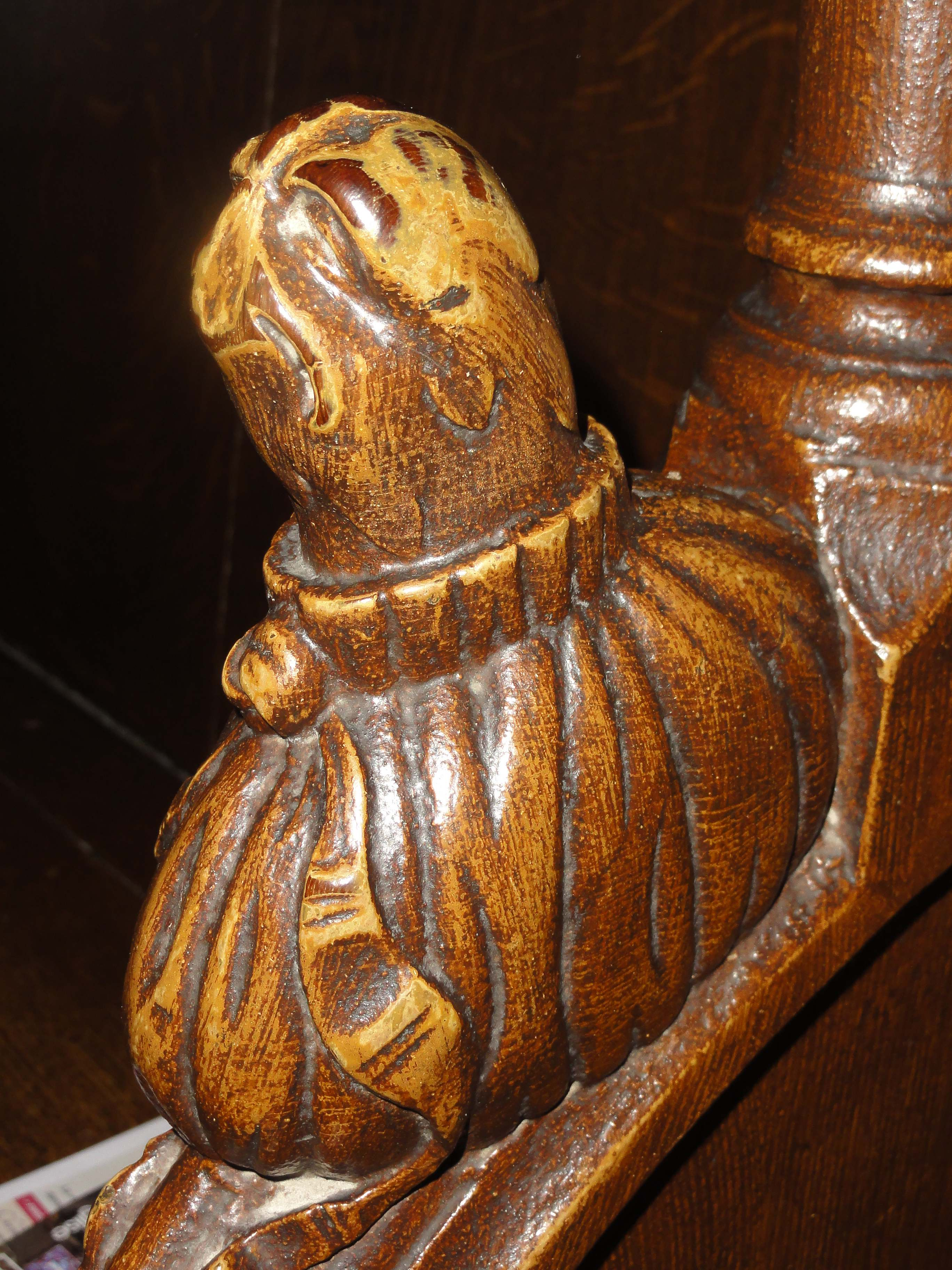
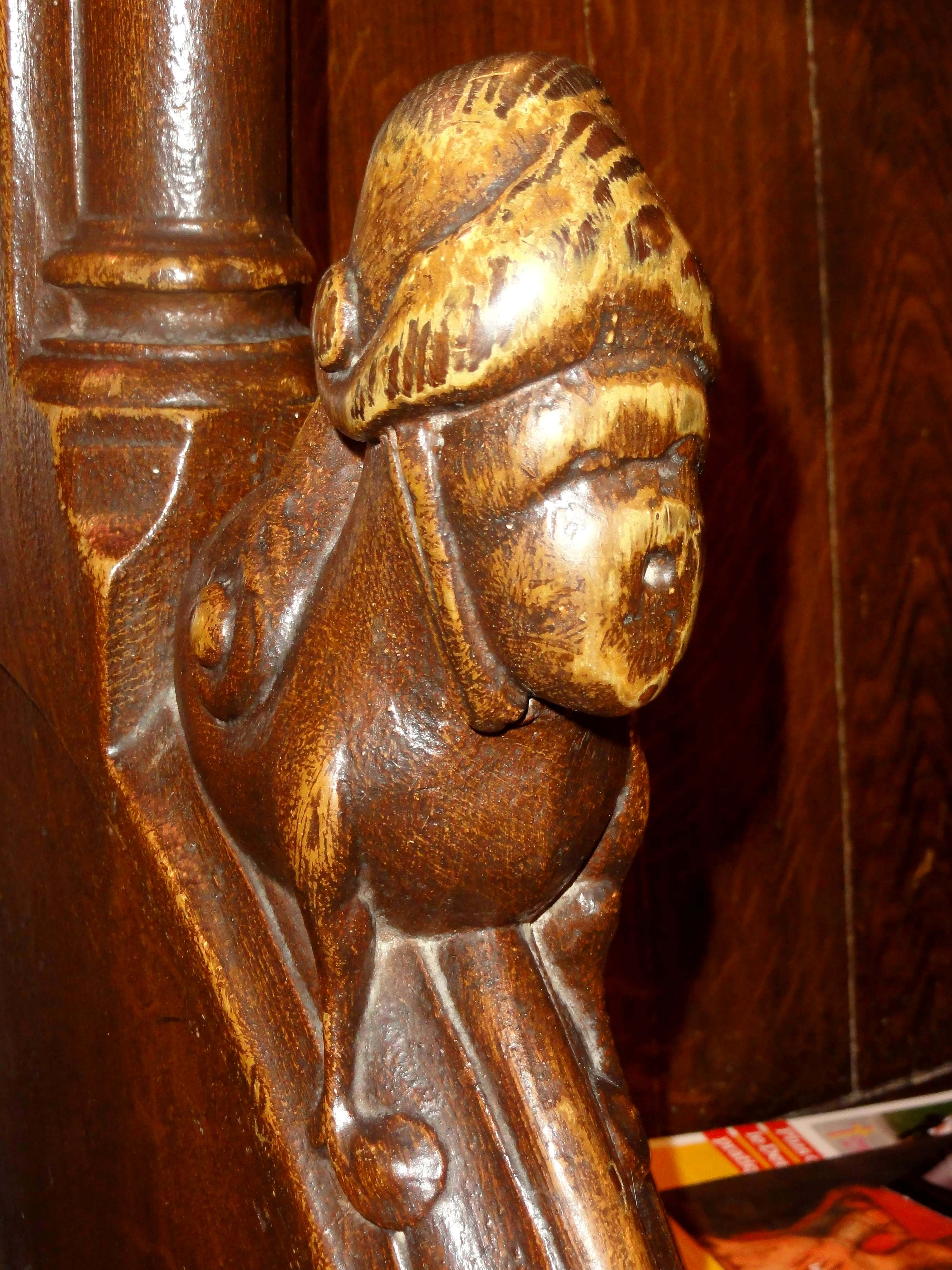
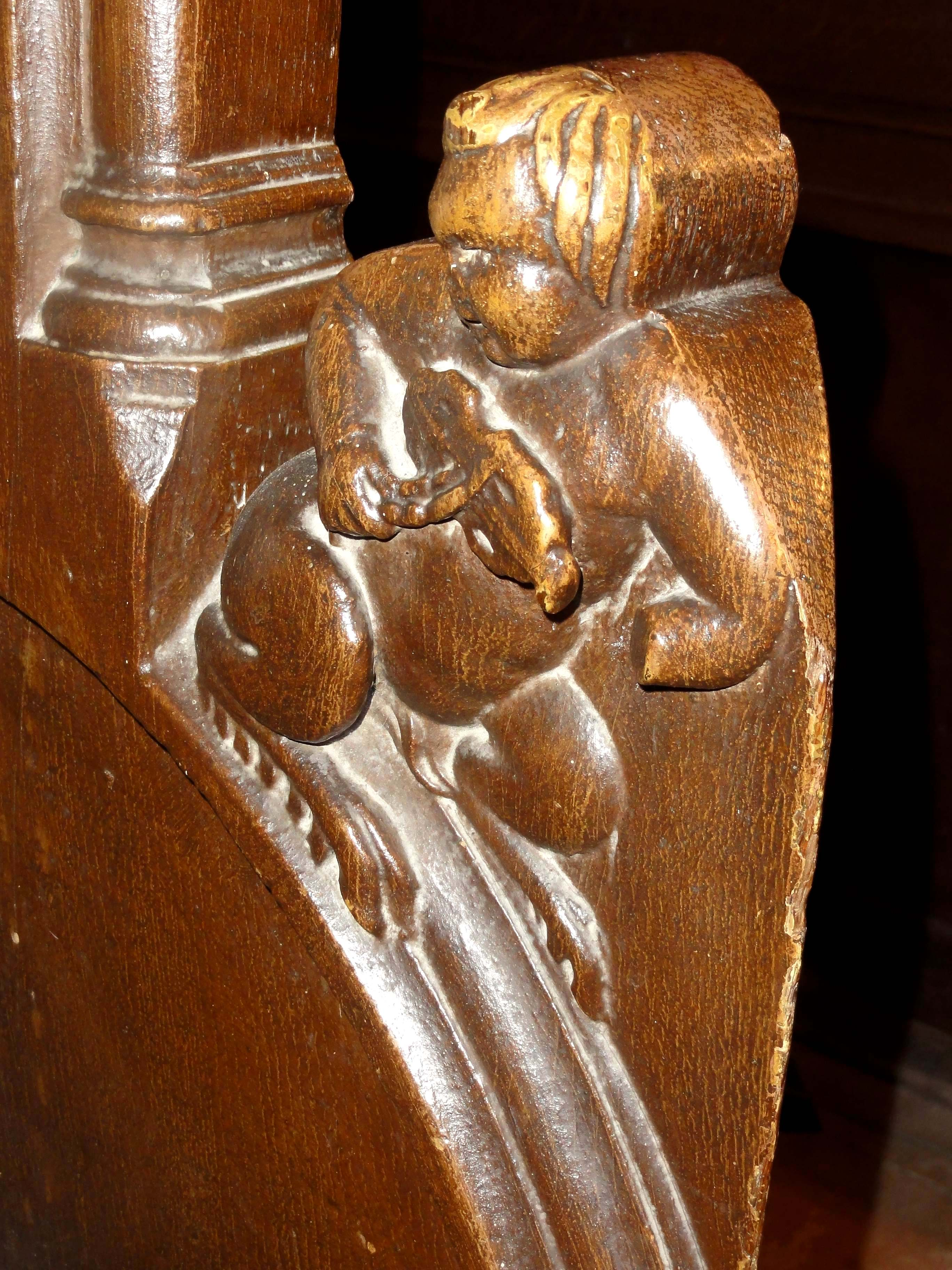
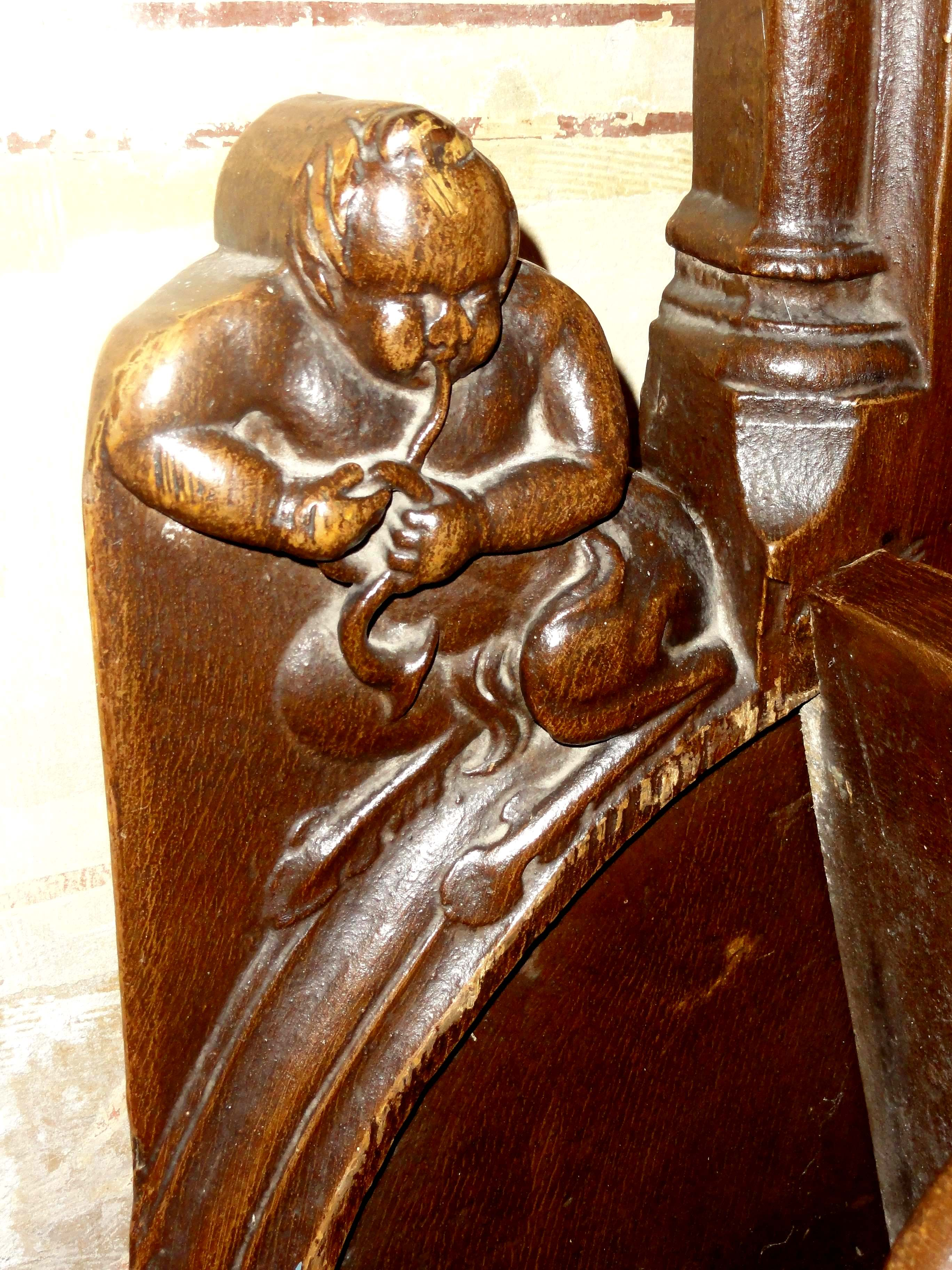

### Divers

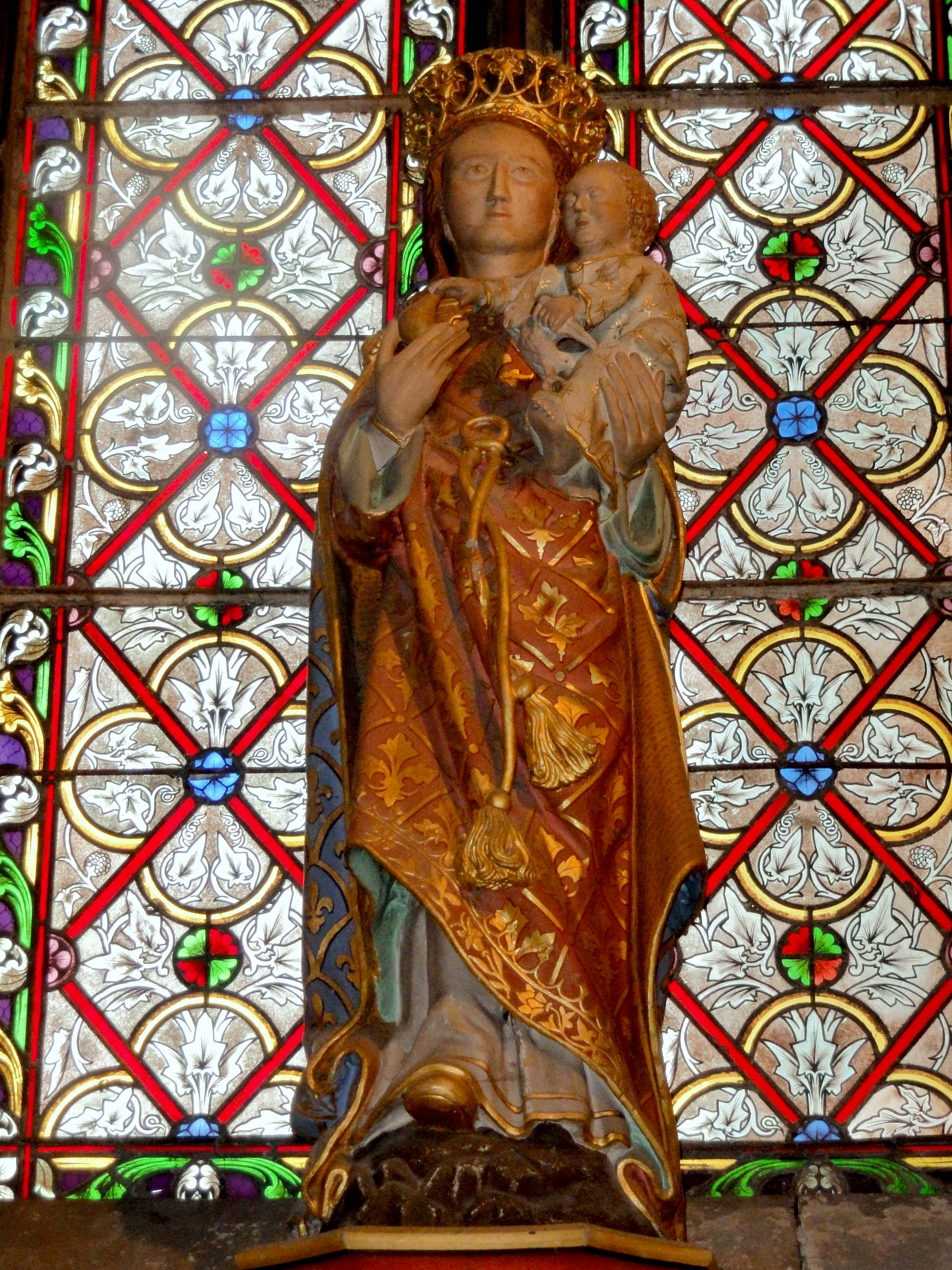
Vierge à l'Enfant.

À gauche en entrant par le grand portail de la nef, l'on trouve un vieux tronc muni de belles ferrures. En face à droite, le confessionnal est surmonté de deux têtes de chérubins, flanquées d'ailes et entourées de nuées et de rayons lumière. C'est apparemment une pièce rapportée, bien caractéristique du style baroque et d'une belle qualité d'exécution. Selon un usage très répandu, la cuve de la chaire à prêcher, sans doute pas antérieure au XIXe siècle, est ornée de bas-reliefs représentant chacun des quatre Évangélistes avec son attribut : l'aigle pour saint Jean, le taureau pour saint Luc, le lion pour saint Marc et l'homme ailé pour saint Matthieu. Les statues sont peu nombreuses, et pour la plupart sulpiciennes. Parmi celles du XIXe siècle, la statue de l'Immaculée Conception de Marie, au revers de la façade, et celle de sainte Jeanne d'Arc, à gauche de l'autel du Sacré-Cœur au sud de la nef, sortent nettement de l'ordinaire. L'unique statue classée au titre objet (depuis 1912) est la Vierge à l'Enfant en pierre calcaire, mesurant 150 cm de hauteur et datant du XVe siècle. Elle a été entièrement repeinte et redorée au XIXe siècle, mais la polychromie ancienne revient à la surface à certains endroits. Enfin, le tabernacle et plus particulièrement le panneau en émail de sa porte. L'on y voit le Christ en croix, tandis que Dieu le Père est assis à l'arrière-plan, bénit de la main droite et présente un livre arborant un triangle représentant la Sainte Trinité. Le crucifix est porté par trois angelots en grande partie cachés par leurs nuées, et le trône sur lequel Dieu le Père est apparemment installé est lui-même par des angelots. Pour venir aux objets classés conservés en la sacristie, il s'agit d'une chape du dernier quart du XVIIe siècle, classée en 1912, et d'un ensemble de quatre dais d'autel ou antependiums, qui forment un ensemble avec la chape, et ont été classés en même temps. Ces objets sont surtout intéressant pour leurs broderies.

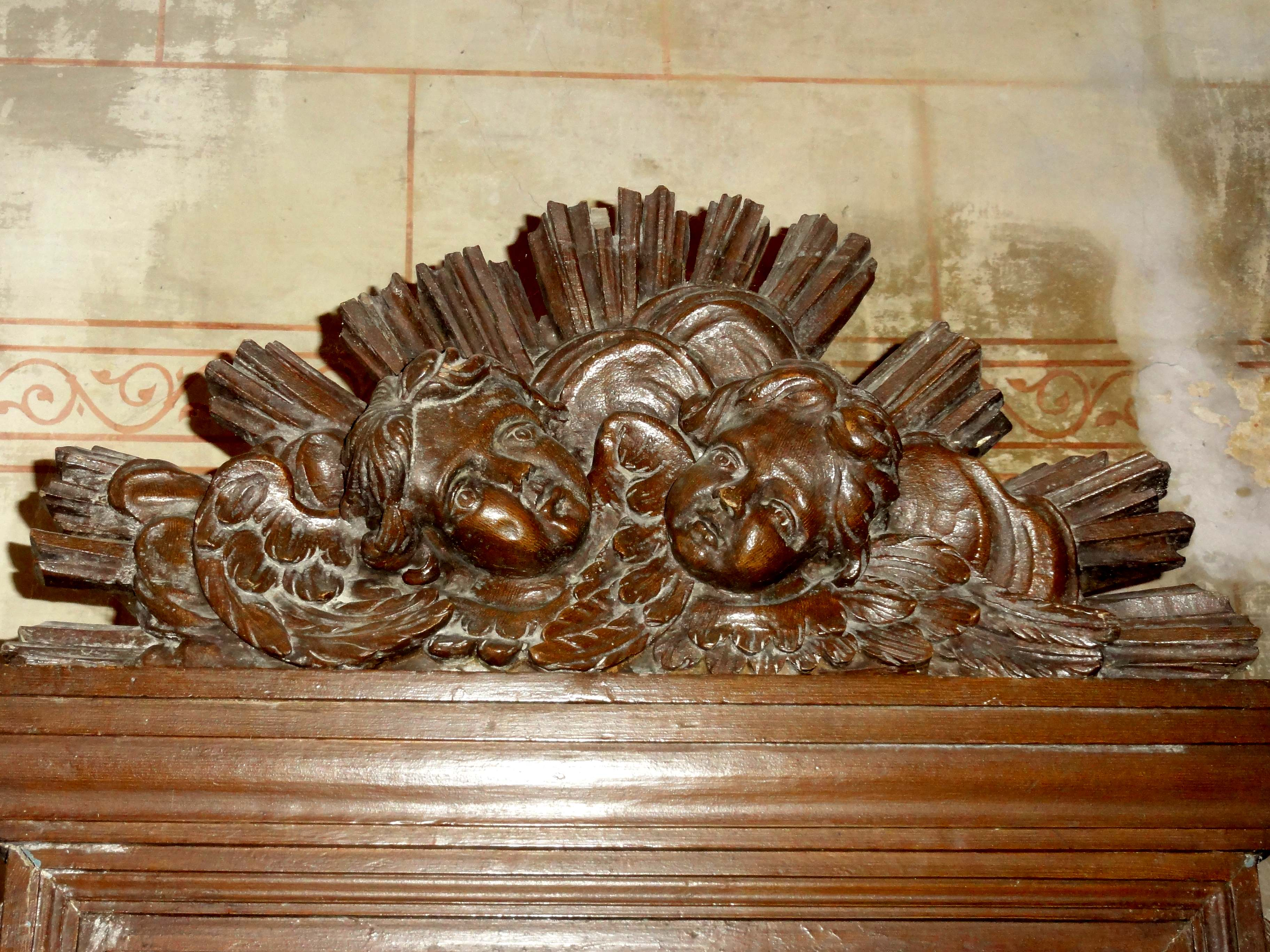
Détail du confessionnal.
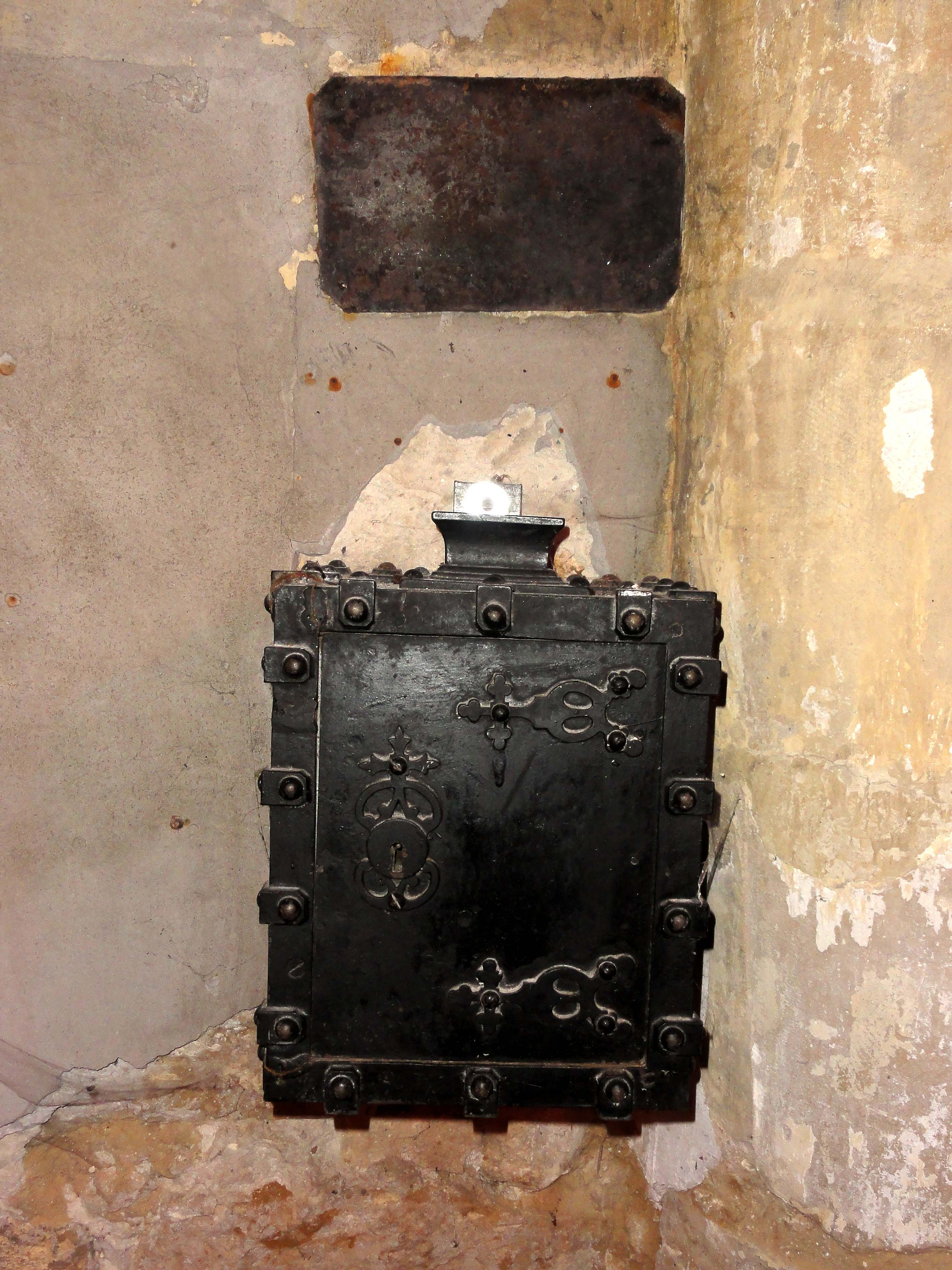
Tronc.
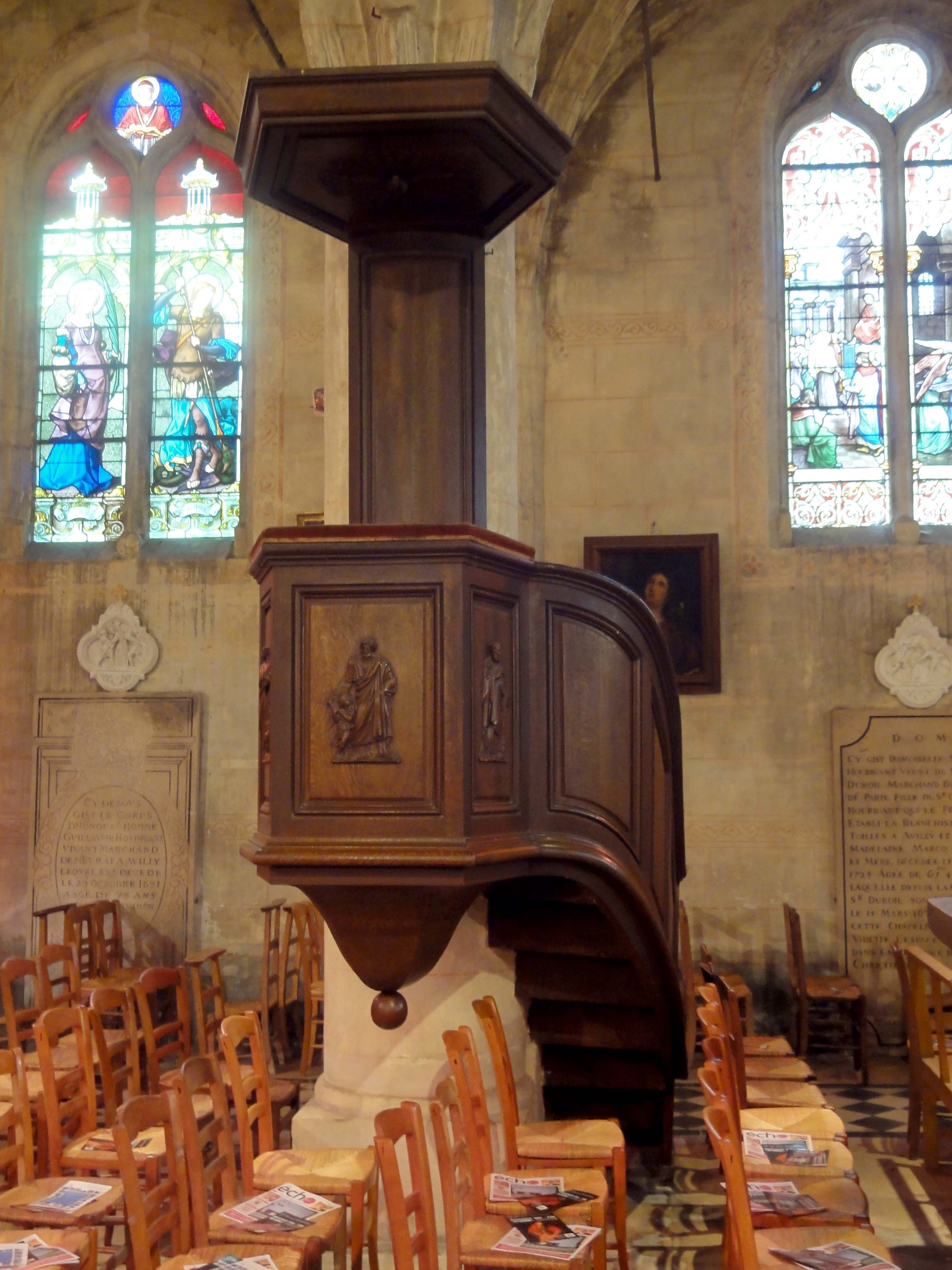
Chaire à prêcher.
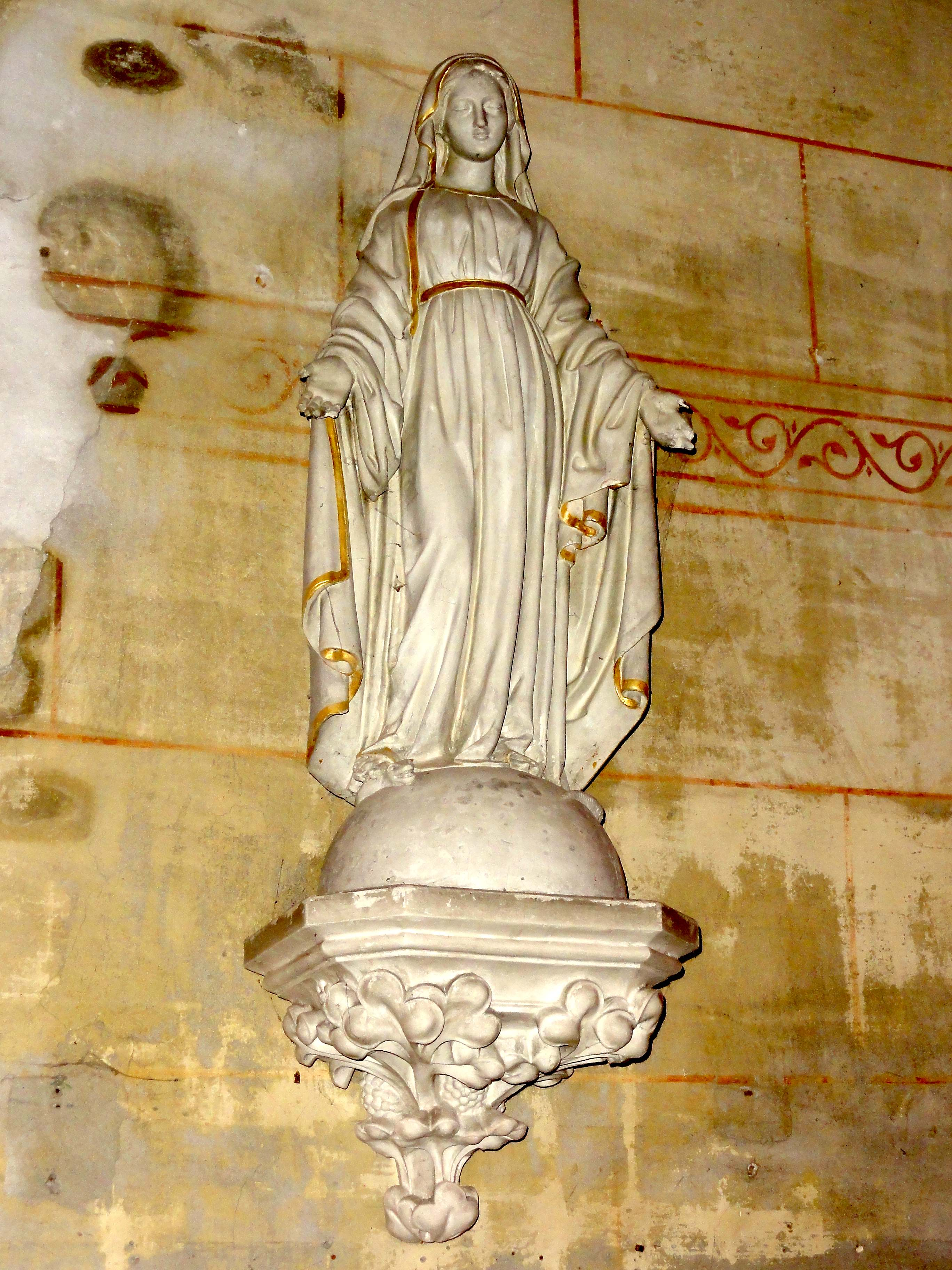
L'Immaculée Conception.
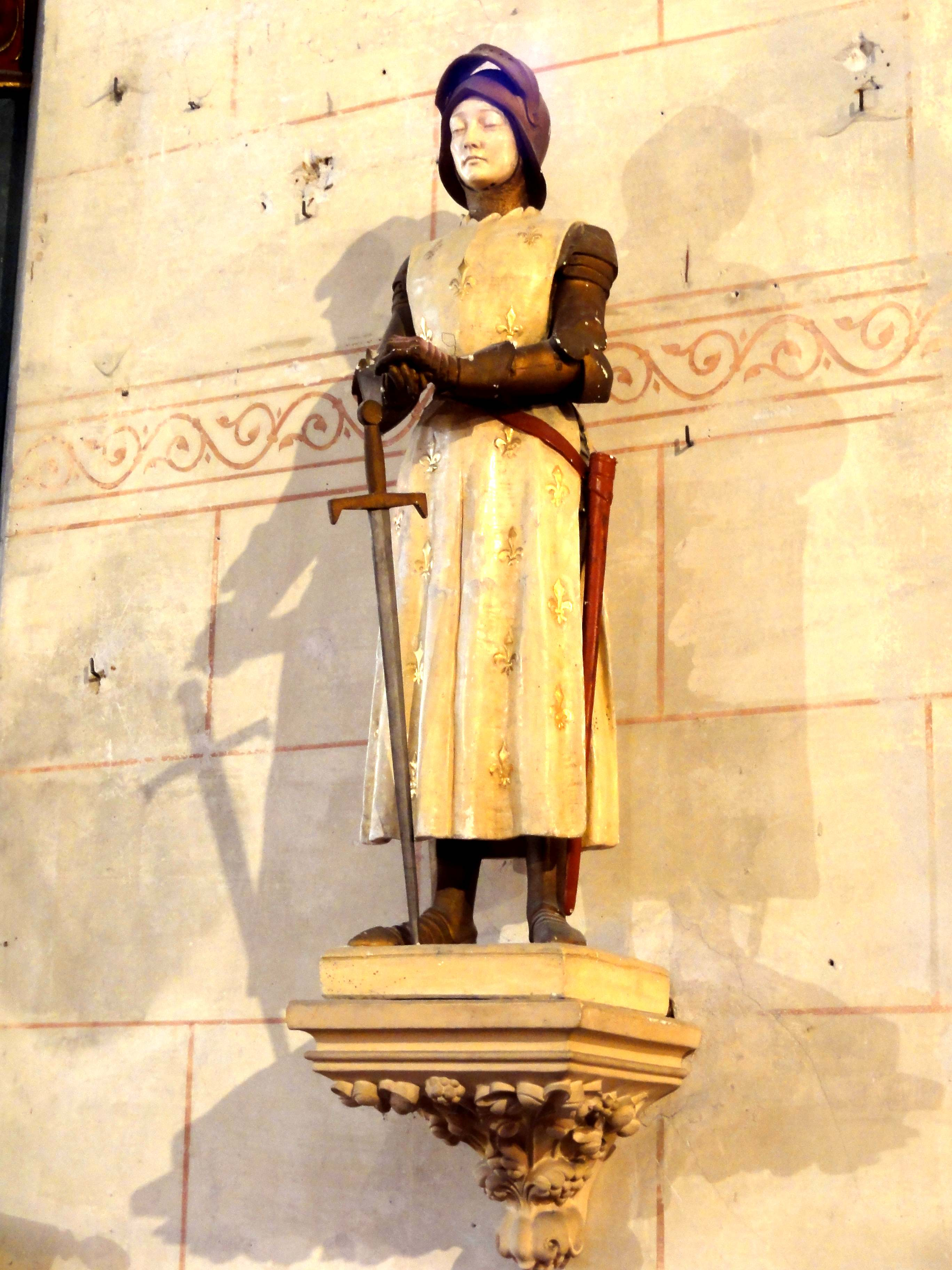
Jeanne d'Arc.
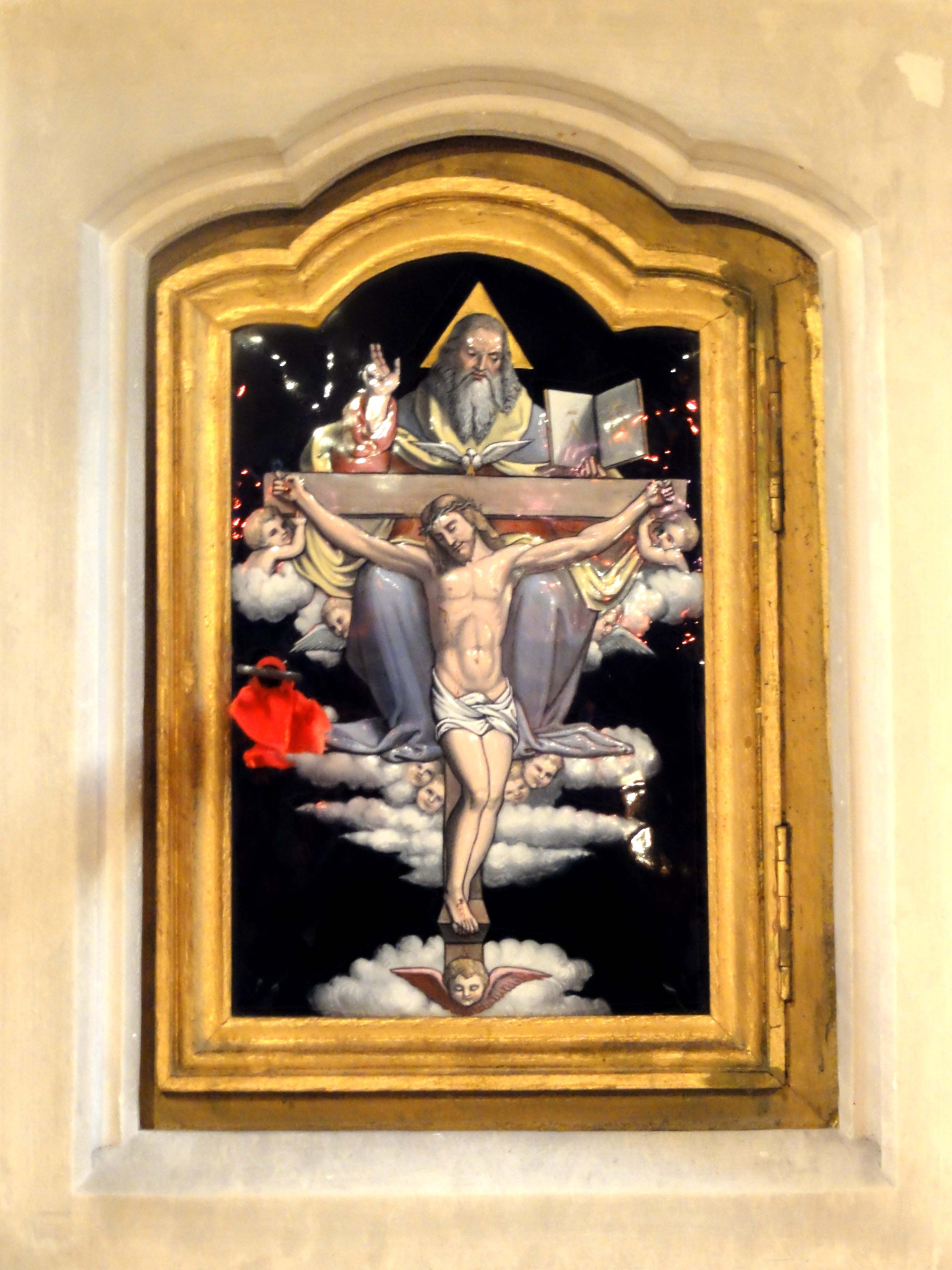
Panneau du tabernacle.

### Vitraux

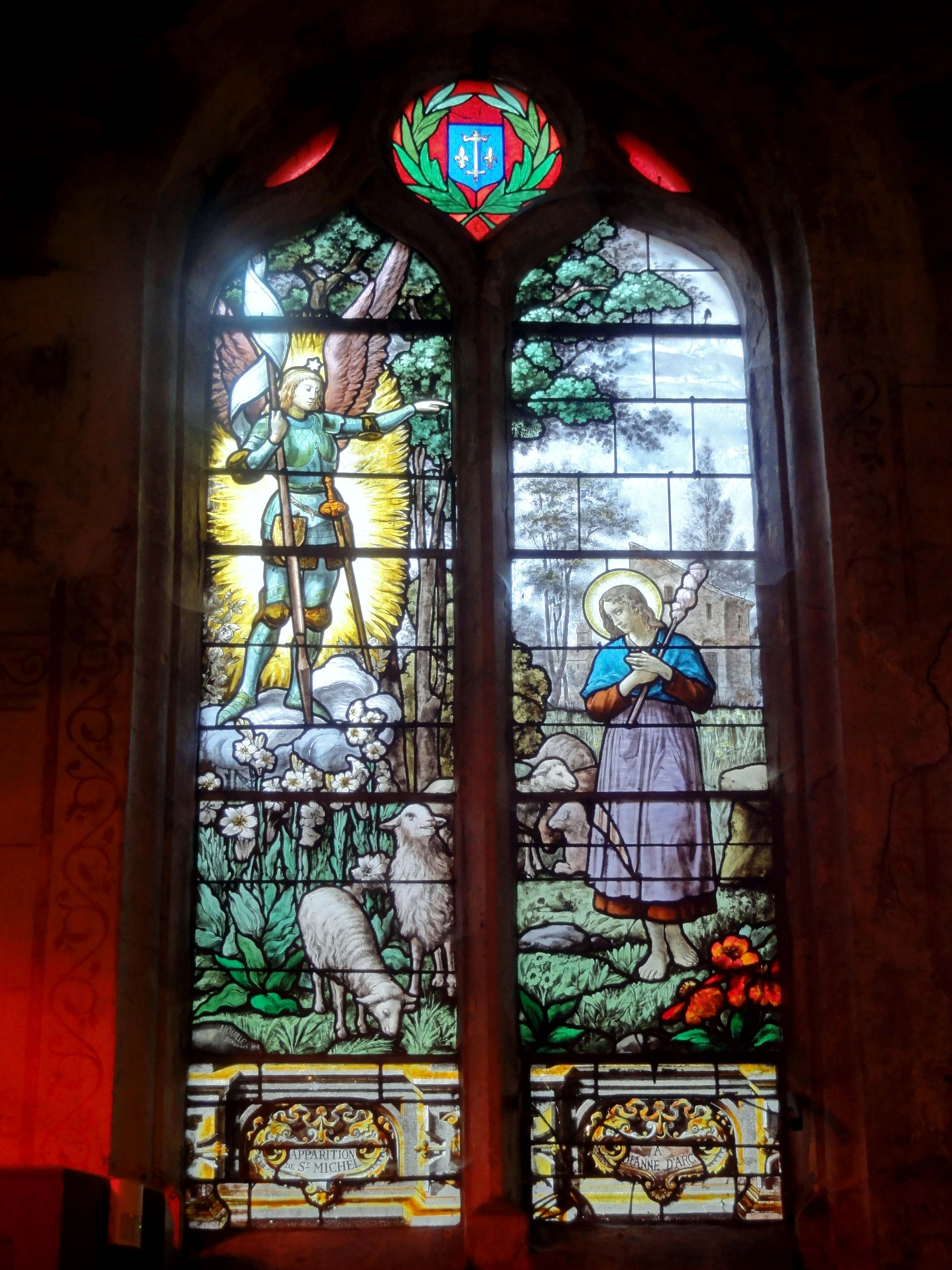
Apparition de saint Michel à Jeanne d'Arc.

L'église compte quatorze fenêtres au total, qui sont tous munis de vitraux polychromes de la seconde moitié du XIXe siècle. L'on peut classer les vitraux en cinq types : 
- le vitrail de style néo-gothique imitant le style du XIIIe siècle, avec deux médaillons représentant la Fuite en Égypte et l'intérieur de la maison de Nazareth, au nord de la chapelle de la Vierge (n° 7) ;
- les cinq vitraux purement ornementaux dans le style néo-gothique, que l'on trouve au chevet de la chapelle de la Vierge, dans les baies latérales du sanctuaire, et dans les baies de gauche et à droite du triplet du chevet ;
- les deux verrières hagiographiques représentant les saints en pied, sans mise en scène et sans décor paysager : saint Léonard dans la baie d'axe du chevet (n° 0) ; et saint Lucie et saint Georges, dans la seconde baie du bas-côté (n° 11, signé Roussel, Beauvais) ;
- les trois verrières bibliques et hagiographiques, représentant des scènes de façon naturaliste, au milieu d'un décor architecturé ou ornemental Néo-Renaissance, sans rapport avec le motif principal : la Nativité du Christ et le mariage mystique de Marie, dans la chapelle Saint-Joseph (n° 6) ; « Comment sainte Catherine en se montrant plus sage que cinquante philosophes les amena tous à la sagesse » et « Sainte Catherine en prison est soignée par les anges et reçoit la visite de l'impératrice », avec les portraits des deux donateurs au tympan, dans la troisième travée du bas-côté (n° 9) ; et l'apparition de l'archange Michel à sainte Jeanne d'Arc, au début du bas-côté (n° 13) ;
- les trois vitraux bibliques et hagiographiques, représentant des scènes de façon naturaliste sans aucune fioriture, tous situés au sud de la nef : l'apparition du Sacré-Cœur de Jésus à sœur Marguerite-Marie Alacoque à Paray-le-Monial en 1675 (n° 8) ; l'apparition de la Vierge Marie à Bernadette Soubirous devant la grotte de Massabielle à Lourdes en 1858 (n° 10) ; et la Visitation de la Vierge Marie (n° 12).

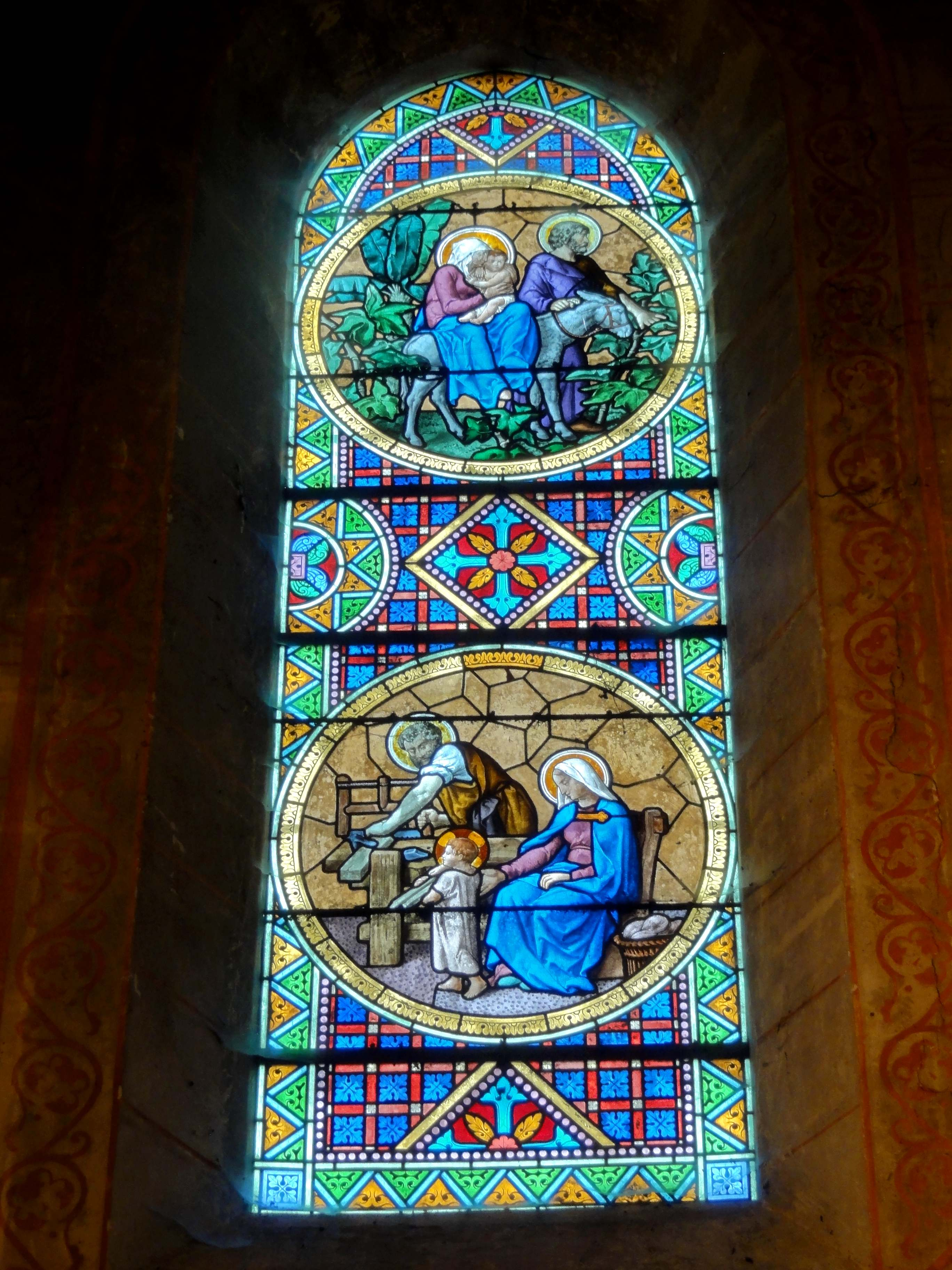
Fuite en Égypte et intérieur de Nazareth.
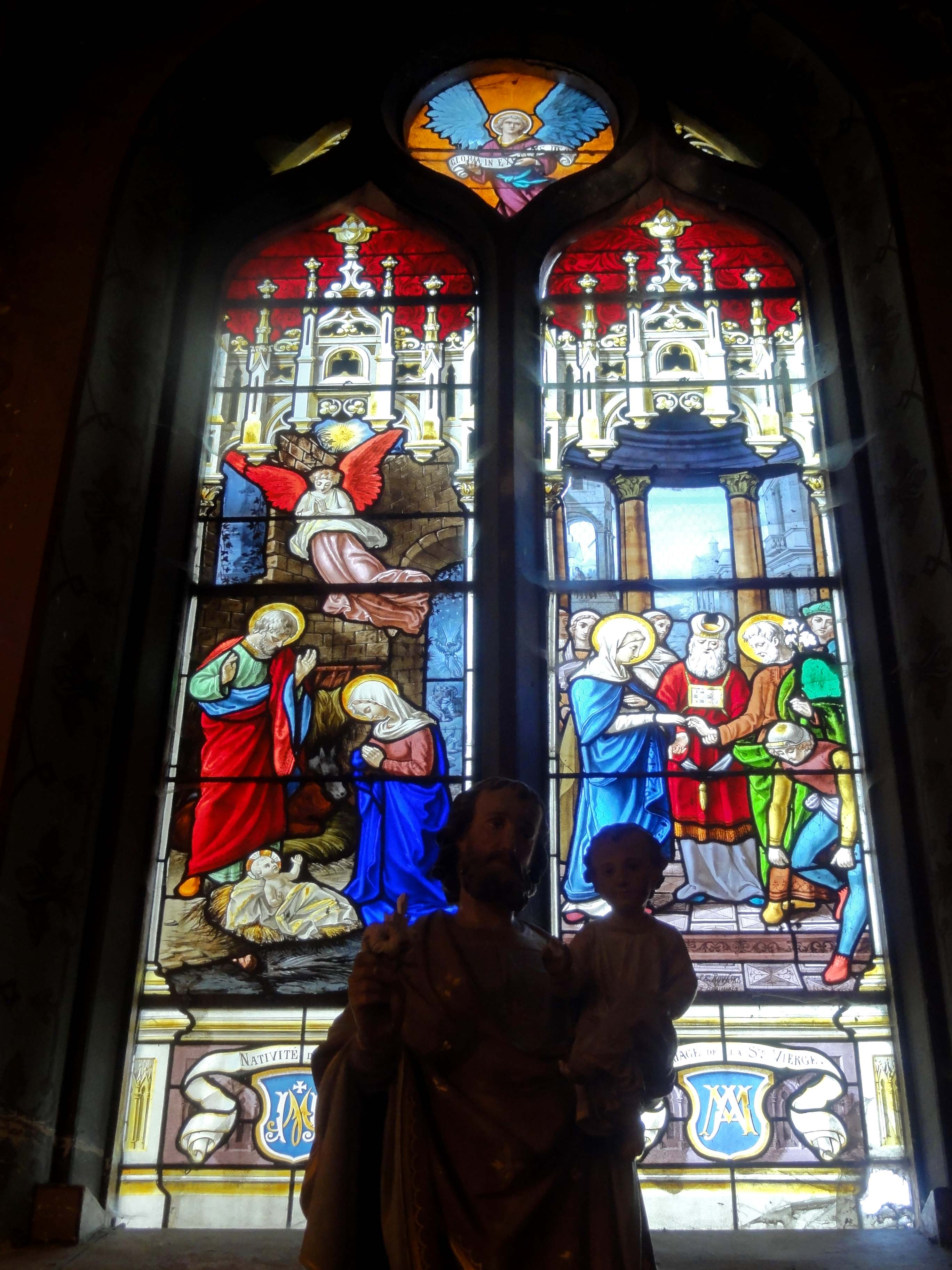
Nativité et mariage mystique de Marie.
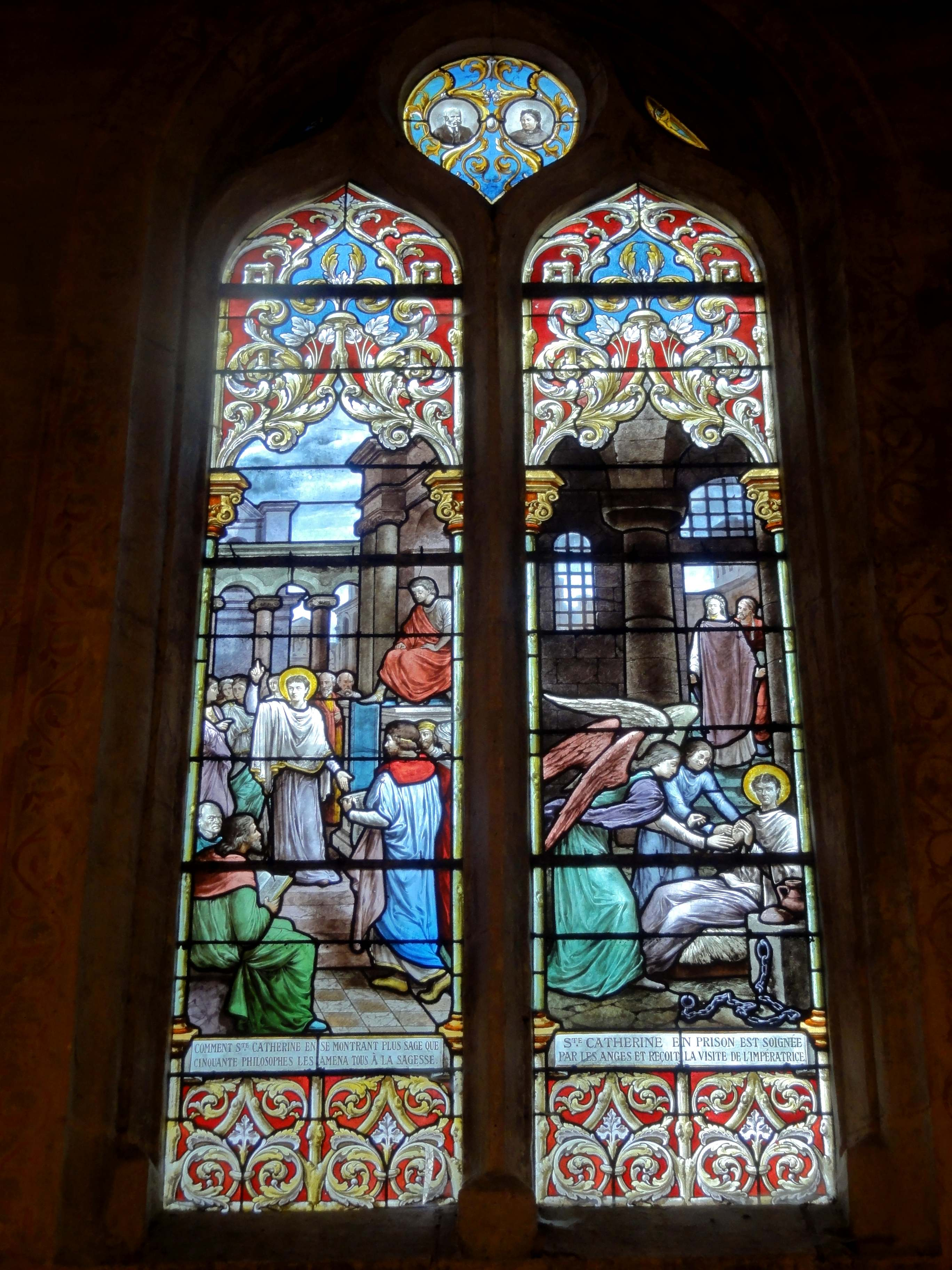
Scènes de la vie de sainte Catherine.
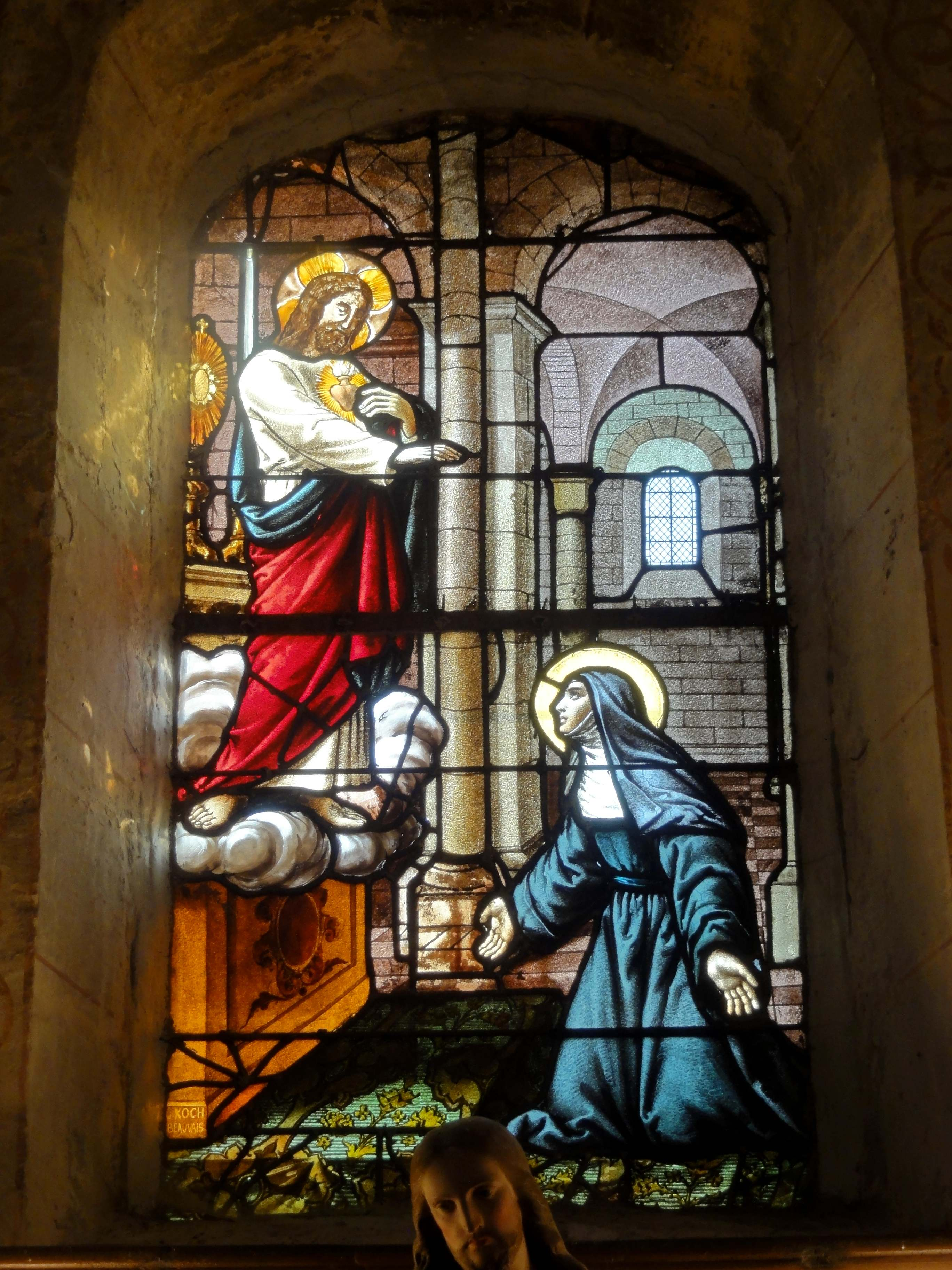
L'apparition du Sacré-Cœur à Marguerite-Marie.
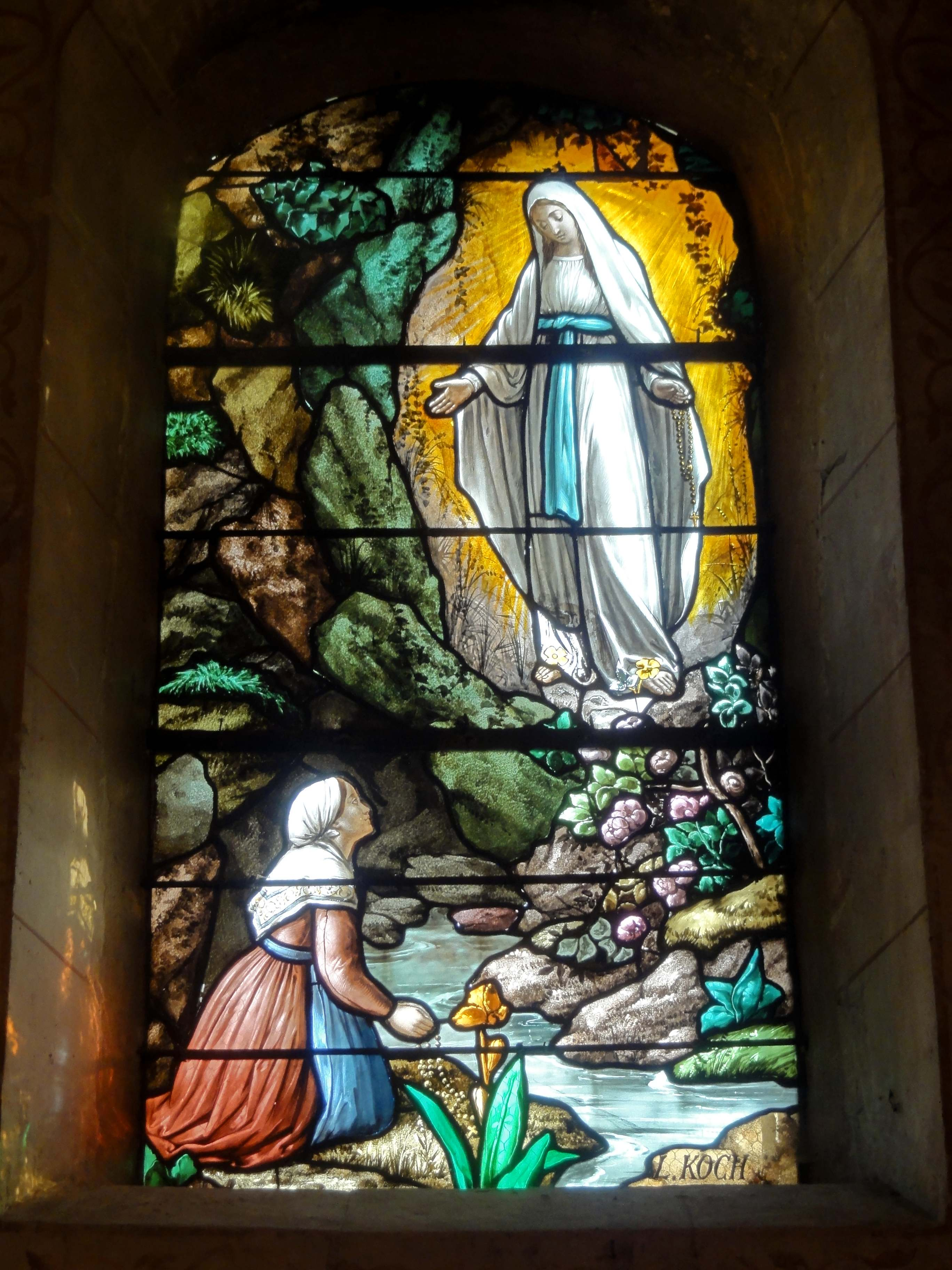
L'apparition de la Vierge à Bernadette Soubirous.
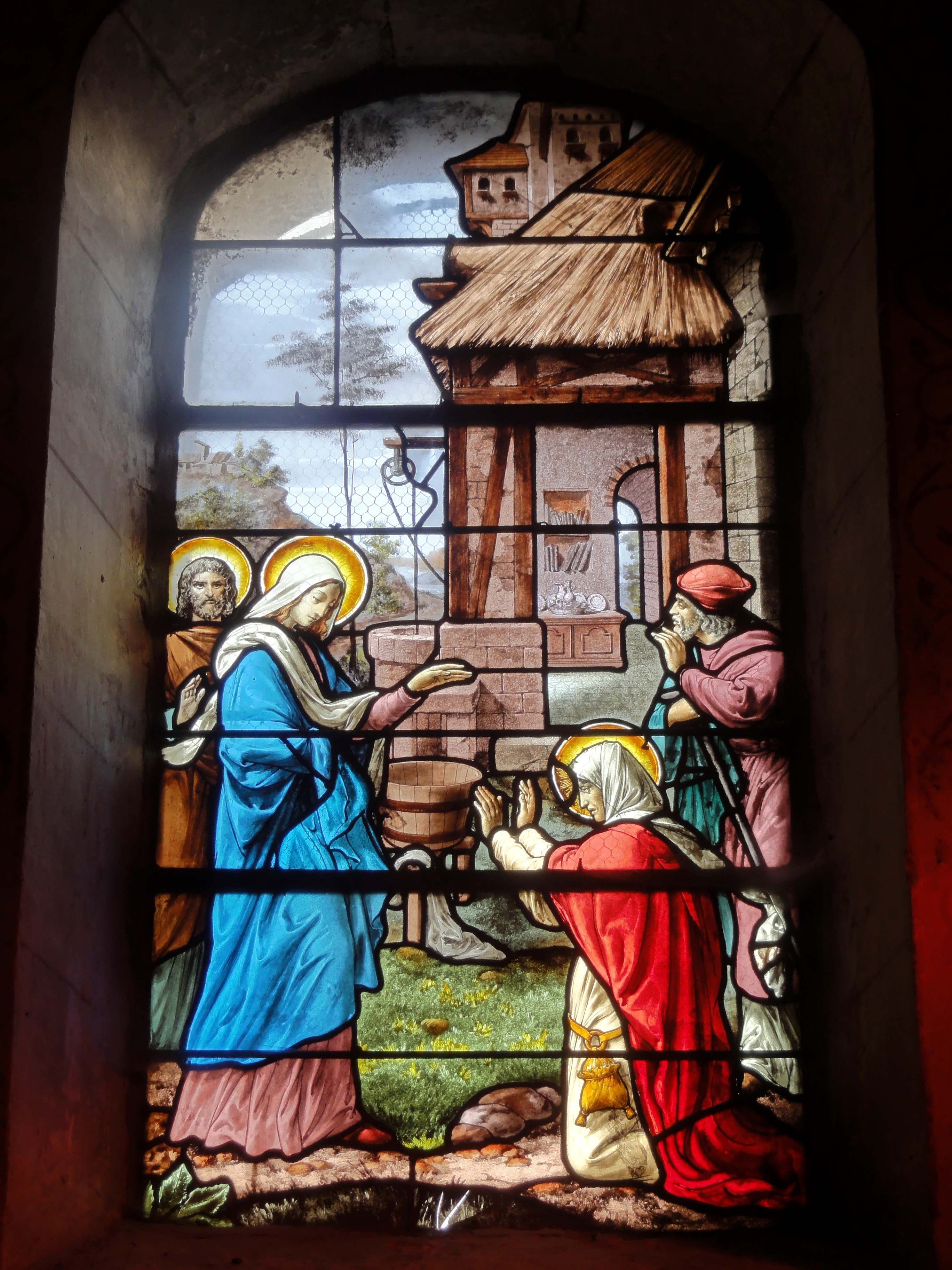
La Visitation de la Vierge Marie.